# Féminisme

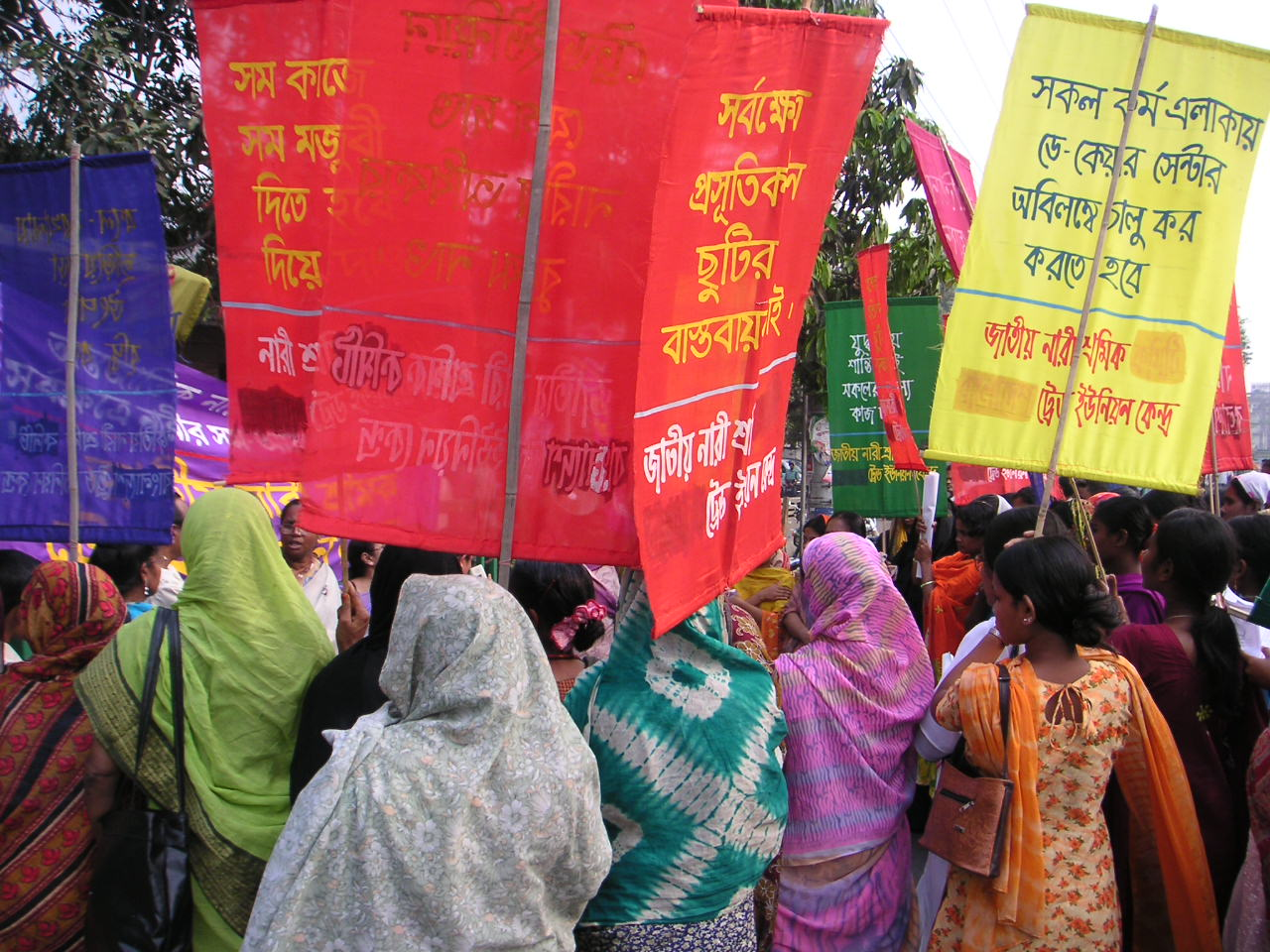
Célébration de la Journée internationale des droits des femmes au Bangladesh, à l'initiative d'un syndicat de travailleuses (2005).

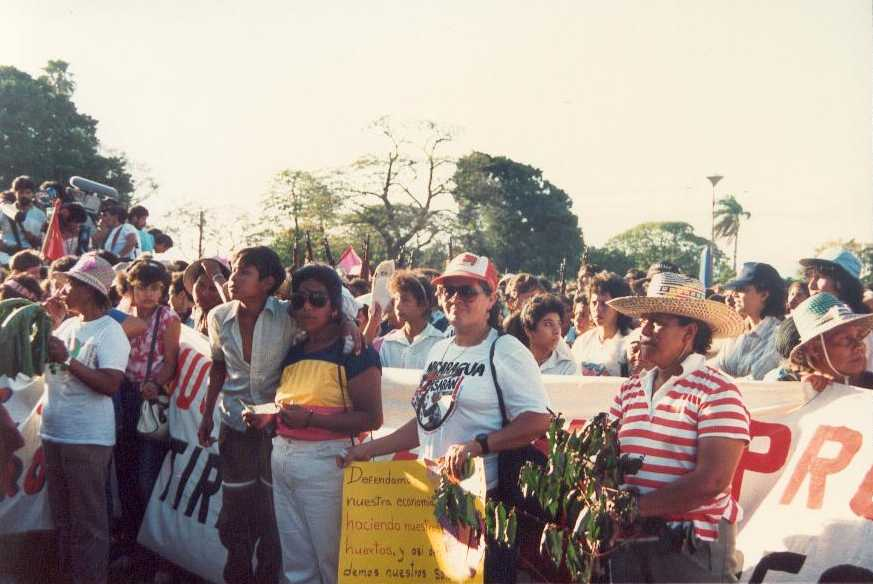
Journée internationale des droits des femmes au Nicaragua (1988).

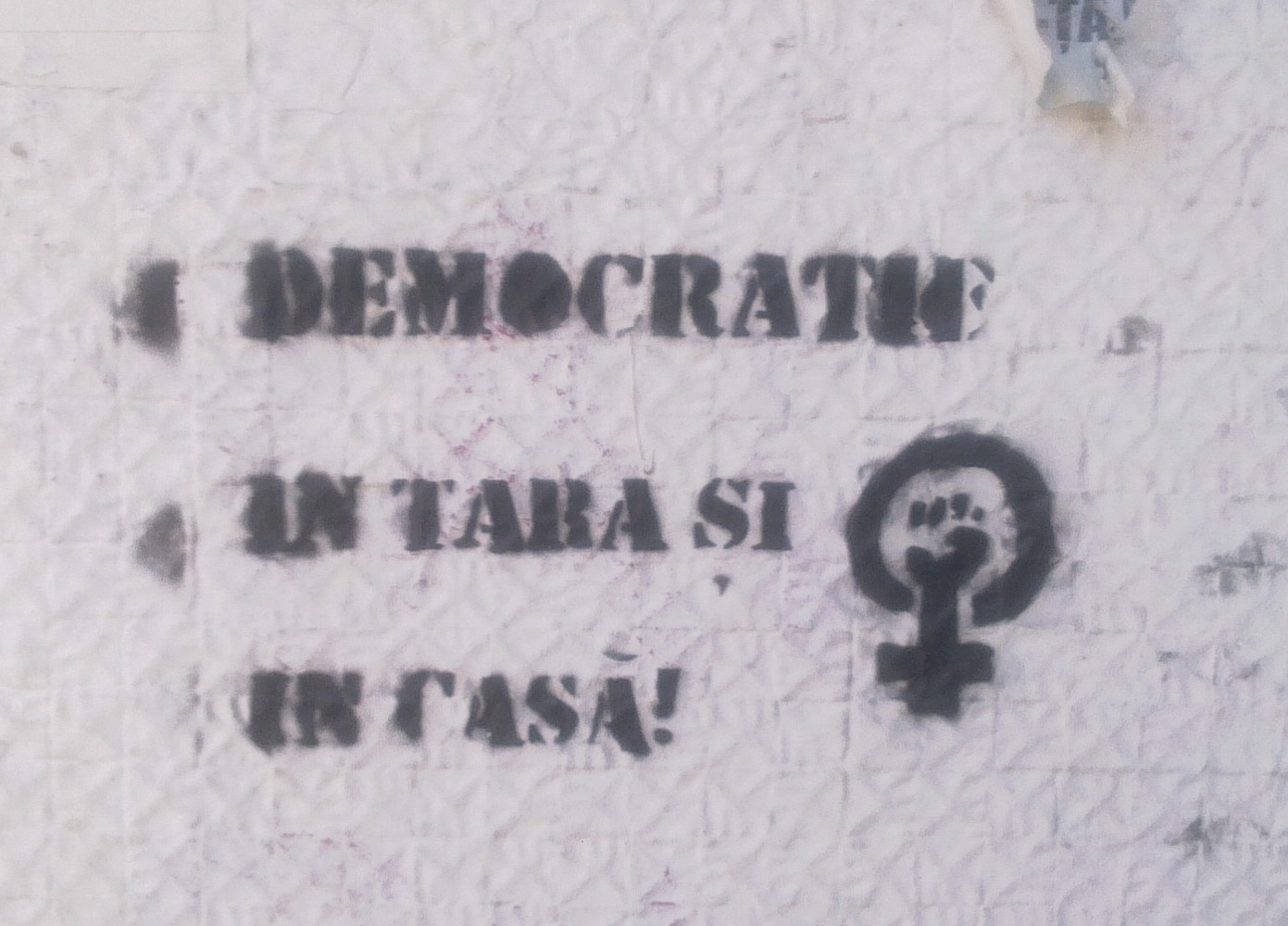
Graffiti féministe anonyme « Démocratie dans le pays et à la maison » à Bucarest (2013).

Le féminisme est un ensemble de mouvements et d'idées politiques, sociales et culturelles ayant pour objectif de promouvoir l'égalité entre les femmes et les hommes en militant pour les droits des femmes,, et ce, sur le principe fondamental que les hommes et les femmes sont égaux et doivent être considérés comme tels dans la société.
Le terme « féminisme » est utilisé en 1872 par Alexandre Dumas fils avec un sens péjoratif dans un pamphlet anti-féministe, puis employé et popularisé à partir de 1882 par Hubertine Auclert, militante féministe et suffragiste française, qui lui donne son sens actuel. Cependant, les idées de libération et d'émancipation des femmes prennent leurs racines dans le siècle des Lumières et se réclament de mouvements plus anciens ou de combats menés dans d'autres contextes historiques.
Le mouvement féministe a produit, selon les époques, différents courants de pensée avec des revendications principales spécifiques.
L’objectif principal de la première vague féministe qui débute au milieu du XIXe siècle est que les hommes et les femmes deviennent égaux devant la loi.
La deuxième vague féministe, qui intervient à la fin des années 1960 avec la naissance du Mouvement de libération des femmes (MLF) et du Women's Lib, a ainsi élaboré plusieurs concepts qui entendent rendre compte de la spécificité du rapport de domination exercé par les hommes sur les femmes. C'est à cette période qu'est reformulé le concept de patriarcat, élaboré celui de sexisme et que l'accent est mis sur la sphère privée comme lieu privilégié de la domination masculine : « le privé est politique ». Les revendications touchant au contrôle de leur corps par les femmes (avortement, contraception) sont placées au premier plan, mais, plus largement, c'est à la construction de nouveaux rapports sociaux de sexe qu'appellent les féministes de cette deuxième vague. Dans cette perspective, la notion de « genre » entend « dénaturaliser » les rapports entre les sexes.
Sous le nom de troisième vague féministe, on désigne à partir des années 1990, un large ensemble de revendications exprimées par des militantes féministes issues de groupes minoritaires, dans le sillage du Black feminism. Cette troisième vague, née aux États-Unis, se démarque des deux autres vagues précédentes en se voulant moins blanche, moins bourgeoise, moins occidentale et plus inclusive dans la poursuite de la défense des droits des femmes en y intégrant des minorités auparavant délaissées comme les personnes invalides, les personnes au foyer, les personnes "racisées", les travailleurs et travailleuses du sexe et les membres de la communauté LGBTQ+, etc.

## Histoire
Le terme « féminisme » a longtemps été attribué à tort à Charles Fourier. Il est d’abord utilisé dans les années 1870 par le corps médical pour qualifier une affection touchant les hommes au corps peu viril, féminisé. En 1872 Alexandre Dumas fils, l'utilise de manière ironique pour qualifier les partisans du droit des femmes, en écrivant dans L'Homme-femme : « Les féministes, passez-moi ce néologisme, disent : Tout le mal vient de ce qu'on ne veut pas reconnaître que la femme est l'égale de l'homme, qu'il faut lui donner la même éducation et les mêmes droits qu'à l'homme ». Le terme est repris en 1882 et popularisé par la militante féministe Hubertine Auclert, première « féministe » auto-proclamée, qui lui donne son sens moderne de lutte en faveur des droits des femmes,. Il se diffuse en Europe dans la dernière décennie du XIXe siècle.
C'est au cours de la Révolution française, avec l’affirmation des droits naturels, que naît le mouvement de revendication sociale et politique qu'il désigne. Dans la première moitié du XIXe siècle, le mouvement féministe apparaît en pointillé, sans parvenir à fédérer d’organisations durables. Il épouse les grandes secousses politiques du siècle, à l’occasion desquelles resurgissent ses revendications. L’objectif large de cette « première vague du féminisme » est de réformer les institutions, de sorte que les hommes et les femmes deviennent égaux devant la loi : droit à l'éducation, droit au travail, droit à la maîtrise de leurs biens et droit de vote des femmes constituent les revendications principales de cette période.
Avec l’émergence des démocraties occidentales, le mouvement féministe s’incarne progressivement dans des groupes organisés, sans jamais présenter un visage monolithique, au point que les études contemporaines mettent l’accent sur la diversité des féminismes.

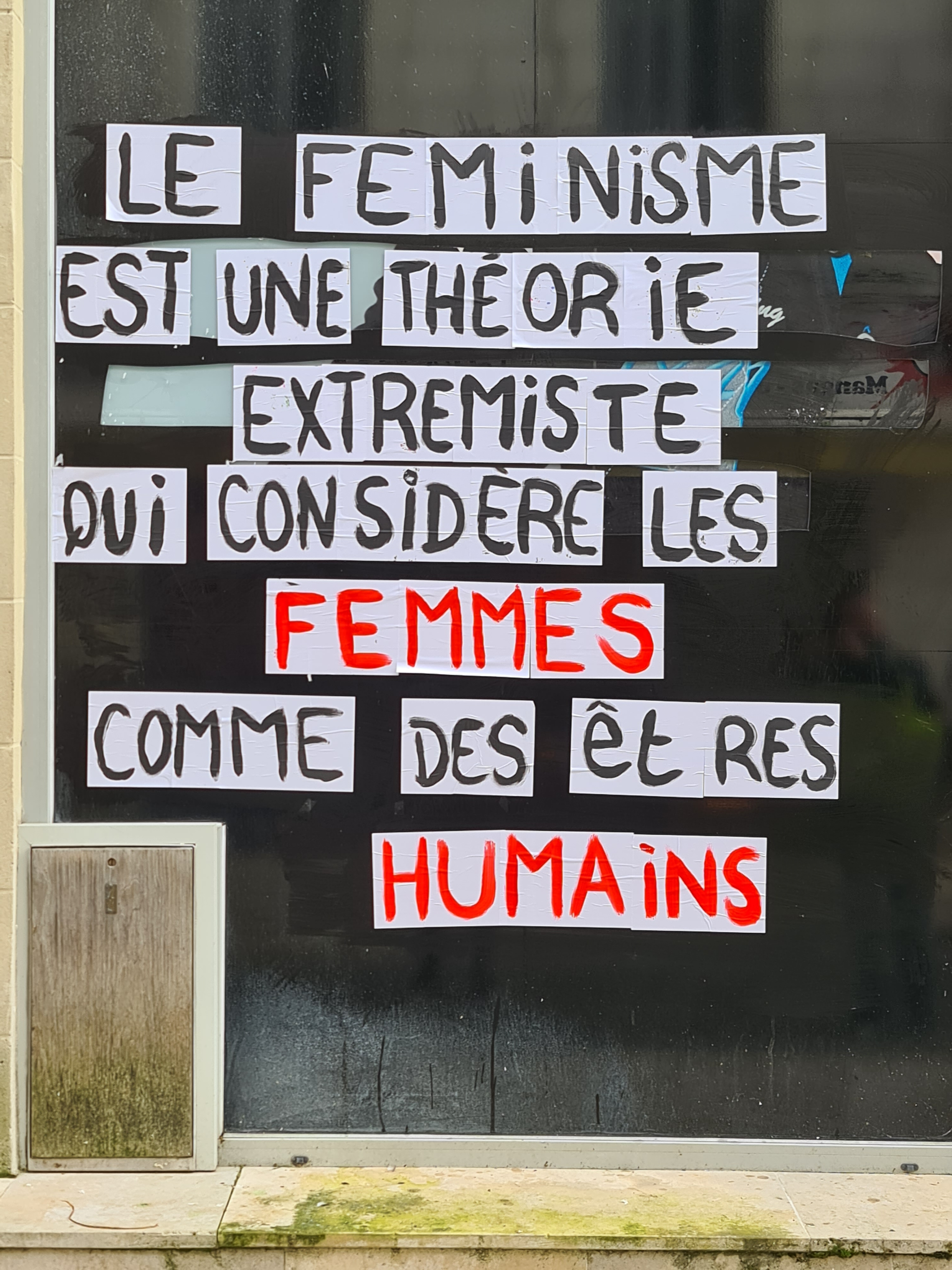
Collage féministe à Périgueux, France (2022).

Les configurations nationales imposent souvent leurs cadres et leurs calendriers ; les objectifs et les méthodes varient selon les groupes constitués et les débats sont constants pour définir les orientations stratégiques et les étapes intermédiaires à atteindre en priorité. Les féministes se trouvent en particulier confrontés à un dilemme : doivent-elles pour mener leur combat mettre en avant les qualités spécifiques qui sont attribuées aux femmes (voir Féminité) ou au contraire affirmer l’universalité des propriétés humaines (voir Être humain) ? La première position au risque de figer la nature des femmes ; la seconde au risque de choquer l’évidence de la différence des sexes sur laquelle s’appuient les représentations et la structure sociale.

### Féminisme dans l'Antiquité
Certains auteurs affirment que le féminisme existe depuis tout temps : ils parlent de protoféminisme, même si d'autres pensent qu'il s'agit bien d'un même féminisme qui apparaît puis disparaît de manière cyclique. On trouve chez Robert Flacelière l'idée que dans la Grèce antique, certains Athéniens contestaient l'enfermement des Athéniennes au foyer, situation courante de cette époque considérée comme injuste, et s'appropriaient ainsi la revendication d'une idéologie féministe. De même, l'égalité foncière entre les deux sexes fut retenue et développée par Antisthène, fondateur de l'école cynique, et par Eschine de Sphettos, deux disciples de Socrate. Antisthène disait que « l'homme et la femme ont la même vertu ». Plus tard, le cynique Cratès de Thèbes épousa la sœur du philosophe Métroclès, de la même école que lui : la riche et noble Hipparchie. Elle se fit pauvre et devint philosophe comme son époux, tous deux allant mendier leurs repas de maison en maison. Ce modèle des ménages de philosophes fit passer dans la réalité le principe théorique de l'égalité des sexes, posé par Socrate et admis par Antisthène dans sa philosophie.

### Féminisme dans le christianisme
Lors du quatrième concile du Latran organisé en 1215 à l'initiative du pape Innocent III, le mariage est déclaré comme étant l'objet de deux volontés plutôt que de deux corps, ce qui a notamment pour objectif d'empêcher les mariages clandestins et de s'assurer que le mariage est consenti par les deux mariés.
Lors de la révolution anglaise de 1688-1689, les femmes de l’Église anglicane proclamèrent que si Dieu aime les femmes en tant que telles, le Parlement devait agir de même.
En 1906, le pape Pie X déclare à Camille Theimer : « Il est bon que les femmes se libèrent du joug pesant sous lequel les courbe, depuis des siècles, la société. Il est bon qu'elles sachent conquérir leurs moyens d'existence. […] Les femmes ne doivent en aucun cas s'immiscer dans les affaires publiques. Elles ne seront ni électrices ni députés »,,.

### Féminisme au Moyen Âge

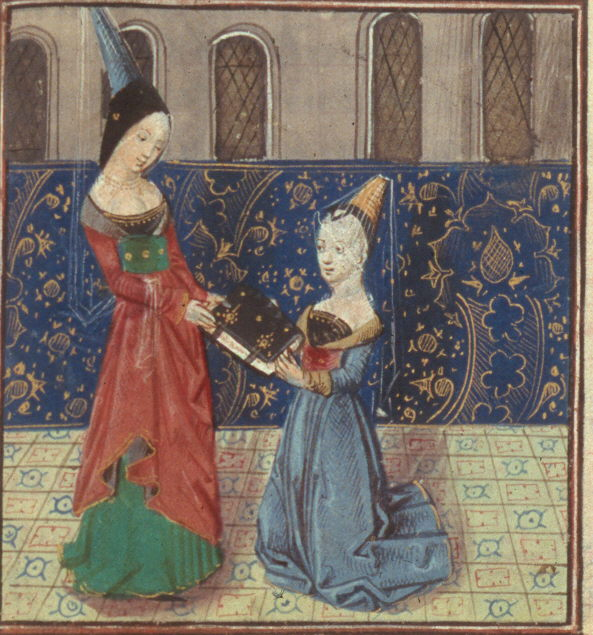
Christine de Pizan présente son livre à Marguerite de Bourgogne, illustration de 1475.

L'écrivaine Christine de Pizan est la première personne en France — hommes et femmes confondus — à pouvoir vivre de ce métier. Son œuvre, notamment la Cité des Dames, est écrite pour mettre en avant la grandeur et la valeur des femmes et de leur matrimoine (Christine de Pizan emploie le mot dans son livre,) à travers la description de femmes notoires considérées comme des modèles de courage et de vertu. Christine de Pizan a sévèrement critiqué l'ouvrage de Jean de Meung faisant suite au Roman de la Rose, pour la virulence des propos qu'il y tient contre les femmes et lui répond avec un livre L’Épître au Dieu Amour (1399), puis elle approfondit sa réponse avec la Cité des Dames.
« Si la coustume estoit de mettre les petites filles a l'escole, et que communément on les fist apprendre les sciences comme on fait aux filz, qu'elles apprendroient aussi parfaitement et entenderoient les subtilités de toutes les arz et sciences comme ils font », Christine de Pizan dans La Cité des dames.
La thèse du féminisme avant la lettre de Christine de Pizan est soutenue par les médiévistes Thérèse Moreau et Régine Pernoud, qui voit en elle une féministe, pour sa thèse de l'égalité intellectuelle des hommes et des femmes dues à l'éducation et non pas à la nature. Éliane Viennot souligne le rôle important de Christine de Pizan dans la défense des droits des femmes à son époque.

### Féminisme dans la Renaissance et leXVIIesiècle
« Enfin, pour comprendre la société à l'époque de la Renaissance dans ce qu'elle a d’élevé, il est essentiel de savoir que la femme était considérée à l'égal de l'homme. […] Le plus grand éloge qu'on pût faire des Italiennes remarquables de cette époque consistait à dire qu'elles avaient un esprit viril, une âme virile. On n'a qu'à considérer l'attitude toute virile de la plupart des héroïnes épiques, surtout de celles de Boiardo et L'Arioste, pour savoir qu'il s'agit ici d'un idéal bien défini. Le titre de « virago », que notre siècle regarde comme un compliment très équivoque, était alors la plus flatteuse des distinctions. […] En ce temps-là, la femme était considérée capable, aussi bien que l'homme, d'atteindre à la plus haute culture. »

— Jacob Burckhardt, Civilisation de la Renaissance en Italie

### Révolution française et droit des femmes

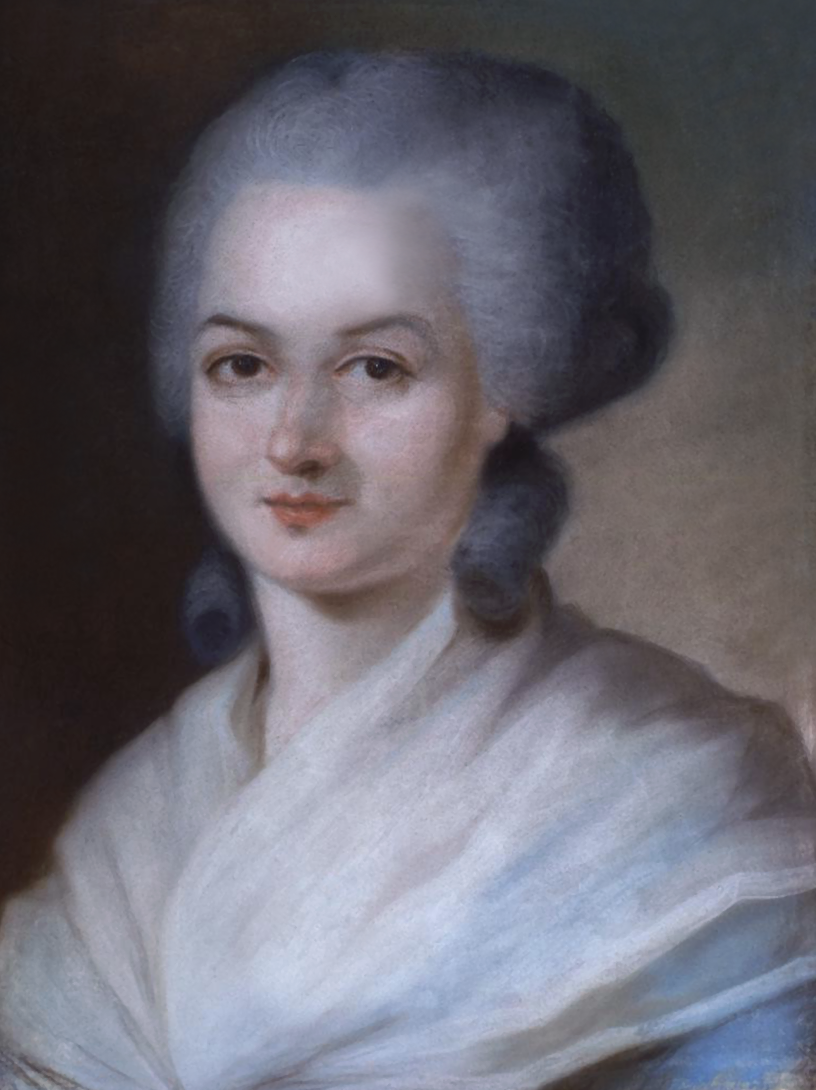
Olympe de Gouges, féministe du XVIIIe siècle.

Malgré les contributions féminines à la rédaction des cahiers de doléances et le rôle que jouent les femmes du peuple parisien —notamment lors des manifestations d’octobre 1789 pour demander du pain et des armes —, les femmes ne se voient pas attribuer de droit particulier dans la Déclaration des droits de l'homme et du citoyen ; et si le nouveau régime leur reconnaît une personnalité civile, elles n'auront pas le droit de vote à cette époque.
Elles n'en continuent pas moins à investir l'espace public, organisées en clubs mixtes ou féminins et en sociétés d’entraide et de bienfaisance, et participent avec passion à toutes les luttes politiques de l'époque. Parmi les personnalités féminines notoires des débuts de la Révolution, il faut retenir Olympe de Gouges qui publie en 1791 la Déclaration des droits de la femme et de la citoyenne : « La femme a le droit de monter sur l’échafaud ; elle doit avoir également celui de monter à la Tribune ».
Aussi Théroigne de Méricourt qui appela le peuple à prendre les armes et participa à la prise de la Bastille, ce dont elle sera récompensée par le don d'une épée par l'Assemblée nationale. C’est par des femmes comme Claire Lacombe, Louison Chabry ou Renée Audou que fut organisée la marche sur Versailles qui finit par ramener Louis XVI dans la capitale.
Toutes deux proches des Girondins, elles connurent une fin tragique : Théroigne de Méricourt devenant folle après avoir été fouettée nue par des partisanes de leurs adversaires, Olympe de Gouges guillotinée. Si les femmes ont été privées du droit de vote, cela ne les a pas préservées des châtiments réservés aux hommes, et nombreuses connurent la prison ou l'échafaud à la suite de leurs actions publiques ou politiques.

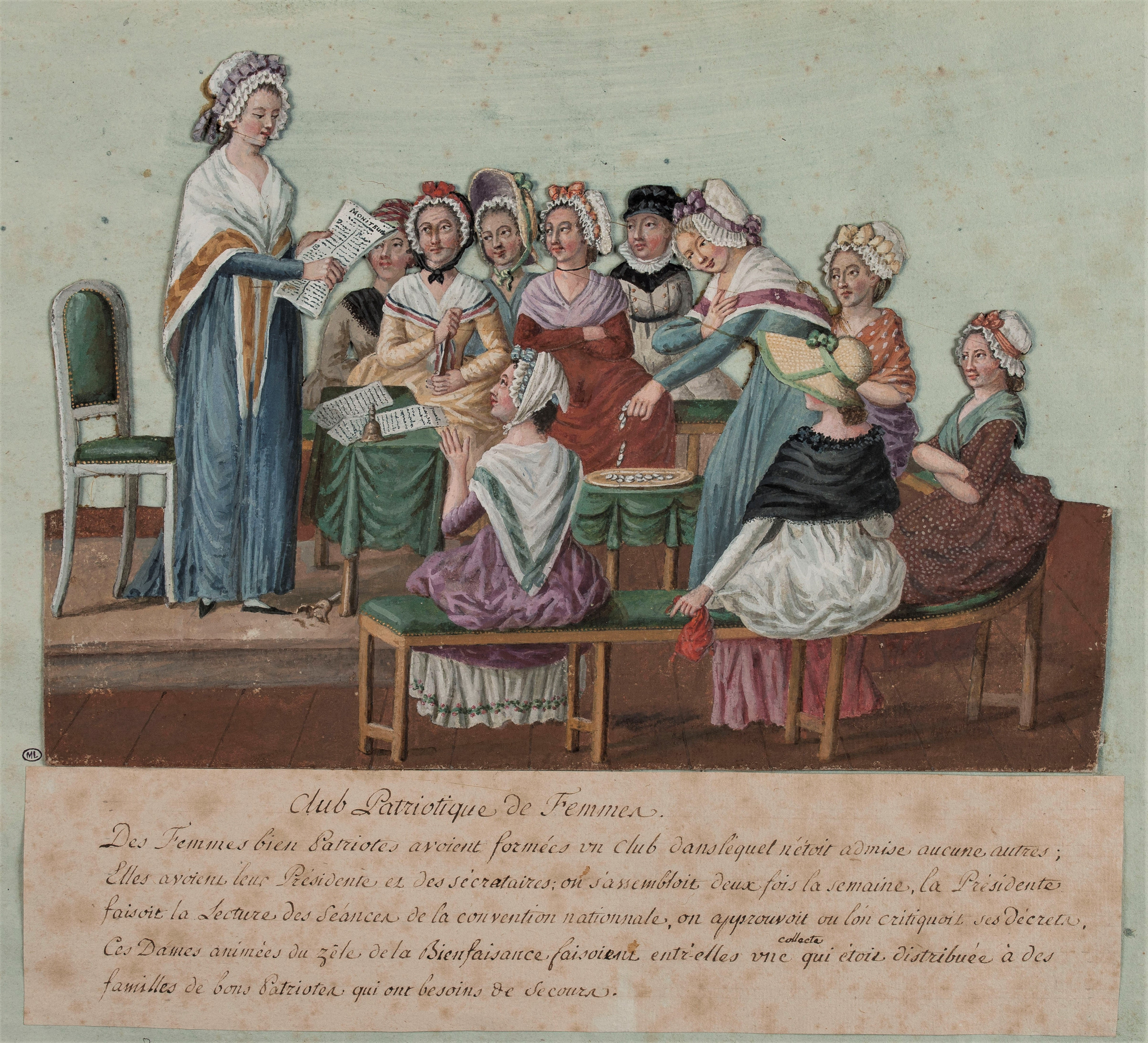
Club patriotique de femmes, gouache de J.-B. Lesueur, 1791.

À partir de 1792, l'entrée en guerre de la France conduit certaines à se battre aux frontières, tandis qu'en 1793, se développe à Paris un militantisme féminin, porté par des femmes du peuple parisien proches des sans-culottes. Les deux cents femmes du Club des citoyennes républicaines révolutionnaires créé le 10 mai 1793 par Claire Lacombe et Pauline Léon, les « tricoteuses », occupent les tribunes publiques de la Convention et apostrophent les députés, entendant représenter le peuple souverain. Claire Lacombe propose d’armer les femmes. Leurs appels véhéments à la Terreur et à l'égalité, leur participation à la chute des Girondins, ainsi que les autres manifestations spectaculaires des « enragées », allaient leur valoir une image de furies sanguinaires qui entretiendrait longtemps les répulsions du pouvoir masculin.
Cependant, plus que les excès d'une violence largement partagée à l'époque, ce sont d'abord les réticences des hommes au pouvoir qui excluent les femmes de la sphère politique. La plupart des députés partagent les conceptions exposées dans Émile ou De l'éducation de Rousseau d'un idéal féminin restreint au rôle de mères et d'épouses, rares étant ceux qui, comme Condorcet, revendiquent le droit de vote des femmes en vertu des droits naturels inhérents au genre humain, lesquels, à la même époque, inspirent la lutte contre le despotisme et l’esclavage.
Le 9 brumaire an II (30 octobre 1793), toute association politique féminine est interdite par la Convention, un seul député s'y oppose Louis-Joseph Charlier, mais les femmes vont continuer à jouer un rôle jusqu'à l’insurrection du printemps 95, dont le mot d’ordre est « du pain et la Constitution de 93 », avant que la répression généralisée qui marque la fin de la Révolution ne mette un terme provisoire à cette première prise de parole politique, pour les femmes comme pour les hommes.

### Échos en Grande-Bretagne

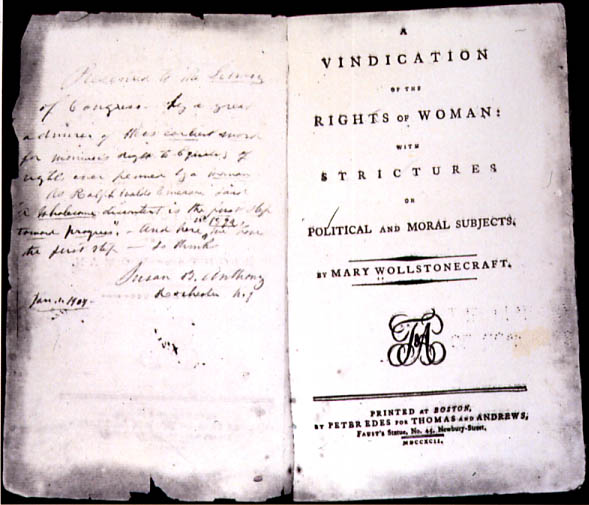
Frontispice de Vindication of the Rights of Woman: with Strictures on Political and Moral Subjects de Mary Wollstonecraft, 1792.

En 1792, une femme de lettres britannique, Mary Wollstonecraft fait paraître Vindication of the Rights of Woman, un ouvrage traduit en français la même année sous le titre Défense du droit des femmes. L'autrice, qui participe aux débats passionnés suscités outre-Manche par la Révolution en France, n'hésite pas à assimiler le mariage à une forme légale de prostitution. Elle oppose et rapproche l'exploitation dont sont victimes les femmes les plus pauvres, contraintes au travail salarié ou à la rémunération de leurs services sexuels, au sort des jeunes femmes de la petite et moyenne bourgeoisie, privées de toute perspective professionnelle par les préjugés et le défaut d'éducation, et réduites à chercher un « beau » parti.
Mary Wollstonecraft sera vite oubliée en France, avant d'être redécouverte par Flora Tristan en 1840, cette dernière considérée comme une pionnière du féminisme.

### XIXesiècle

#### Monarchie de Juillet
Éteintes sous l’Empire et la Restauration, les revendications féministes renaissent en France avec la révolution de 1830. Un féminisme militant se développe à nouveau dans les milieux socialistes de la génération romantique, en particulier chez les saint-simoniens et les fouriéristes de la capitale. Les féministes participent à l'abondante littérature de l'époque, favorisée par la levée de la censure sur la presse. La Femme Libre et La Tribune des femmes paraissent en 1832 ; Le Conseiller des femmes, édité à Lyon par Eugénie Niboyet, est le premier journal féministe de province.

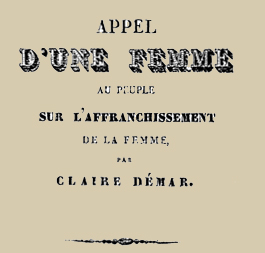
Page-titre du livre de Claire Démar, 1833.

Sur le plan politique, la constitution de la monarchie de Juillet privant de ses droits la majorité de la population française, le combat des femmes rejoint celui des premiers défenseurs des ouvriers et des prolétaires, mais les femmes se mobilisent également contre le statut civil de la femme, soumise en matière juridique et financière à son mari — « La femme doit obéissance à son mari » affirme le Code civil —, et pour le rétablissement du divorce interdit sous la Restauration en 1816.
Certaines femmes revendiquent le droit à l’amour libre, au scandale de l'opinion publique. Claire Démar se livre ainsi dans son Appel au peuple sur l'affranchissement de la femme (1833) à une critique radicale du mariage dans lequel elle dénonce une forme de prostitution légale. Elle n’est toutefois pas suivie par l’ensemble des saint-simoniennes qui tiennent à se démarquer des accusations d’immoralisme qui frappent le mouvement.
Les débuts du régime laissent entrevoir quelques espoirs d’évolution. Les pétitions en faveur du rétablissement du divorce placent ce sujet sur l’agenda politique : en 1831 et 1833, les députés votent par deux fois en faveur de la loi, laquelle est toutefois repoussée par la Chambre des pairs. Les revendications féministes deviennent inaudibles. Quand Louise Dauriat adresse en 1837 aux députés une demande en révision des articles du Code civil qui lui paraissent contraires aux droits des femmes, elle ne récolte en retour que les rires de l’assemblée.

#### «Femmes de 1848»

##### Révolution française de 1848

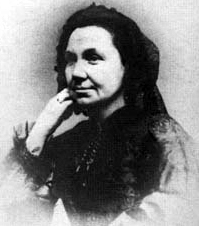
Jenny d'Héricourt, fondatrice de la Société pour l’émancipation des femmes, années 1870.

Comme en 1789, les femmes participent activement aux journées révolutionnaires de février 1848. Elles s'expriment publiquement par le biais d’associations et de journaux. Les lois proclamant la liberté de la presse profitent ainsi à nouveau à la presse féministe : Eugénie Niboyet crée, le 20 mars, La Voix des femmes qui est dans un premier temps le principal relais des revendications féminines, écartées de la presse traditionnelle. Puis viendront en juin La Politique des Femmes de Désirée Gay ou encore L’Opinion des femmes publiée en janvier 1849 par Jeanne Deroin.
À la suite de leurs protestations, les femmes se voient accorder le droit au travail au même titre que les hommes ; les ateliers nationaux leur sont ouverts, avec retard, le 10 avril. Elles goûtent aux prémices d’une participation citoyenne en élisant des déléguées à la Commission du Luxembourg, en proposant des réformes pour leurs conditions de travail, la création de crèches ou de restaurants collectifs.
Le droit de vote pour l’élection de la future Assemblée nationale constituante est au centre de leurs préoccupations : Jenny d'Héricourt, la fondatrice de la Société pour l’émancipation des femmes imagine que, une fois conquis, ce droit permettra d’agir par la voix législative sur l’ensemble des revendications au nombre desquelles figurent toujours l’abrogation du Code civil et le droit au divorce. Elles lancent des pétitions, sont reçues par les instances politiques. Le Comité des droits des femmes présidé par Allix Bourgeois se voit répondre, par la voix d’Armand Marrast, le maire de Paris, que la décision ne pourra être prise que par la future instance législative.
Les pétitions en faveur du rétablissement du divorce ne rencontrent pas plus de succès que celles de leurs devancières des années 1830 : la proposition du Ministre de la Justice Adolphe Crémieux à la Chambre en mai 1848 est accueillie sous les quolibets. On s’inquiète notamment de la menace que la parole libérée des femmes pourrait faire peser sur la famille. Le Club des femmes, ouvert en avril 1848, est un lieu de débat qui provoque de virulentes réactions ; certaines de ses séances tournent à l’émeute et sa présidente — Eugénie Niboyet — est âprement caricaturée dans la presse. Le Club des femmes sera finalement fermé pour ne pas troubler l’ordre public.

##### En Allemagne

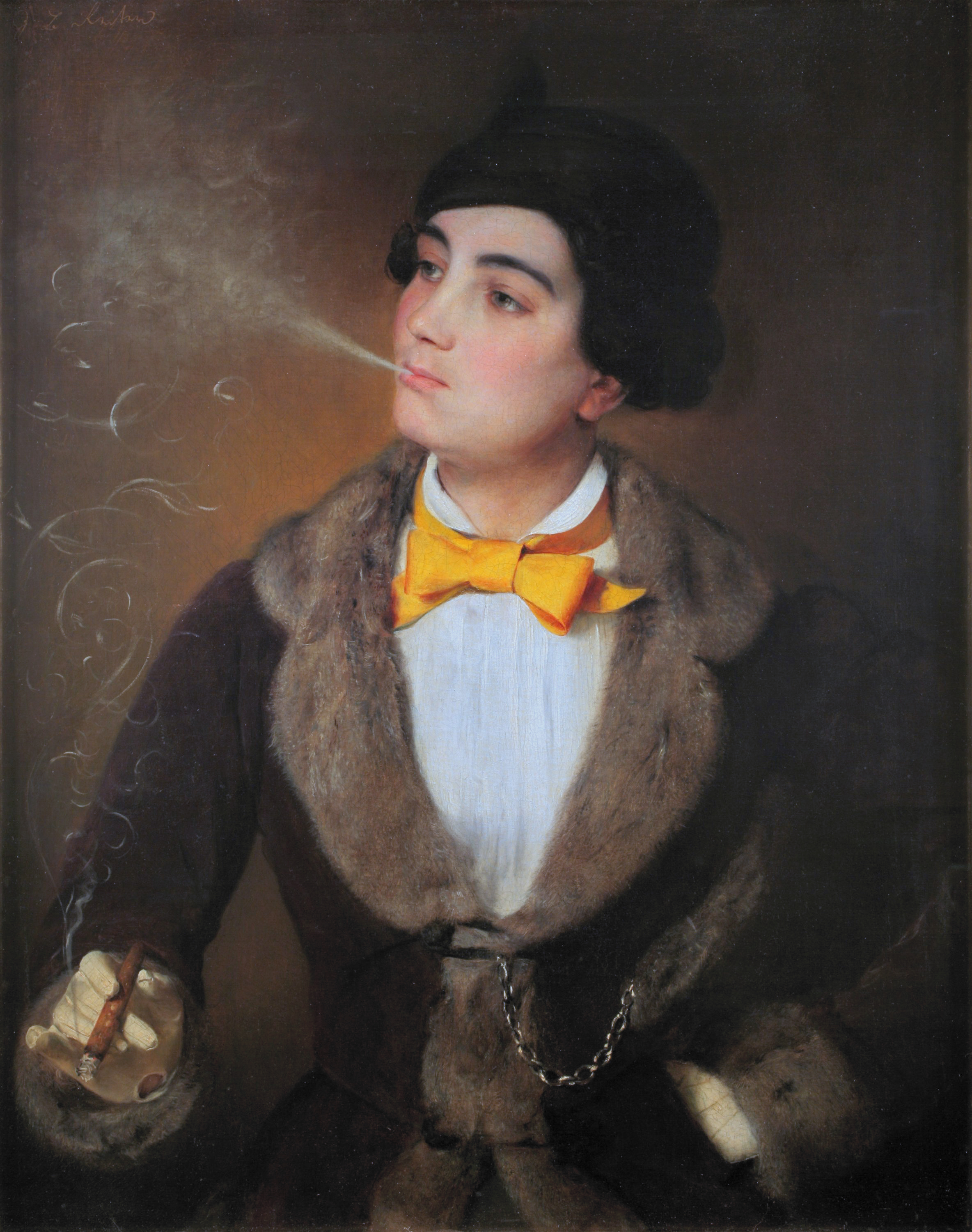
Louise Aston par J. B. Reiter, av. 1890.

En Allemagne, un premier courant féministe trouve son origine dans les idées libérales du Vormärz et émerge véritablement à la faveur de la révolution de Mars 1848. Louise Aston ou Louise Dittmar tentent de lancer les premiers journaux voués à la cause des femmes. Louise Otto, élevée dans un milieu bourgeois qui aspire à des réformes libérales, est la première à pouvoir pérenniser son entreprise ; le Frauen-Zeitung (1849-1852), lequel s’adresse prioritairement à la classe moyenne, relaie des revendications essentiellement économiques, insistant sur l’éducation des femmes, leur indépendance économique et le refus des mariages arrangés. Le retour à l’ordre freinera pour quinze ans ce premier élan.

#### En Espagne

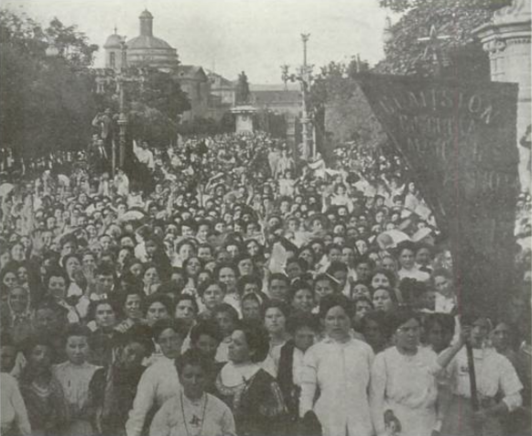
Manifestation des femmes luttant pour leurs droits à Barcelone (1910), organisée par la féministe Ángeles López de Ayala.

Au XIXe siècle, le mouvement suffragiste s'affirme en Espagne en faveur du droit de vote des femmes, notamment avec l'Asociación para la Enseñanza de la Mujer, créée en 1870, de Concepción Arenal. Dans le domaine de l'éducation, la pédagogue Juana Whitney fonde, en 1894, à Bilbao, l'Académie anglo-française, un établissement d'avant-garde qui dispense un enseignement laïque et progressiste aux jeunes filles.
Des militantes progressistes, comme la musicienne Clotilde Cerdà à Barcelone, mènent le combat, tant dans les droits des femmes que dans la lutte contre l'esclavage.
Clotilde Cerdà fait partie de celles, avec Gertrudis Gómez de Avellaneda et Dolors Monserdà, qui collaborent au journal féminin La Ilustración de la Mujer, magazine bimensuel consacrée à la littérature, aux sciences et aux beaux-arts et adressé aux femmes, dont le premier numéro est édité en Catalogne le 1er juin 1883 à Barcelone. La revue en catalan Feminal paraîtra dans cette même ville en 1907, dirigée par la journaliste Carme Karr.
La Sociedad Autónoma de Mujeres de Barcelona est fondée par Ángeles López de Ayala, avec Teresa Claramunt et Amalia Domingo, qui en 1897 cède la place à la Sociedad Progresiva Femenina.

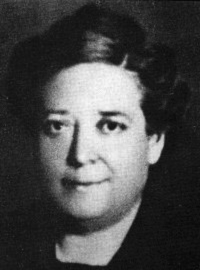
La féministe catalane Teresa Claramunt, autrice de l'essai Femmes, unissons-nous!.

La même année, la journaliste et militante féministe Belén de Sárraga crée l'Asociación General Femenina de Valencia et la Fédération des sociétés de résistance, à Malaga, en Andalousie.

##### Aux États-Unis
Si la première manifestation collective du féminisme américain coïncide chronologiquement avec le Printemps des peuples européens, ses origines intellectuelles diffèrent sensiblement. Les sectes protestantes dissidentes, en particulier celle des quakers, sont le principal vecteur des idées favorables à l’émancipation des femmes. Mouvement abolitionniste et mouvement du droit des femmes (Women’s right movement) sont étroitement imbriqués ; les sœurs Angelina et Sarah Grimké, Lucretia C. Mott ou Elizabeth Cady Stanton figurent en première ligne sur ces deux fronts. Mott et Stanton organisent de concert en 1848 la Convention de Seneca Falls dont le texte final — la « déclaration de sentiments » —, calqué sur le modèle de la déclaration d'indépendance des États-Unis, est traditionnellement considérée comme l’acte fondateur du féminisme américain.

#### Éducation

##### Royaume-Uni
Au Royaume-Uni, l’enseignement est dispensé aux jeunes filles de la bourgeoisie par des préceptrices, un des seuls métiers socialement acceptables pour les veuves et les jeunes filles issues de la bonne société. Outre les connaissances de base en matière de lecture, d’écriture et de calcul, il est focalisé sur les activités d’agréments qui fondent « l’art de plaire » et exclut les disciplines scientifiques telles que le grec et le latin, alors indispensables pour poursuivre un cursus dans l’enseignement supérieur.

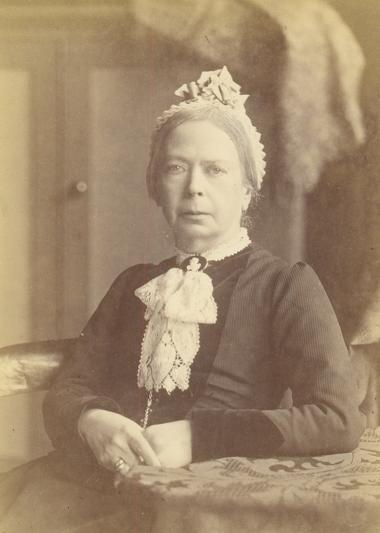
L'éducatrice Frances Mary Buss.

Éduquées et indépendantes, les femmes qui s’improvisent institutrices fournissent historiquement une part importante des effectifs militants féministes. Elles souffrent néanmoins d’un déficit de formation, provenant de leur exclusion de l’université. Le Queen’s College for women puis le Bedford College d’Elizabeth Jesser Reid sont créés à la fin des années 1840 pour permettre aux éducatrices de bénéficier d’une formation de niveau supérieur. Les nouvelles diplômées sont à la pointe du mouvement pour l’éducation des femmes. Le North London Collegiate School (1850) puis le Cheltenham Ladies' College (1853), dirigés par deux anciennes élèves de Bedford, Frances Mary Buss et Dorothea Beale, proposent une pédagogie révisée, alignée sur les standards masculins.
Les féministes se tournent alors progressivement vers l’université. Conduit par Emily Davies, le Comité pour l’accès des femmes aux examens universitaires revendique l’ouverture aux filles des examens de fin d’études secondaires (The Cambridge and Oxford Local Examination) ; après une première expérimentation en 1863, il obtient l’autorisation officielle du Sénat de l'Université de Cambridge en 1865.
L’étape suivante est l’ouverture de l’accès aux examens d’entrée à l’université (Matriculation Examinations). Face au refus des instances universitaires, Davies inaugure, malgré de nombreuses difficultés matérielles, un établissement féminin conçu sur le modèle des colleges masculins à Hitchin dans le Hertfordshire (1869), avant de se rapprocher de Cambridge en s’installant à Girton l’année suivante. Un autre projet du même type voit le jour peu après, toujours à Cambridge, avec la création du Newnham College sous le patronage d’Henry Sidgwick et d’Anne Clough.

##### France
Le Second Empire est le théâtre de plusieurs avancées dans le domaine de l'éducation des femmes. Sous la IIe République, la loi Falloux avait fixé en mars 1850 l'objectif d'une école primaire pour filles dans chaque commune de plus de 800 habitants. La loi Duruy de 1867 aligne ce seuil sur les standards masculins en le fixant à 500.

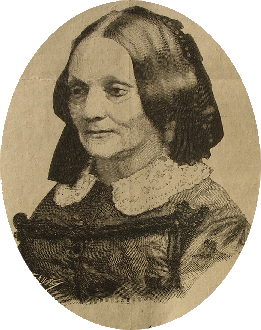
L'éducatrice Élisa Lemonnier, av. 1866.

Les programmes restent définis en fonction des rôles sociaux assignés aux femmes (y figurent les travaux ménagers et la puériculture) ; les couvents et congrégations prennent majoritairement en charge l’éducation des jeunes filles. La mobilisation pour l’éducation des femmes trouve appui dans l’opposition libérale au régime, notamment dans les milieux saint-simoniens. Elisa Lemonnier crée en 1862 les premières écoles professionnelles pour jeunes filles. Julie-Victoire Daubié sollicite, avec le soutien de François Barthélemy Arlès-Dufour, influent capitaine d’industrie saint-simonien, l’autorisation de se présenter à l’épreuve du baccalauréat, qu’elle obtient à Lyon en 1861, à l’âge de 37 ans. Madeleine Brès doit, quant à elle, son inscription en faculté de médecine à sa pugnacité, à l’intervention de l’impératrice Eugénie et du ministre de l'instruction publique, Victor Duruy. Ces pionnières restent toutefois encore isolées : la deuxième bachelière française, Emma Chenu, obtient son diplôme en 1863, deux ans après Daubié. L’amélioration de l’enseignement des femmes reste un leitmotiv des féministes françaises : en 1866, André Léo crée ainsi une association consacrée spécifiquement à cette question.
L'engagement des femmes dans la Commune de Paris est considérable. Les femmes y sont nombreuses et peuvent même prendre part aux combats, notamment lors de la semaine sanglante, tandis qu'un mouvement féministe avancé se structure autour de Union des femmes pour la défense de Paris et les soins aux blessés. Malgré sa brièveté, la Commune tente de mettre en œuvre des mesures favorables à l'égalité des sexes. Mais les revendications féministes effraient les conservateurs versaillais et cela débouche sur une répression particulièrement violente à leur égard. Selon l'historienne Odile Krakovitch "la répression des communardes, la violence des commentaires dont elles furent l'objet, est l'aboutissement de la responsabilité toujours plus grande attribuée aux femmes dans les malheurs de la société après 1848 ; elle est l'aboutissement aussi d'une aggravation de la séparation des classes et des sexes, sous le Second Empire, et donc d'une peur et d'une méfiance accentuées de part et d'autre. Elles sont aussi le résultat d'une volonté déterminée chez les Versaillais et les Républicains d'éteindre désormais, chez la femme, toute tentative de participation au pouvoir, toute velléité de paraître à l'avenir sur la scène politique".
Les réformes de structure dans l’enseignement secondaire et supérieur interviennent sous la IIIe République. Les collèges pour filles, dont les programmes restent spécifiques, sont institués par la loi Sée (1880). Les femmes se voient également garantir une formation à l’enseignement : les écoles normales féminines, rendues obligatoires dans chaque département en 1879, et l’école normale supérieure de Sèvres (1881) forment institutrices et professeurs.

### Premières organisations

#### Troisième République

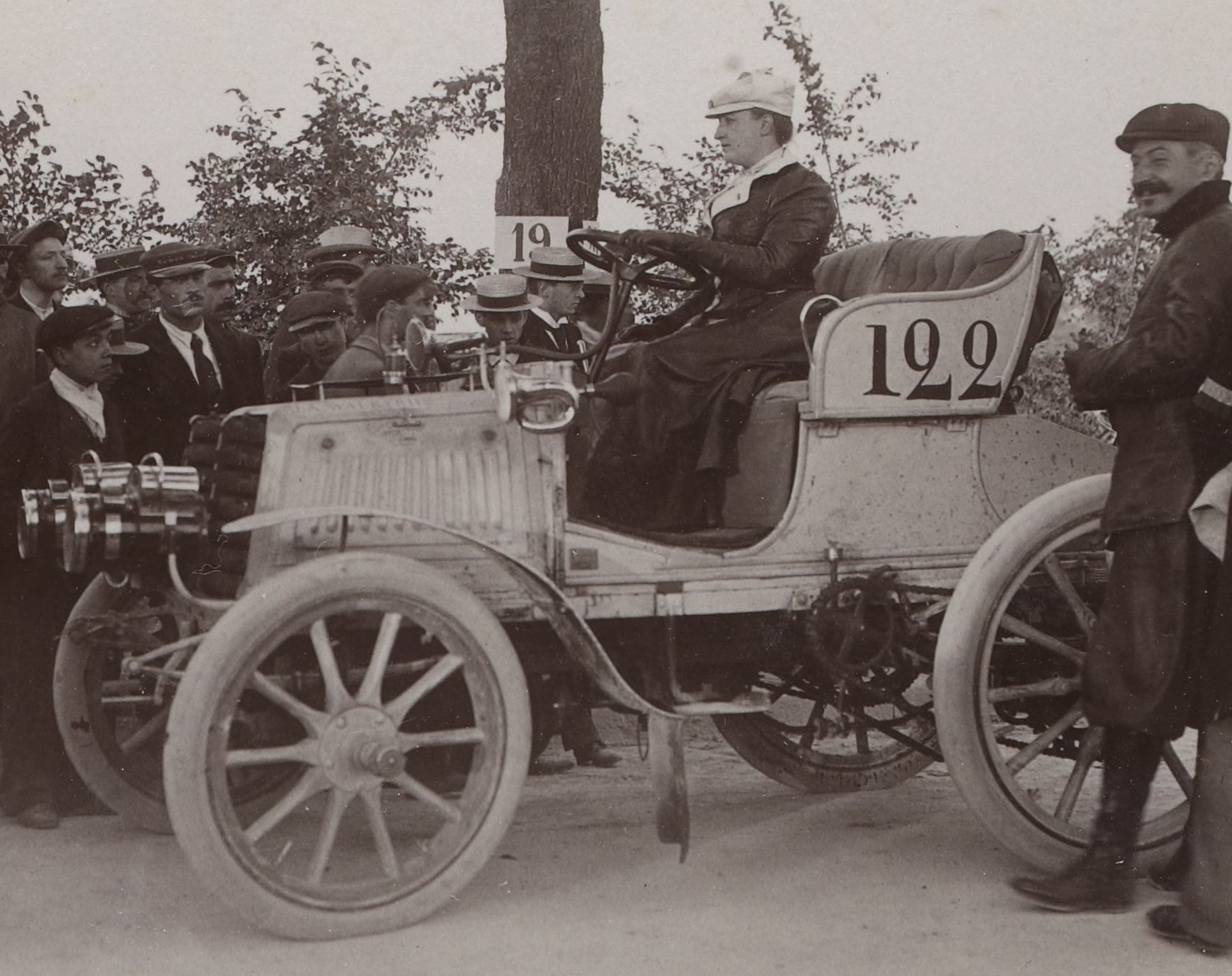
La sportive et musicienne Camille du Gast à la course de vitesse du Paris-Berlin 1901.

La Troisième République se caractérise en France par la constitution d’organisations féministes réformistes, plus durables et structurées. La Société pour l'amélioration du sort de la femme, présidée par Maria Deraismes, voit le jour en 1878 ; la Ligue française pour le droit des femmes, d’orientation modérée, est créée en 1882 par Léon Richer. En 1891, la Fédération française des sociétés féministes symbolise l’entrée du terme « féminisme » dans le vocabulaire militant.
Le Conseil national des femmes françaises, fondé dans le sillage de la loi sur les associations de 1901, se veut apolitique et laïque. Ses militantes, issues principalement de la bourgeoisie, sont des républicaines, des socialistes ou des protestantes, initiées à l’action publique à travers les activités sociales et philanthropiques. L’Union française pour le suffrage des femmes fédère en 1909 les féministes favorables au droit de vote des femmes.
Le féminisme n'est pas en France un mouvement uniforme ; il est fragmenté. Les militantes s'orientent selon leurs différences de classe ou de religion, et selon les choix politiques dont elles se sentent proches. La militante typique vient de la philanthropie, c'est une bourgeoise, elle est protestante ou juive ; elle fait partie d'une élite instruite, son époux a une situation politique ou économique enviable, elle mène sa vie de façon relativement autonome.
Il y a également beaucoup de féministes catholiques, mais les tensions afférentes à la séparation de l'église et de l'État rendront leur position difficile ; de tendance conservatrice, elles se mobiliseront pour défendre l'Église et voudront résoudre les difficultés des ouvrières par des actions de bienfaisance. Elles s'inspirent des valeurs traditionnelles, tel le sacrifice de soi pour la famille, l'Église et la Nation. Certaines soutiennent les campagnes antisémites qui accompagnent l'affaire Dreyfus. D'autres en arrivent à rejeter le féminisme, jugé contraire à la féminité. Mais d'autres encore, comme Hubertine Auclert, rejetèrent leur éducation catholique, et s'associèrent à d'autres mouvements, comme la franc-maçonnerie ou la libre pensée.
Trois journaux, que l'on peut qualifier de féministes, créés au début du XXe siècle, vont donner une audience nationale et médiatique au mouvement. Il s'agit de : La Fronde, créé et réalisé entièrement par des femmes, premier du genre en France, se déclarant quelquefois plus féminin que féministe ; Femina, créé par un homme, au départ sur un projet d'ordre commercial mais qui, vers 1906, changera de style éditorial et adhèrera et défendra la cause féministe, en particulier le vote des femmes ; La Française enfin, créé pour donner une audience nationale à la cause du suffrage féminin, qui militera pour un féminisme capable de rassembler les points de vue, mais ne réussit pas à associer les plus radicaux d'entre eux.
Refusant l’activisme des suffragettes britanniques, ces grandes fédérations réformistes entendent prouver la responsabilité des femmes et s’intègrent dans le modèle républicain en tissant des liens avec le monde politique masculin (le Parti radical notamment), avec l’objectif d’influer sur l’activité législative. Cependant, cette politique d'alliance avec des hommes compréhensifs se révélera être un échec : le Parti radical, en particulier, a bloqué tout progrès au Sénat sur le front législatif, empêchant pendant plus d'un demi siècle l’accès des femmes aux élections. L'une de leurs inquiétudes était qu'ils considéraient l'électorat féminin comme plus religieux, donc sous la coupe de l'Église catholique. Pour eux, le féminisme équivalait à donner des voix aux prélats de cette église. Une autre de leurs inquiétudes venait de l'écart démographique des genres consécutif à la Grande Guerre : pendant de nombreuses années, accorder le droit de vote aux femmes revenait, de fait, à mettre les hommes en minorité.

#### Mouvement pour le droit de vote des femmes

##### Royaume-Uni

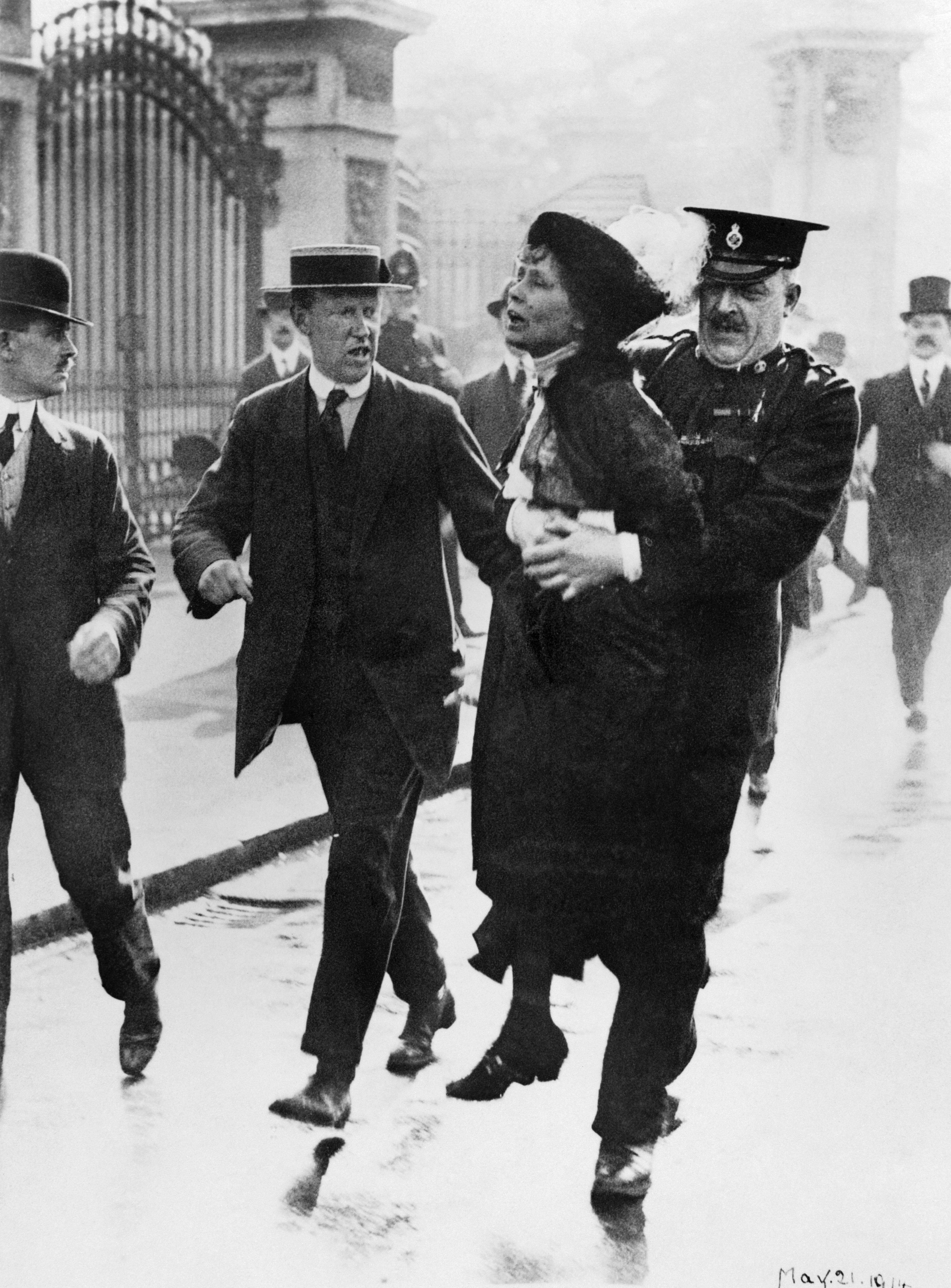
Emmeline Pankhurst, leader du mouvement des suffragettes anglaises, arrêtée devant le palais de Buckingham alors qu'elle essayait de présenter une pétition au roi George V, mai 1914.

Au Royaume-Uni, un mouvement pour le droit de vote des femmes se développe à partir de 1866, date du dépôt de la première pétition adressée au Parlement, pour en faire la requête ; le philosophe John Stuart Mill en est le principal relais dans l’enceinte parlementaire. À l’initiative de Barbara Bodichon et Emily Davies, un Women’s suffrage committee (Comité pour le droit de vote des femmes) est constitué ; il est rapidement décliné en de multiples comités locaux, coordonnés au niveau national par la National society for women’s suffrage (1867). Un mouvement de masse s’organise rapidement ; 1 500 lors de la pétition initiale de 1866, les féministes sont capables de réunir 250 000 signataires en 1894.
Proche d’aboutir à plusieurs reprises, mais bloqué par la frange conservatrice du Parlement, le mouvement se radicalise en 1903 avec la création de la Women's Social and Political Union par Emmeline et Christabel Pankhurst. Ses militantes, désignées sous le nom de « suffragettes », optent pour de nouvelles formes d’action, parfois violentes et illégales (incendies volontaires, bris de vitres, grèves de la faim…). La popularité du mouvement s'accroît encore, et en 1908, les organisations suffragistes réunissent 500 000 personnes lors d’une manifestation à Hyde Park. Le bras de fer engagé avec les autorités dure jusqu’au début de la Première Guerre mondiale. Pendant la guerre, des négociations sont ouvertes par le gouvernement Asquith avec les représentantes de la National Union of Women's Suffrage Societies de Millicent Fawcett, qui présentent une orientation plus modérée. Elles aboutissent au Representation of the people act qui autorise le vote des femmes de plus de trente ans.

##### États-Unis

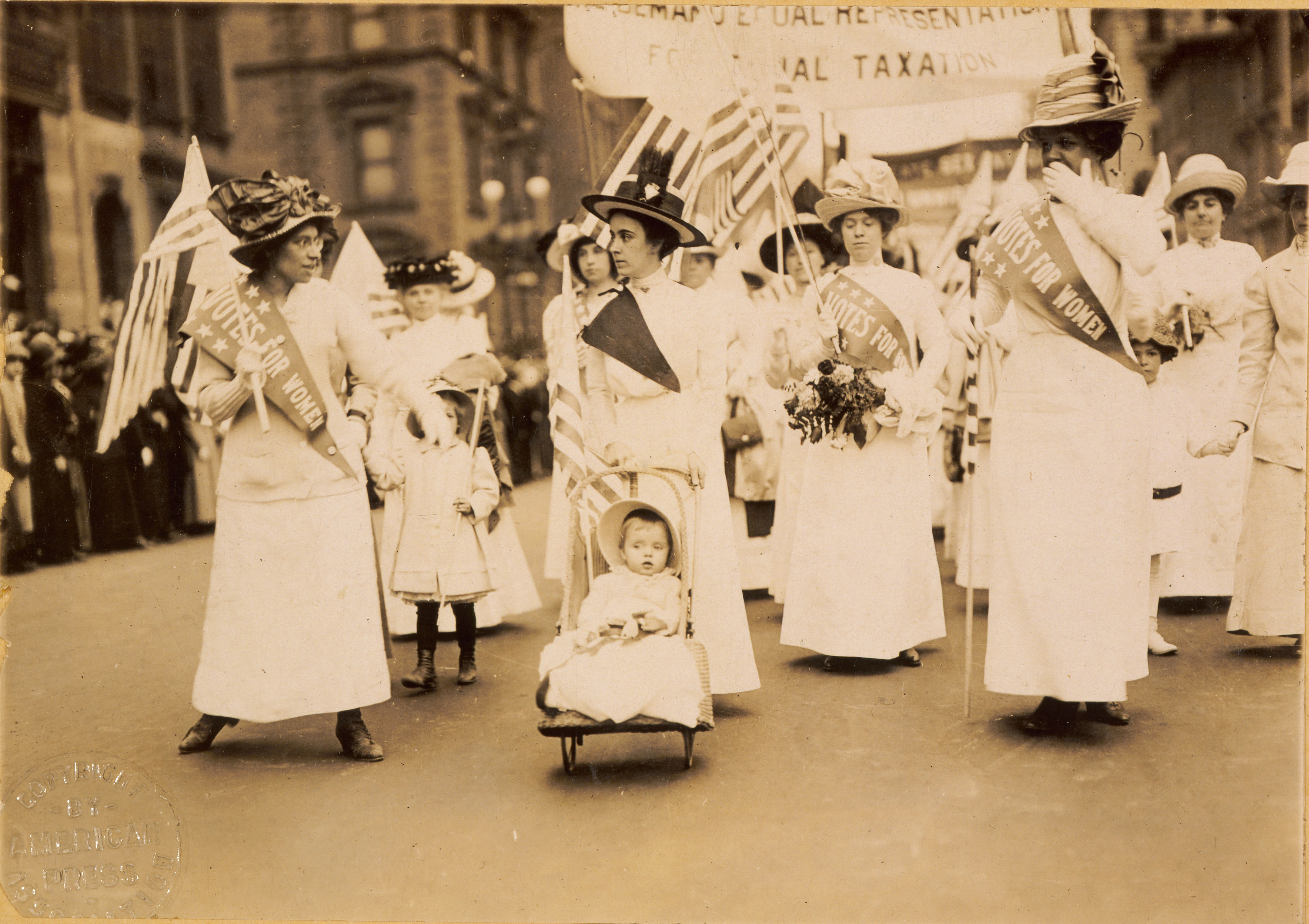
Manifestation pour le droit de votes des femmes à New York, le 6 mai 1912.

Aux États-Unis, le front commun entre féministes et antiesclavagistes s’effrite progressivement après la guerre de Sécession. Alors qu’on s’oriente vers un XVe amendement pour le droit de vote des Noirs, une partie des féministes souhaiterait y voir également associées les femmes qu’elles estiment laissées pour compte par les leaders masculins du mouvement. Deux organisations rivales naissent en 1869 des désaccords survenus au sein de l’American Equal Rights Association. Susan B. Anthony et Elizabeth Cady Stanton constituent la National Woman Suffrage Association, qui milite pour un amendement à la Constitution qui garantirait le vote des femmes. Ses revendications, qui dépassent le cadre des droits politiques, s’inspirent du texte élaboré lors de la Convention de Senecca Falls. L’organisation rivale — l’American Woman Suffrage Association créée par Lucy Stone — est plus modérée et préfère concentrer son action sur le seul droit de vote, délaissant le niveau fédéral pour agir au niveau des États. En 1890, les deux associations finissent par se regrouper dans la National American Woman Suffrage Association. Dans l’intervalle, en 1869 et 1870, les territoires du Wyoming et de l’Utah autorisent le vote des femmes blanches.
En 1920, le 19e amendement est ratifié au niveau fédéral : toutes les Américaines blanches obtiennent le droit de vote.

##### Autres pays
Des féministes sont actives dans d'autres pays, particulièrement en Europe du Nord, par exemple Emilie Mundt et Marie Luplau au Danemark.

#### Contrôle des naissances

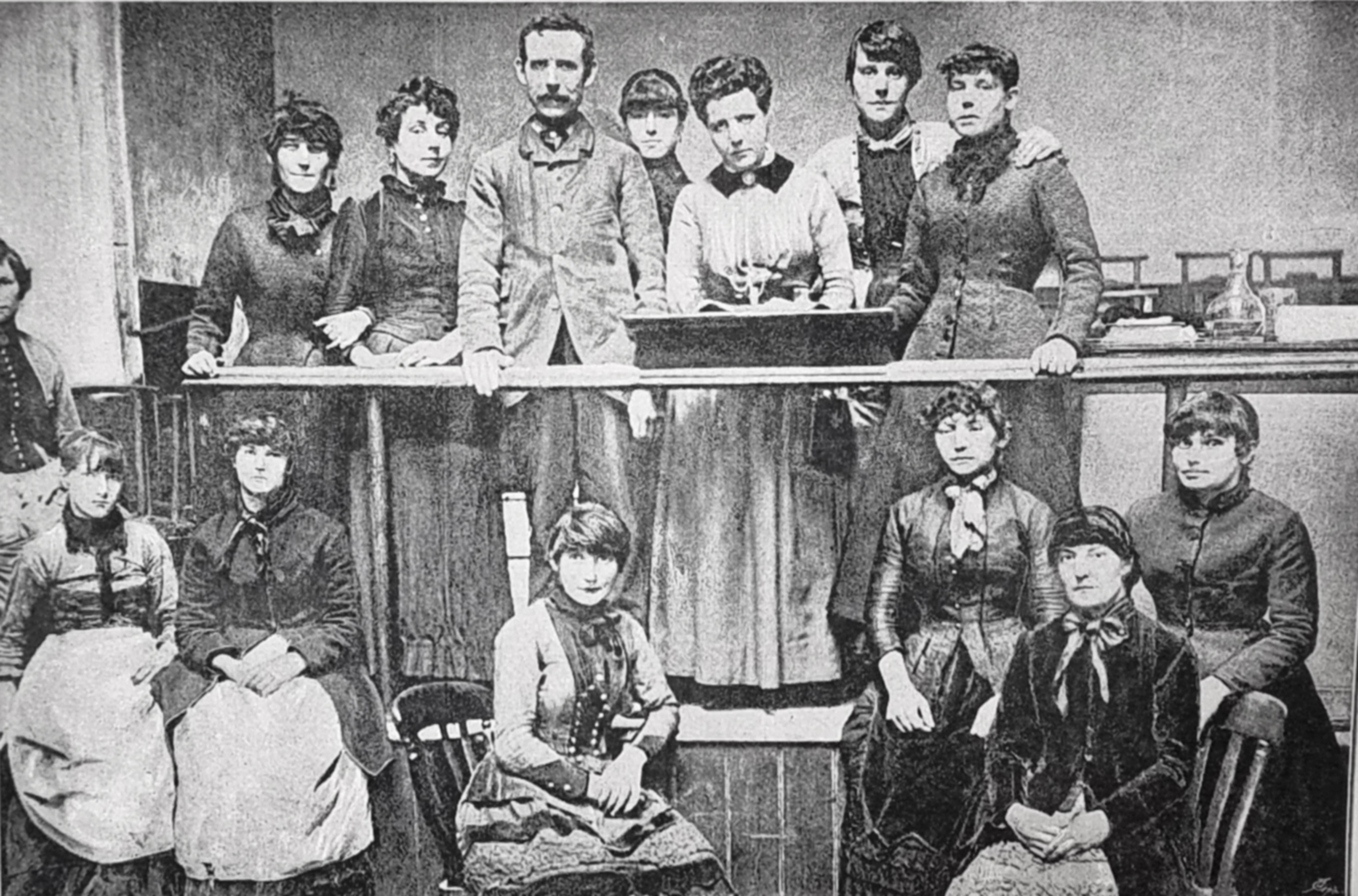
Annie Besant (en col noir) près d'Herbert Burrows au comité de grève des ouvrières de la manufacture d'allumettes Bryant & May, 1888.

La question de l’amour libre et du contrôle des naissances divise profondément les féministes de la seconde partie du XIXe siècle.
Au Royaume-Uni, une partie du mouvement féministe s'est engagé, durant la période victorienne dans un combat, pour la régénération morale de la nation. À partir de 1869, elle se mobilise contre une série de lois visant à lutter contre les maladies vénériennes — les Contagious Diseases Acts — qui imposent un examen gynécologique aux prostituées. Bien que d’orientation conservatrice, ce mouvement, mené notamment par Josephine Butler, prend parti pour les prostituées et réclame la criminalisation des clients et la fermeture des maisons de prostitution. Il entend plus largement rétablir la pureté des mœurs et la moralité publique, et défendre la famille. Le point d’orgue de cette mobilisation constitue un meeting réunissant 250 000 personnes dans Hyde Park en 1885.
Face à ce mouvement, les militantes favorables à l’amour libre et au contrôle des naissances sont isolées. Quelques-unes adhèrent au mouvement néomalthusien, très actif en Grande-Bretagne mais aussi en France. Annie Besant est ainsi condamnée en 1877 pour avoir publié The Fruits of Philosophy, un pamphlet de Charles Knowlton, sans avoir reçu le soutien qu’elle réclamait des féministes conservatrices. À la fin du siècle, les écrits d’Edward Carpenter ou d’Havelock Ellis contribuent cependant à répandre plus largement ces idées. Elles trouvent parmi les féministes un relais dans la revue The Freewoman (1911), qui réunit les signatures de Rose Witcop, Stella Browne ou Marie Stopes.

#### Travail des femmes

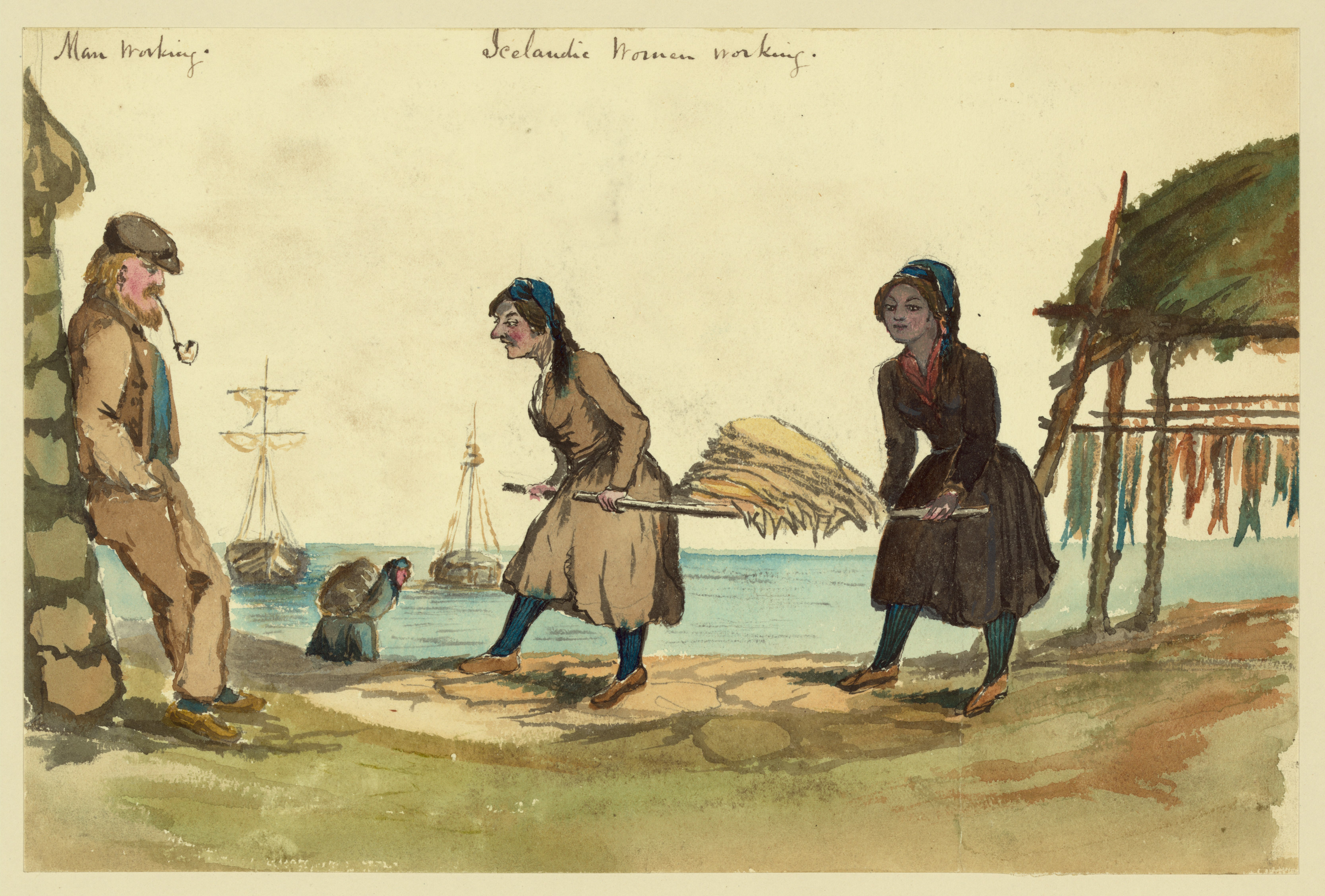
Homme et femmes islandaises au travail, aquarelle et encre, 1862.

Si le mot d’ordre « À travail égal, salaire égal » remporte l’adhésion de l’ensemble des composantes du mouvement féministe, l’idée d’une protection spécifique des femmes sur le marché du travail divise. En 1906, la Convention de Berne, ratifiée par quatorze pays, prononce l’interdiction du travail industriel nocturne des femmes. Déjà en vigueur dans certains pays, comme la France où elle s'applique depuis 1892, cette législation rencontre l’opposition des féministes égalitaristes. Menées par la Néerlandaise Marie Rutgers-Hoitsem, elles se regroupent dans le réseau « Correspondance internationale » qui recrute principalement parmi les laïques et les libre-penseuses.
Après-guerre, le Bureau International du Travail reprend le mot d’ordre de protection des travailleuses. Toujours minoritaires dans les fédérations féministes internationales, les partisanes de l’égalité constituent l’Open Door Council autour de la personnalité de Chrystal Macmillan, l'une des fondatrices de la Ligue internationale des femmes pour la paix et la liberté. Mouvement d’avant-garde qui réunit des intellectuelles de l’ensemble de l’Europe, l’Open Door Council élabore un argumentaire qui s’oppose au « féminisme maternaliste » alors dominant : il marque notamment son refus de voir la maternité devenir « une sorte de domaine clos où les femmes se trouveraient parquées d'office, en marge de l'ensemble de la vie sociale et culturelle… ».

### XXesiècle

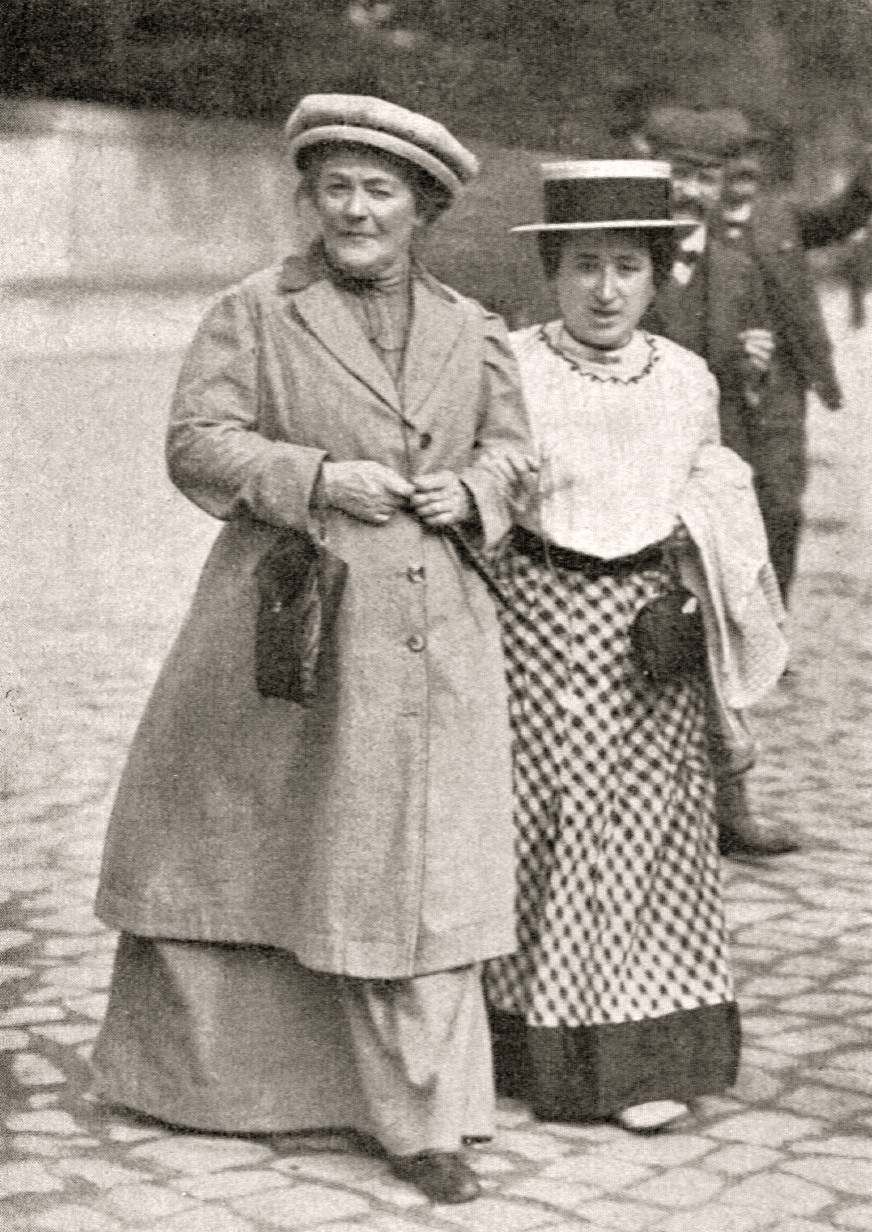
Clara Zetkin (à gauche) et Rosa Luxemburg se rendant au Congrès de la SPD, Magdeburg, 1910.

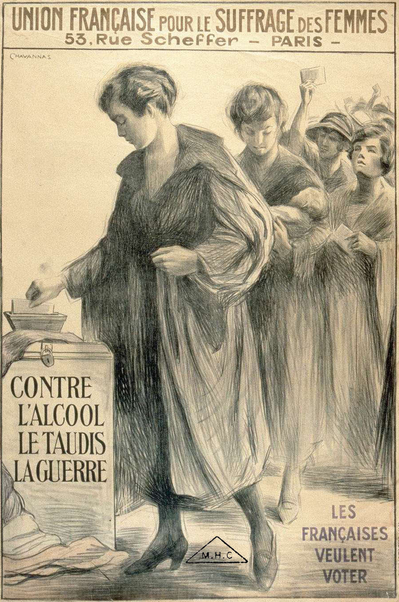
Affiche de l'Union française pour le suffrage des femmes, 1909.

La première manifestation internationale des femmes a lieu le 8 mars 1911, à la suite d'une proposition de la marxiste allemande Clara Zetkin. La revendication principale est le droit de vote. Le premier livre historique féministe est écrit par Mathilde Laigle : Le livre des trois vertus de Christine de Pisan et son milieu historique et littéraire, 1912. Auparavant, la première grande manifestation des femmes avait été celle pour la paix organisée en marge de la Première conférence de La Haye de 1899 par Margarete Lenore Selenka.

#### Première Guerre mondiale

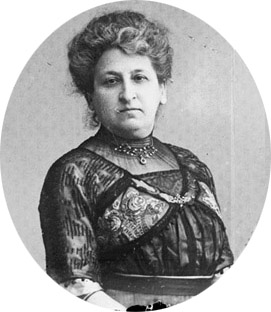
Aletta Jacobs, première femme médecin des Pays-Bas en 1879 et militante féministe, 1915.

Durant la Première Guerre mondiale, la grande majorité des organisations féministes des pays belligérants soutient l’effort de guerre. Certaines espèrent tirer parti de ce loyalisme : à l’issue du conflit, les féministes britanniques se verront ainsi récompensées par l’obtention partielle du droit de vote. L’opposition à la guerre est surtout le fait de militantes des pays neutres et de quelques groupes isolés des pays engagés dans le conflit.
Aux États-Unis, le Women Peace Party de Jane Addams revendique 25 000 adhérentes mais ne résiste pas à l’entrée en guerre du pays en 1917. Le Congrès international pour la paix future est organisé par Addams et la physicienne Aletta Jacobs à la Haye - cette dernière luttant aussi pour le droit à la contraception et au vote des femmes. Parmi les 1 200 femmes, principalement néerlandaises, qui se réunissent à cette occasion, 9 nationalités sont représentées dont une délégation allemande menée par Anita Augspurg. Les Françaises en sont absentes.
Les milieux socialistes, et leurs organisations féminines, se sont également rangés derrière leurs nations respectives. Des voix discordantes se font néanmoins entendre : en France, Hélène Brion, Madeleine Vernet ou Louise Saumoneau. Cette dernière est présente en mars 1915 à la conférence internationale des femmes socialistes, qui réunit à Berne, à l’initiative de Clara Zetkin, les militantes restées fidèles à l’internationalisme.

#### Entre-deux-guerres

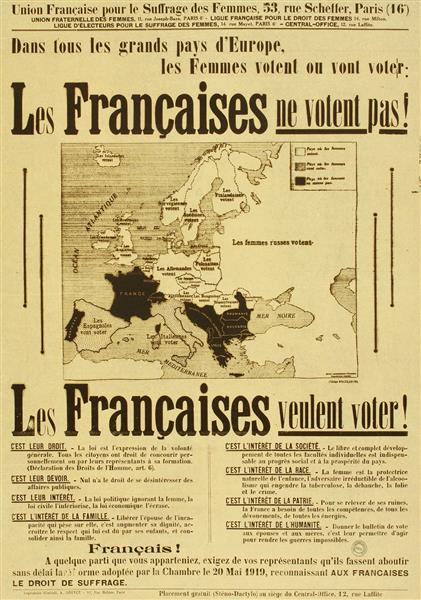
Après les multiples rejets du Parlement des propositions de lois, affiche pour le droit de vote des femmes en France, 1934.

À l’issue de la guerre, deux grandes tendances, héritières des débats du début du siècle, s’opposent : un « féminisme maternaliste » ou « social » et un « féminisme de l’égalité », universaliste ou « intégral ».
La première tendance, dominante sur le continent et en particulier en France, réclame des évolutions législatives qui protègent la spécificité des femmes. Elle s’ajuste aux impératifs des politiques natalistes qui se renforcent encore après la saignée démographique de la Première Guerre mondiale. La valorisation de la participation des femmes à l’équilibre de la nation, à travers notamment l’exercice de la « fonction maternelle », occupe ainsi une place centrale dans l’argumentation des réformistes et des sociaux-démocrates. Pour les représentantes de l’Union française pour le suffrage des femmes, « détruire le prestige de la maternité, c’est atteindre le plus sûr prestige de la femme… C’est au nom de la maternité, non point contre elle, que doit se faire la réforme indispensable de la condition féminine ». Les féministes radicales qui entendent abolir la différence entre les sexes ou lutter en faveur de la contraception et de l’avortement sont plus isolées et ont du mal à faire entendre leur voix au sein des grandes coordinations réformistes.
Alors que le chef de famille détenait la puissance paternelle et avait priorité dans la signature des contrats, les féministes obtiennent, par la loi du 18 février 1938, la suppression de la puissance maritale, de l'incapacité juridique de la femme mariée ainsi que de son devoir d'obéissance.
En Allemagne, le féminisme se scinda en deux mouvements. Le premier – proche des mouvances libérales et socio-démocrates – défendait le principe d'égalité des individus, tandis que le second proche du mouvement völkisch, défendait la thèse antisémite d'un « complot judéo-patriarcal », l'homme Juif étant accusé d'avoir inventé « la religion qui devait annihiler la grande force créatrice féminine en lui déniant toute reconnaissance, en la privant de toute possibilité d'action hors d'un cercle se réduisant peu ou prou à la famille ». Les officiels nazis n'apportèrent pas leur soutien à ce féminisme völkisch, qui cessa d'exister en 1937.
En Espagne, le féminisme se développe rapidement avec le groupe artistique de Las Sinsombreros, dont le nom provient du geste d'ôter son chapeau en public, marqueur social et de genre décrié par les artistes espagnoles, ainsi que l'institution universitaire de la Residencia de Señoritas et l'association du Lyceum Club Femenino de Madrid, fondés par Maria de Maeztu à Madrid, ainsi que le Lyceum Club de Barcelone et l'institution de la Bonne en Catalogne.
Le succès de ces initiatives a préparé le terrain de la politique volontariste en faveur des droits des femmes de la Seconde République. La féministe libertaire Federica Montseny, proche de l'organisation Mujeres Libres, est nommée ministre et ouvre notamment le droit à l'avortement en Catalogne. En 1939, à la fin de la guerre d'Espagne et à l'arrivée au pouvoir des troupes nationalistes, Franco engage la répression des mouvements féministes et annule les droits des femmes acquis durant période républicaine.

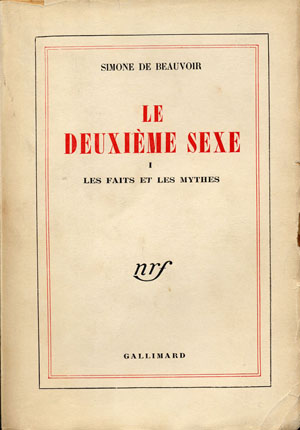
Le deuxième sexe, S. de Beauvoir, Gallimard, 1949.

#### Après-guerre

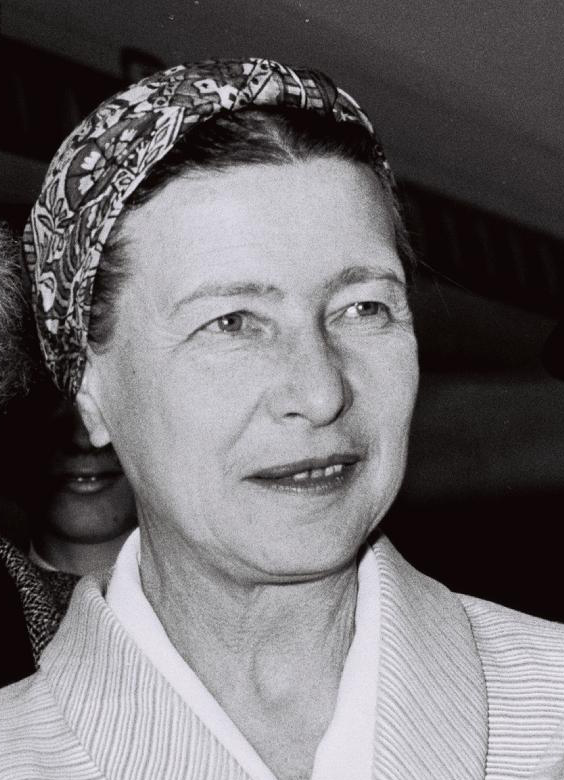
Simone de Beauvoir autrice du livre Le Deuxième Sexe.

La littérature militante connaît un nouvel essor, notamment en France grâce à la parution en 1949 de l'essai Le Deuxième Sexe par Simone de Beauvoir. L’ouvrage rencontre un énorme succès dès sa sortie mais fait également scandale, dû en grande partie à son chapitre sur l’avortement qui reste considéré comme un homicide à l’époque. À l’instar de Mary Wollstonecraft et Claire Démar, Simone de Beauvoir assimile le mariage à une forme de prostitution lorsque la femme est dominée par son mari et dans l’incapacité de s’en échapper. À la suite de cette publication, elle devient une figure emblématique du féminisme.

#### Deuxième vague

##### Mouvement de libération des femmes
À partir des années 1960, aux États-Unis, l'égalité des droits progresse. En 1963, la loi sur l'égalité des salaires (Equal Pay Act) est votée. Le 2 juillet 1964, la loi sur les droits civiques (Civil Rights Act) abolit théoriquement toute forme de discrimination aux États-Unis.
À la fin des années 1960, une nouvelle vague militante féministe émerge aux États-Unis et en Europe de l'Ouest au sein de l’espace politique ouvert par le mouvement étudiant. Le Mouvement de libération des femmes en France et le Women's Lib dans les pays anglo-saxons désignent ce mouvement au périmètre fluctuant, alors qu'en Espagne, sous la dictature de Franco, les militantes féministes, comme la basque Empar Pineda, sont emprisonnées.
Aux États-Unis, la recomposition qui fait suite au « creux de la vague » des années 1950 débute avec la fondation en 1966 d’une organisation réformiste, la National Organization for Women (NOW) par Betty Friedan. Mais c’est principalement en réaction à la division sexuelle du travail militant qui, au sein même des organisations de la Nouvelle Gauche, relègue les femmes aux positions subalternes que se constitue une multitude de groupes féministes radicaux de petites tailles (New York radical feminists, Redstockings, WITCH, Radicalesbians…).
Refusant l’organisation verticale et l’orientation réformiste de la NOW, elles ont recours à des formes de mobilisation volontairement provocatrices qui visent à attirer l’attention des médias. En Islande, c'est par une grève générale le 24 octobre 1975 que les femmes obtiennent l'égalité en droits en 1976. Se développent également des formes d’organisations originales, comme les groupes d’éveil de la conscience (consciousness-raising groups). Par le partage de l’expérience individuelle, ces groupes de discussion entendent faire prendre conscience de la communauté de condition des femmes, de la spécificité de leur oppression et de la dimension politique inscrite dans les éléments les plus banals de la vie quotidienne.

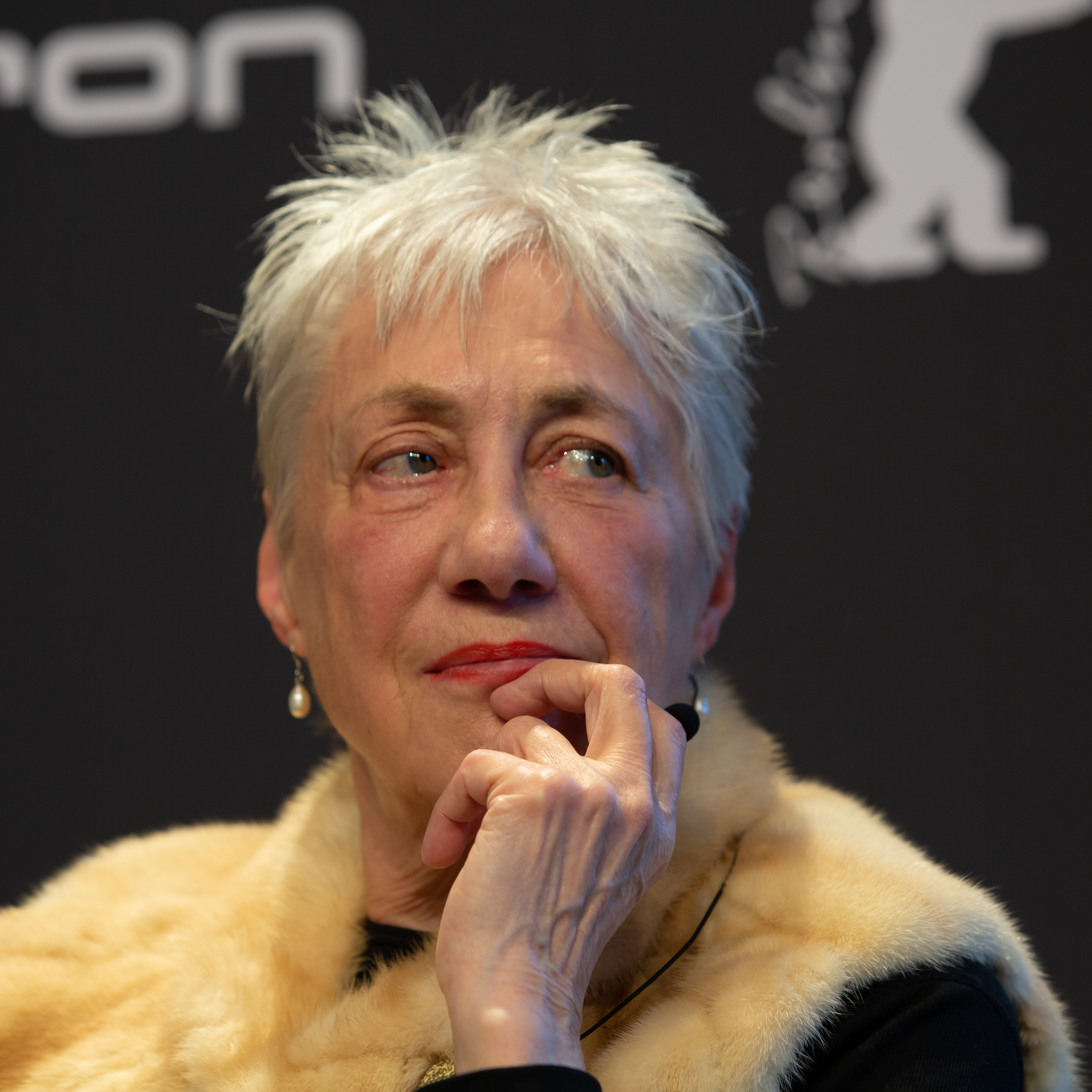
La réalisatrice Helke Sander à la Berlinale, 2019.

Le coup de tomate de 1968 est un événement jugé fondateur dans l'histoire du féminisme moderne en Europe, en raison de son retentissement médiatique. Les deux féministes les plus connues d'Allemagne à cette époque, Helke Sander et Sigrid Rüger se font remarquer lors d'une conférence de l'Union socialiste allemande des étudiants pour protester contre le peu d'attention porté au discours passionné tenu par la première en faveur de l'égalité homme-femmes dans le domaine de la vie privée. Selon les sociologues et historiens, avec cette célèbre farandole de six tomates, la deuxième vague du mouvement des femmes allemandes est née. Le « coup de tomate » de 1968 donne une visibilité démocratique aux féministes engagées mais respectueuses de la démocratie, dans une Allemagne encore très conservatrice, souvent choquée par des gestes beaucoup plus violents commis par les jeunes hommes dans les combats de rue où la police se fait souvent agresser. La cinéaste Helke Sander se mobilise ensuite pour l'avortement et la contraception, domaines où les mentalités allemandes encore peu évolué, avec d'importantes résistances politiques et sociales. Malgré cela, le pays va légaliser l'avortement un peu avant son voisin français. Dès 1970, seize professeurs de Droit Pénal présentent un premier projet de réforme de l'article 218 du Code Pénal régissant le Droit de l'avortement en Allemagne. Le 26 avril 1974, la Diète fédérale allemande adopte la loi légalisant l'IVG durant les trois premiers mois de la grossesse après une consultation préalable, mais les menaces de recours constitutionnel de la droite, brandies depuis 1970, se concrétisent et 193 parlementaires obtiennent satisfaction pour déclarer la loi anticonstitutionnelle. Une nouvelle version doit donc être adoptée le 12 février 1976.

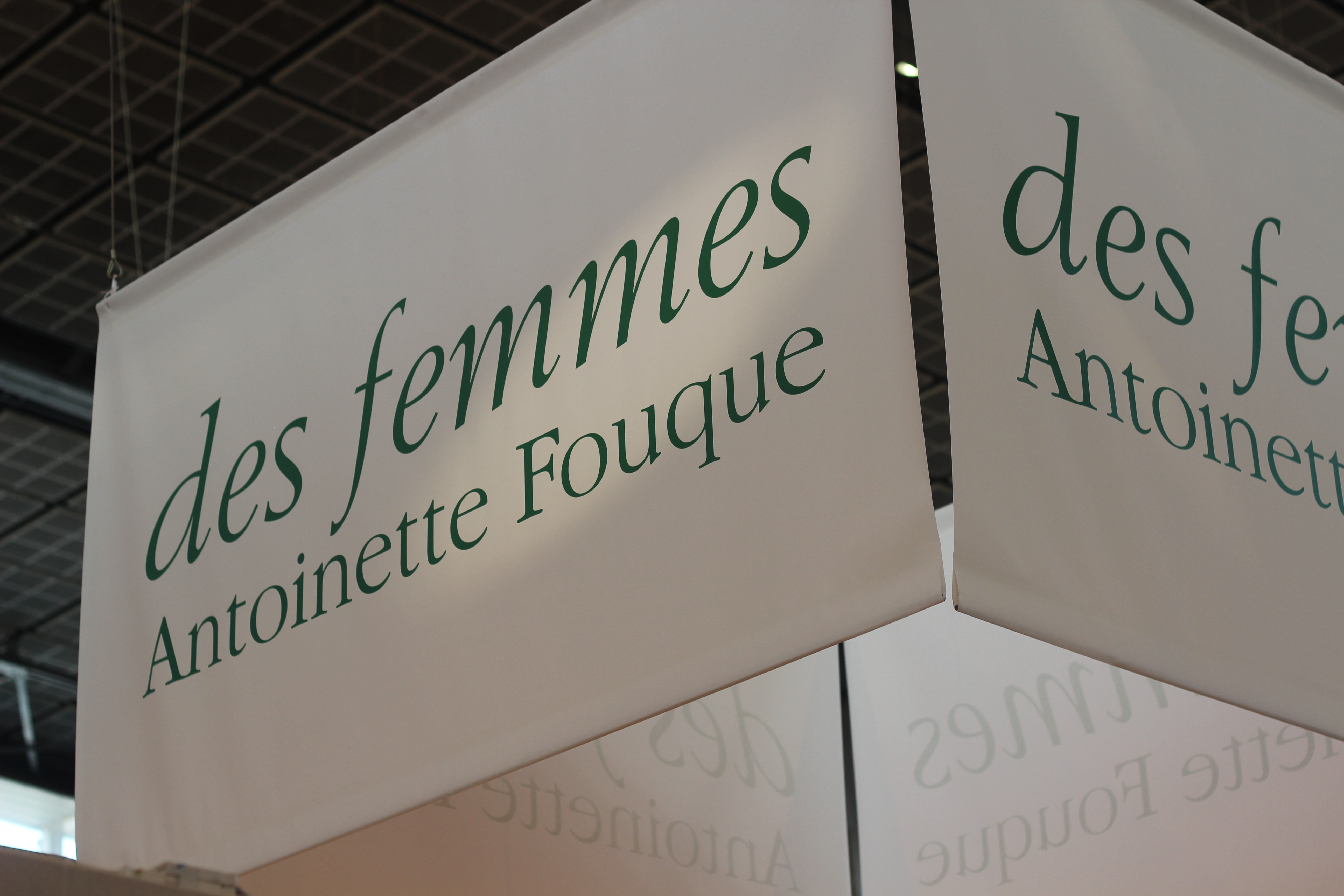
Au salon du Livre de Paris, 2015.

La période est marquée par une intense activité de théorisation de la condition féminine. Si un courant, mené en France par Antoinette Fouque avec son groupe « Psychanalyse et politique », défend des positions différentialistes et, selon certaines critiques, essentialistes, le mouvement est majoritairement constructiviste. Il approfondit la voie esquissée en 1949 par Simone de Beauvoir avec Le Deuxième Sexe et étudie les modalités de la construction sociale de la différence des sexes, c'est-à-dire la manière par laquelle la socialisation impose des rôles sociaux différents aux personnes des deux sexes. Le terme de sexisme se répand et les féministes radicales et matérialistes élaborent le concept de patriarcat pour définir le système social d’oppression des femmes. Se refusant à subordonner leur combat à la lutte des classes, elles affirment que le domaine de la reproduction (maternité, corps, famille, travail domestique…) est un espace d'exploitation privilégié des femmes. Elles rejettent l’objectif réformiste d'égalité dans le système qui a prédominé jusqu’alors. Pour elles, aucune égalité entre les sexes ne peut être obtenue à l'intérieur du système « patriarcal », sinon quelques compromis temporaires qui seraient perpétuellement menacés. Elles préconisent de renverser ce système et d'instaurer de nouveaux rapports entre les sexes.
Une tendance séparatiste s’affirme également, notamment parmi les groupes militants lesbiens des grandes métropoles que sont Londres ou New York.

##### Maîtrise du corps

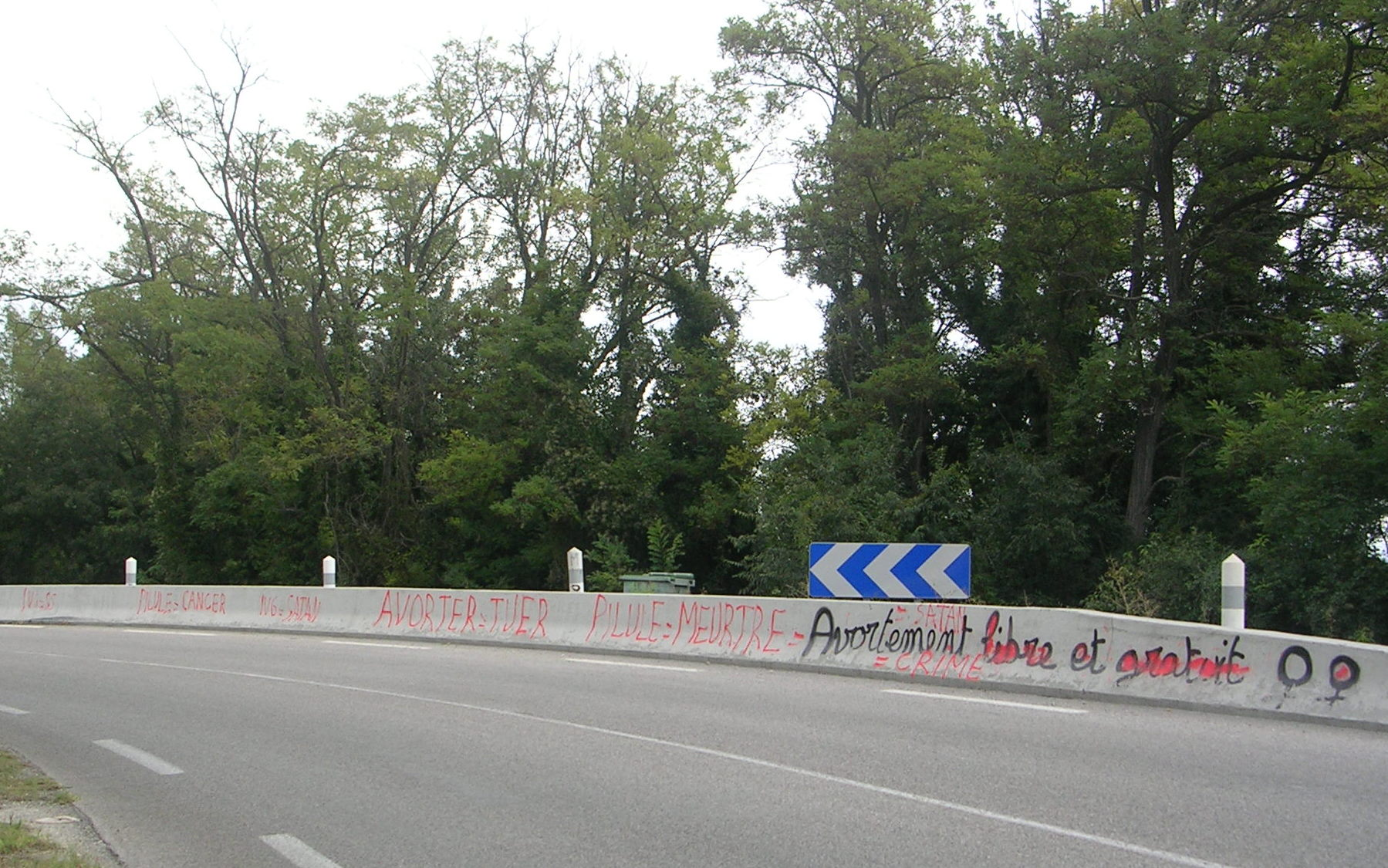
Slogans inscrits le long d'une route de campagne (2010, France).

La maîtrise de leur corps est placée au centre des préoccupations des féministes de la deuxième vague. Longtemps sujet de division, le contrôle des naissances devient l’une de ses revendications les plus visibles. Le libre accès à la contraception mais surtout le droit à l’avortement concentrent leurs efforts. En France, le Mouvement pour la liberté de l’avortement et de la contraception (MLAC) est fondé en 1973. Il s’appuie notamment sur l’aile la plus radicale du Mouvement français pour le planning familial qui se prononce peu après « en faveur de l’avortement et de la contraception libres et remboursés par la Sécurité sociale » et ouvre des cliniques d'interruption volontaire de grossesse (IVG).
La dissociation de la sexualité et de la reproduction s’inscrit dans le cadre plus large de la révolution sexuelle qui traduit une demande sociale pour plus de liberté dans le domaine de la sexualité. Les féministes en font cependant leur propre lecture qui passe par la critique de la normativité de la psychanalyse ou de la sexologie qui auraient défini sexuellement les femmes « en fonction de ce qui fait jouir les hommes », minorant par exemple le plaisir clitoridien. La sexualité est ainsi analysée comme un domaine où s’exerce la domination masculine. Le viol fait l’objet de nombreuses mobilisations : des manifestations citadines nocturnes (Reclaim the Night) entendent regagner un espace dont la peur de l’agression maintient les femmes exclues. Sur le plan juridique, les féministes françaises luttent pour que la loi de 1832 soit appliquée à des faits qui sont jusqu'alors déqualifiés en « coups et blessures ».

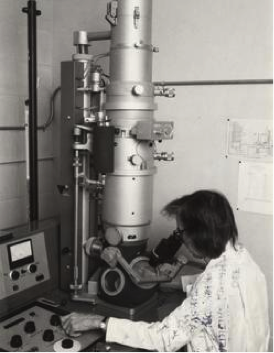
La neurophysiologiste féministe Ruth Bleier à son microscope électronique, années 1980.

##### Études féministes
Dans le sillage de l’effort de théorisation de la condition féminine inhérent à la deuxième vague, les études féministes pénètrent dans le monde académique à partir des années 1970. L’ensemble des champs du savoir sont ainsi progressivement envisagés sous l’angle de la critique féministe : philosophie féministe, anthropologie féministe, histoire des femmes, critique de la psychanalyse se développent en lien étroit avec les luttes militantes,. À la fin des années 1970 et au début des années 1980, la critique féministe des sciences prend également son essor (Ruth Bleier, Ruth Hubbard (en), Evelyn Fox Keller, Helen Longino).
L’ancrage institutionnel le plus fort a lieu aux États-Unis où sont créés des départements de Women’s Studies ou de Feminists Studies dont l’approche est souvent interdisciplinaire. Avec le développement de l’usage du concept de genre se développent par la suite des départements d'études de genre. En 2003, on dénombrait ainsi 600 départements de ce type aux États-Unis.
Au-delà de cette conquête de l'espace géographique universitaire, Francine Descarries, professeure de sociologie à l'UQAM, constate en 2004 la difficulté des Women’s Studies au Québec « à s'extraire de la périphérie, de la marge du champ scientifique pour convaincre de sa légitimité et de la compatibilité de ses approches théoriques et méthodologiques avec l'esprit scientifique ». D'après cette sociologue, peu de recherches sont parvenues à pénétrer le « mainstream scientifique ».
Depuis les années 2010, l'étude des phénomènes d'effacement des femmes s'accélère, processus à la fois observés dans les domaines prestigieux et dans l'espace public,,.

### Dernières décennies

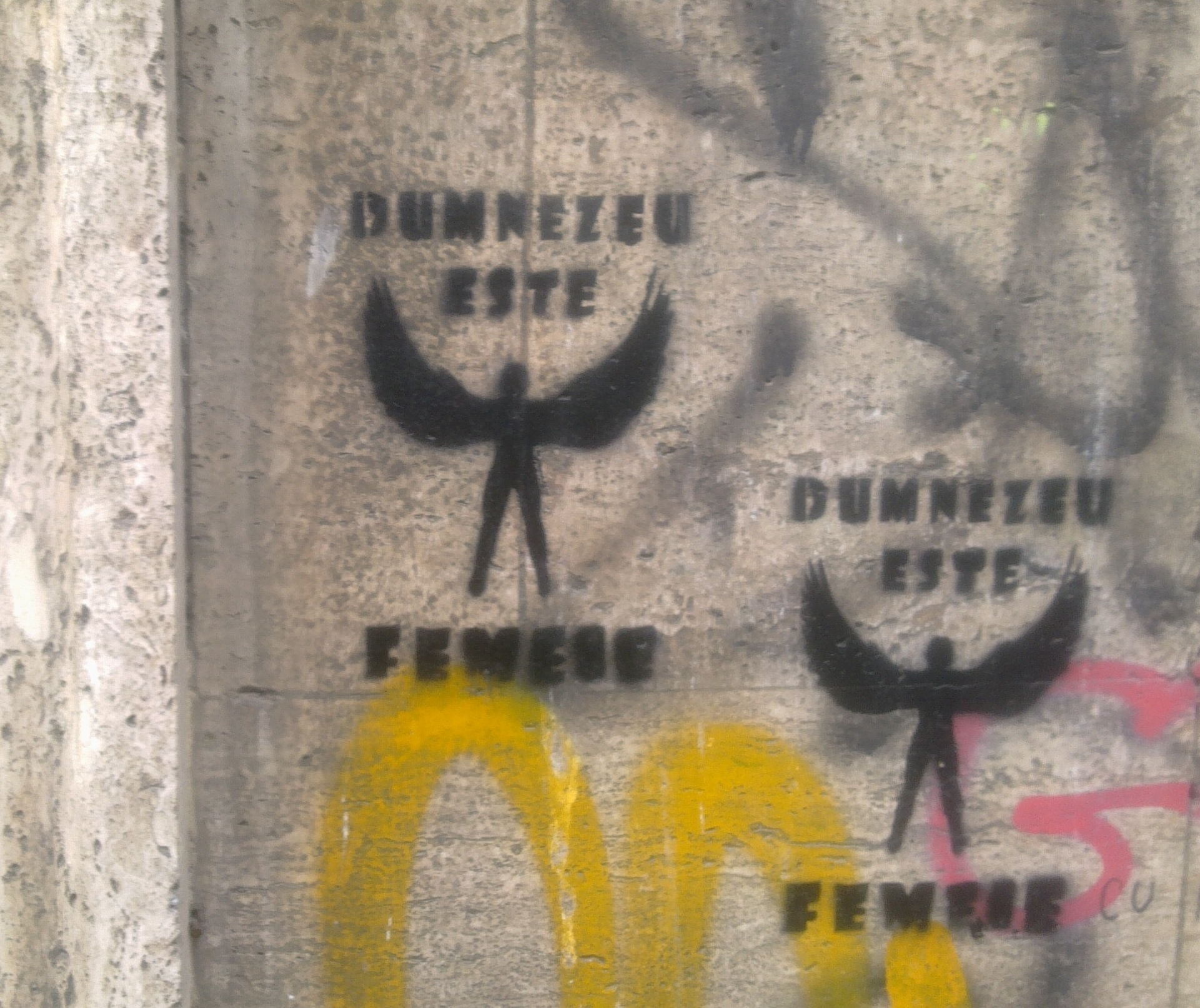
Graffiti féministe anonyme Dieu est femme à Bucarest (2013).

Désormais les femmes votent dans la plupart des pays industrialisés, dont la majorité des parlements ont voté des lois sur le divorce. La légalisation de la contraception et de l'avortement n'est pas effective pour l'ensemble des pays industrialisés, les situations sont donc très variables d'un pays (voire d'une région) à un autre. Ces droits sont fréquemment remis en cause par des courants conservateurs et des institutions religieuses, telle que l'Église catholique et en particulier la mouvance traditionaliste en son sein, et le courant fondamentaliste des protestants évangéliques.
Depuis la fin des années 1990, divers groupements, se réclamant ou non[pourquoi ?] du féminisme, ont été créés. Parmi les plus médiatisés, on peut citer :
- les Chiennes de garde, mouvement français se réclamant de l'héritage du Mouvement de libération des femmes (MLF).
- le mouvement Ni putes ni soumises (depuis 2003) qui s'est donné pour but d’interpeller sur la situation des femmes notamment dans les quartiers populaires, en soulevant le problème des mariages forcés, des viols, ou de l'excision.
- La Barbe, collectif dont l’arme est l’ironie, et dont les militantes portent des barbes postiches quand elles font irruption dans des tribunes à majorité masculine : La Barbe indique par de telles intrusions le chemin vers un partage harmonieux de la parole publique, des postes et des responsabilités[113]. La parité au sein des directions, et la diffusion paritaire de la création, à titre d’exemples dans les médias[114], dans les écoles de formation des élites[115], dans les grandes entreprises, au théâtre[116], au cinéma[117], sont parmi les objectifs qui inspirent des actions de La Barbe.
- Osez le féminisme ! est un mouvement de féministes, mixte, universaliste, laïc et progressiste créé en 2009. S'inspirant des féministes de la 2de et de la 3e vague, son objectif est de sensibiliser le grand public aux inégalités qui perdurent entre les femmes et les hommes et d'obtenir des mesures concrètes pour avancer vers l'égalité : égalité professionnelle, lutte contre la précarité, droit à disposer de son corps, liberté sexuelle, parité, lutte contre le sexisme ordinaire, les violences faites aux femmes, y compris la prostitution. L'association utilise des moyens d'action traditionnels comme le collage d'affiches, les diffusions de tracts, manifestations mais aussi les réseaux sociaux, le web, la vidéo.

#### Les années 2000

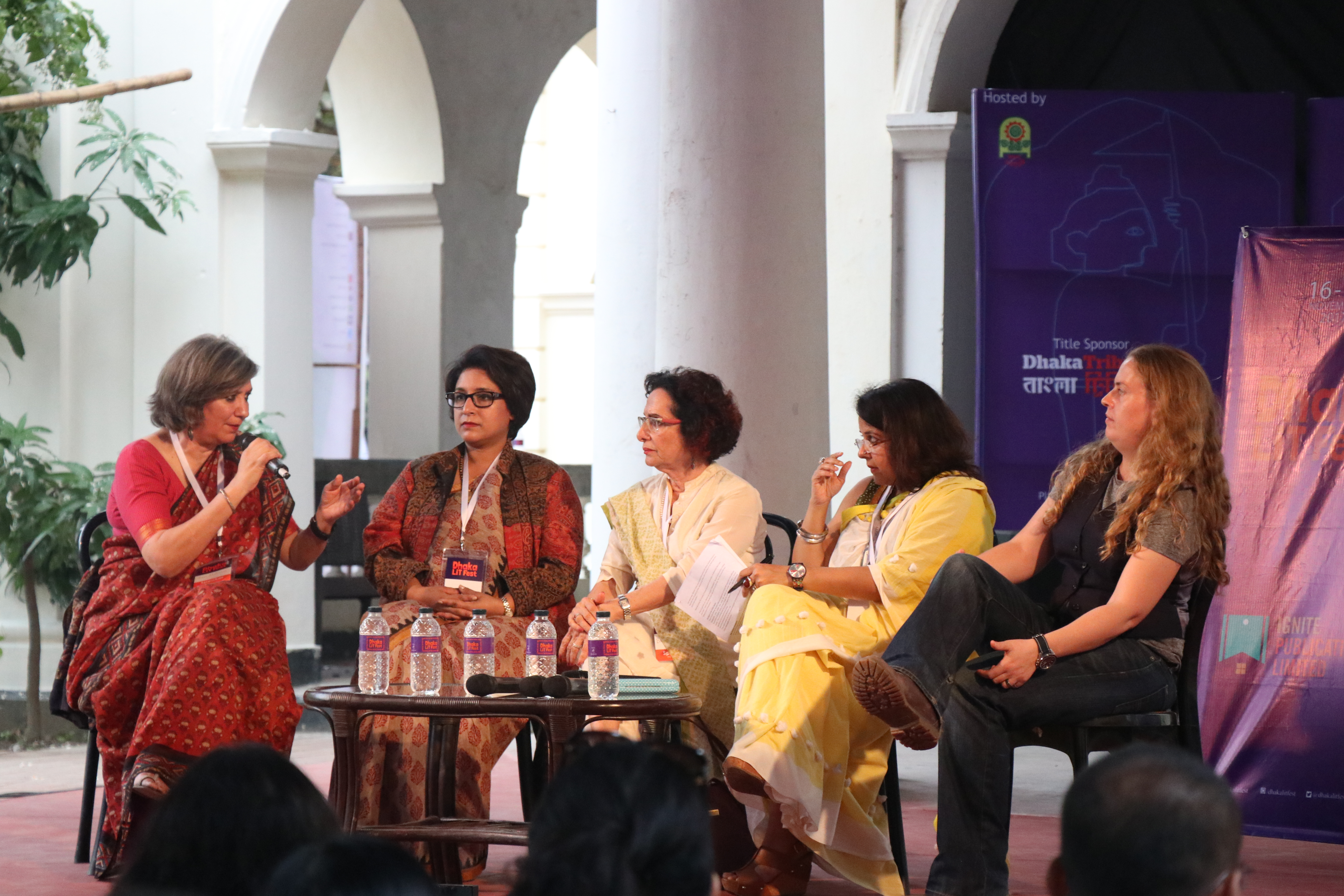
Discussion MeToo à Dacca (Bengladesh), 2017.

#BalanceTonPorc, ce mouvement de 2017, en revenant sur le corps féminin et son respect, réactiverait les revendications du MLF. Il met en lumière une nouvelle génération de militantes interconnectées qui ne se satisfont plus du seul principe égalitaire, estimant que le changement des textes de lois ne suffit plus et qu'un réel changement des mentalités est nécessaire pour lutter contre les persécutions.
Chloé Delaume publie Mes bien chères sœurs en 2019. Dans ce manifeste, elle évoque la quatrième vague féministe qui selon elle, serait née dans les années 2010 ; elle se serait formée avec les réseaux sociaux : celle des écrans du 2.0. La première vague était composée des suffragettes du début du XXe, suivies par la deuxième génération des années 1960-70 et d’une troisième vague amorcée dans les années 1990 avec l’exigence paritaire et le déploiement de la notion de genre.
Le collectif #NousToutes, créé en 2018, lutte contre les violences sexistes et sexuelles en France. Il organise régulièrement des actions d'interpellation du gouvernement et de sensibilisation, dont des marches chaque mois de novembre. Ces manifestations rassemblent des milliers de personnes dans toute la France.
Femen, le mouvement ukrainien créée en 2008, organise en France depuis 2011 des manifestations et happenings seins nus pour la promotion de la démocratie, de la liberté de la presse, des droits des femmes, de la protection de l'environnement, et milite contre la corruption, la prostitution, le tourisme sexuel, les agences matrimoniales internationales, le sexisme, la pornographie, la violence conjugale, le racisme et la pauvreté.

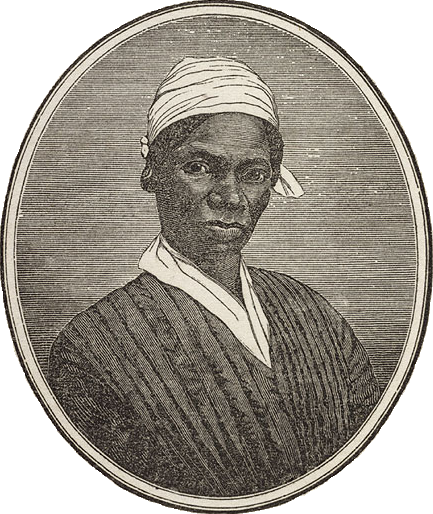
Ancienne esclave, l'abolitionniste et militante féministe Sojourner Truth, en 1828.

En 2010 en Australie, c'est la première fois dans l'histoire d'un État que le chef d'État (Élisabeth II), le chef de gouvernement (Julia Gillard) et le gouverneur général (Quentin Bryce) sont toutes des femmes.
Des grèves générales s'organisent en Europe pour obtenir des avancées des droits, comme la grève féministe du 8 mars 2018 en Espagne, et la grève des femmes du 14 juin 2019 en Suisse.
Si dans les années 1797-1883, d'anciennes esclaves comme Sojourner Truth ou Harriet Tubman (vers 1820-1913) étaient devenues des icônes de l'abolition de l'esclavage et des droits des femmes, elles ont été un temps oubliées, mais aujourd'hui, elles figurent désormais dans le Black féminisme des Africaines-américaines dans les années 1970. Elles sont mises à l'honneur, officiellement puisqu'elles sont retenues pour figurer sur les billets de 20 dollars en 2020 pour l'anniversaire du droit de vote des Américaines, avant que le président Donald Trump n'annule cette disposition.
Le féminisme contemporain, dans la plupart des pays occidentaux, se diversifie et change de visage, du fait que les revendications féministes initiales ont été traduites dans les systèmes juridiques, et font partie du périmètre conventionnel des droits humains. La réflexion et l'action féministes sont donc amenées d'une part à s'attacher davantage à l'analyse critique des pratiques sociales réelles (souvent décalées des principes) et à reformuler l'expression de leurs enjeux et de leurs objectifs. Elles doivent aussi tenir compte de la résurgence de débats ethniques, communautaires ou religieux qui compliquent la donne — certaines associations réfutent ainsi la dichotomie Occident féministe contre Orient sexiste. Ce changement de paysage entraîne inévitablement des divergences de vues qui divisent les courants féministes.

## Courants de la pensée féministe

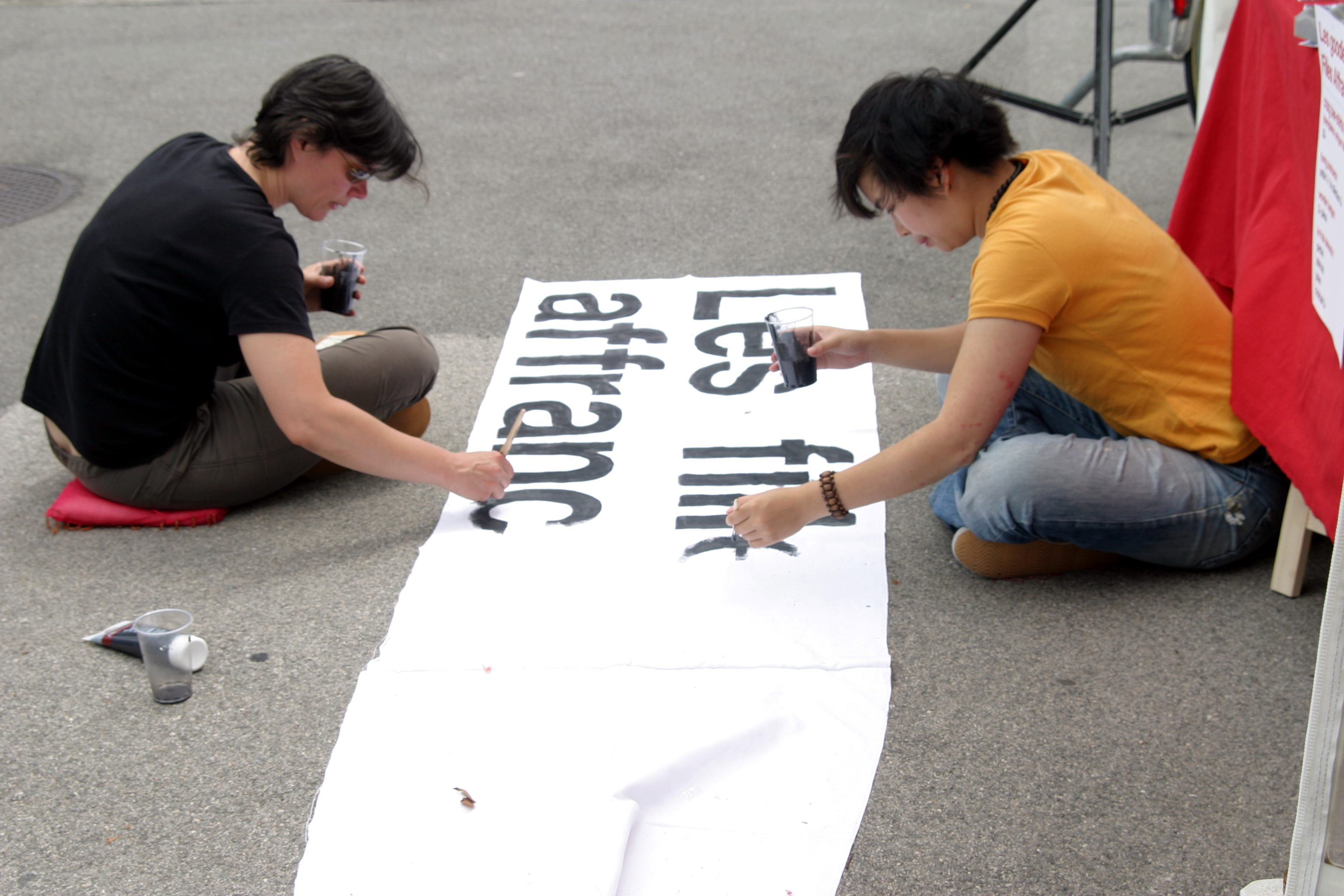
Banderole « Les filles affranchies ».

### Féminisme libéral
Le féminisme libéral épouse les principes du libéralisme politique dont il réclame l'application aux femmes, au même titre qu'à tous les hommes. À ce titre, il se fixe comme horizon l'indifférence aux différences de sexe dans le cadre de l'espace public.
Sur le plan politique, sa méthode est réformiste ; il cherche à obtenir une modification des dispositions légales par la voix législative, le lobbying ou l'action militante à destination de l'opinion publique (presse, pétitions…). Confiant dans les valeurs du progrès et les vertus de l’éducation, il entend également agir sur les mentalités, sans développer, à la manière du féminisme marxiste ou radical, une analyse systémique du capitalisme ou du patriarcat.
Historiquement, il se structure dans la seconde moitié du XIXe siècle où il s'incarne dans des groupes organisés, militants pour l'égalité civile et politique ainsi que pour l'égalité des droits dans les domaines de l'éducation ou du travail. L'ensemble de ces droits doivent être à même de garantir l'autonomie des femmes en tant que sujet.

### Féminisme socialiste

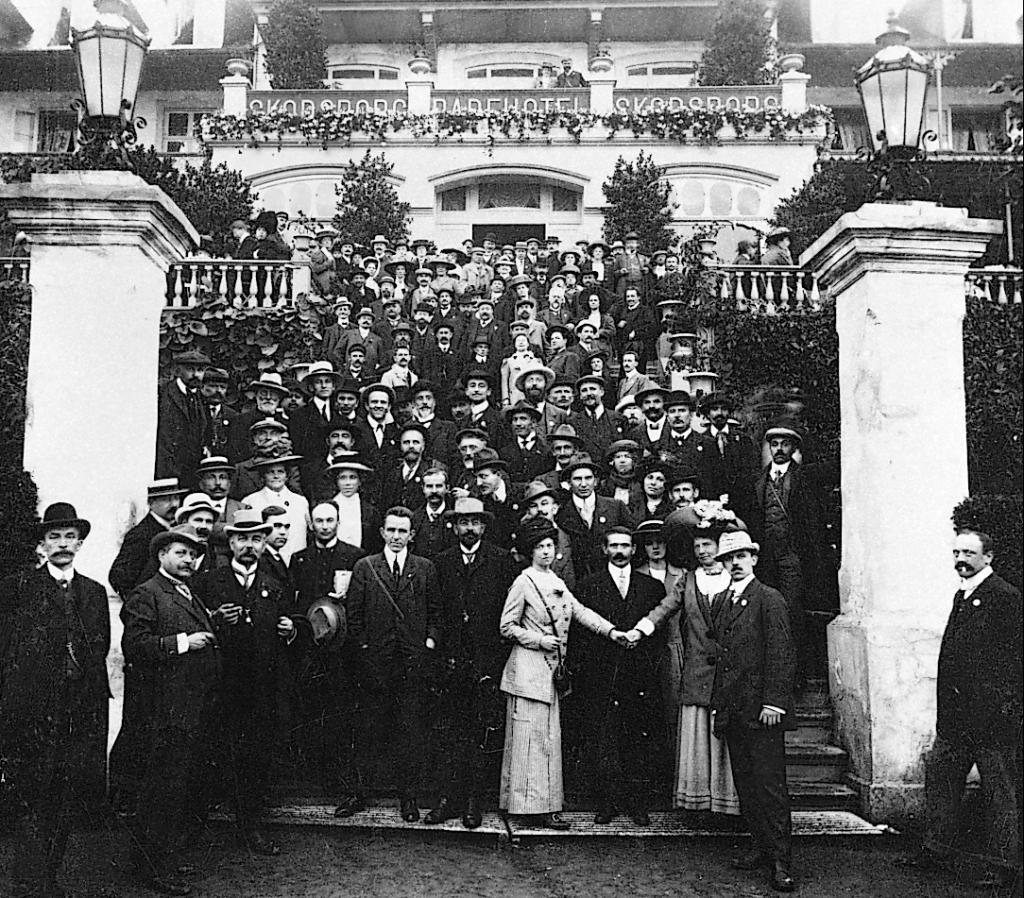
Au centre, Clara Zetkin et Alexandra Kollontaï au VIIIe Congrès de l'Internationale Socialiste des Femmes, Copenhague (Danemark), 1910.

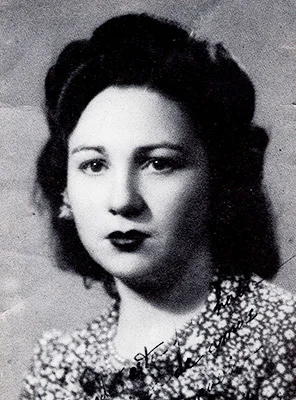
L'infirmière féministe centenaire Ángeles Flórez Peón, née en 1918, membre du Parti socialiste ouvrier espagnol, dernière soldate survivante de la guerre d'Espagne.

Sur le plan théorique, la tradition marxiste puise principalement ses sources concernant la question des femmes dans L’origine de la famille, de la propriété privée et de l’État (1884) de Friedrich Engels et dans La femme dans le passé, le présent et l’avenir (1879) d’August Bebel. Clara Zetkin (future présidente de l'Internationale socialiste des femmes qui y propose la tenue annuelle d'une Journée internationale des femmes) ou Alexandra Kollontaï constituent les représentantes les plus marquantes de cette tradition marxiste de défense des droits des femmes qui a néanmoins refusé le qualificatif de « féministe », jugé « individualiste » et « bourgeois ».
Contre une représentation fixiste de la famille et du rôle qu’y tiennent les femmes, le marxisme affirme l’historicité des structures familiales dont les formes évoluent avec la structure économique. S’inspirant de l’anthropologue évolutionniste Lewis Henry Morgan, Engels définit ainsi une origine historique à l’oppression des femmes : il fait coïncider l’apparition de la propriété privée avec la fin d’une période historique où le droit maternel et la filiation en ligne féminine auraient réglé les modalités de l’héritage.
Avec l’instauration du système patriarcal et du mariage monogamique qui marquent « la grande défaite historique du sexe féminin », les femmes sont victimes d’une double oppression : assignées aux seules fonctions reproductives, elles sont maintenues par leurs maris hors du champ productif et de la vie publique ; quand elles accèdent au marché du travail, elles subissent, comme les autres travailleurs, les effets néfastes du mode de production capitaliste.
Les féminismes marxistes de la fin du XIXe siècle militent pour l’accès des femmes au marché du travail : leur entrée dans la sphère productive doit permettre l’éveil d’une conscience de classe et la participation des femmes à la lutte des classes. La doctrine reste attachée au respect de ce qui est défini comme la « double tâche sociale de la femme » : production et reproduction. Stigmatisant les revendications égalitaristes de certaines féministes, il affirme ainsi respecter la spécificité biologique des femmes. Alexandra Kollontaï met ainsi l’accent sur la nécessaire adaptation du droit du travail pour les femmes et aux mesures de protections légales des mères.
Sur le plan stratégique, les mobilisations des femmes doivent rester subordonnées à la lutte des classes. Seul le renversement du capitalisme peut en effet mettre un terme définitif à l’oppression des femmes. La question de l’alliance avec des groupes féministes est posée à la fin du XIXe siècle. Des organisations féminines, rattachées aux structures socialistes nationales, s’organisent en effet dans la majorité des pays d’Europe ; elles sont regroupées en 1907 dans l’Internationale socialiste des femmes, à l’occasion de la première Conférence internationale des femmes socialistes qui se tient à Stuttgart. Clara Zetkin en prend la tête et parvient notamment à imposer le principe du refus de toute alliance avec le « féminisme bourgeois » et réformiste.
À la fin des années 1960, la réflexion marxiste sur l’oppression des femmes s’est considérablement renouvelée en questionnant notamment l’articulation entre patriarcat et capitalisme.

### Féminisme radical
Le féminisme radical est un courant du féminisme qui apparaît à la fin des années 1960 et qui voit en l'oppression des femmes par les hommes (ou patriarcat) le fondement du système de pouvoir sur lequel les relations humaines dans la société sont organisées. Il se démarque des mouvements féministes qui visent à l'amélioration de la condition féminine par des aménagements de législation (réformisme) sans mettre en cause le système patriarcal, bien que certaines féministes radicales (Catharine MacKinnon et Andrea Dworkin) aient précisément centré leur lutte sur des réformes législatives.

### Féminisme matérialiste

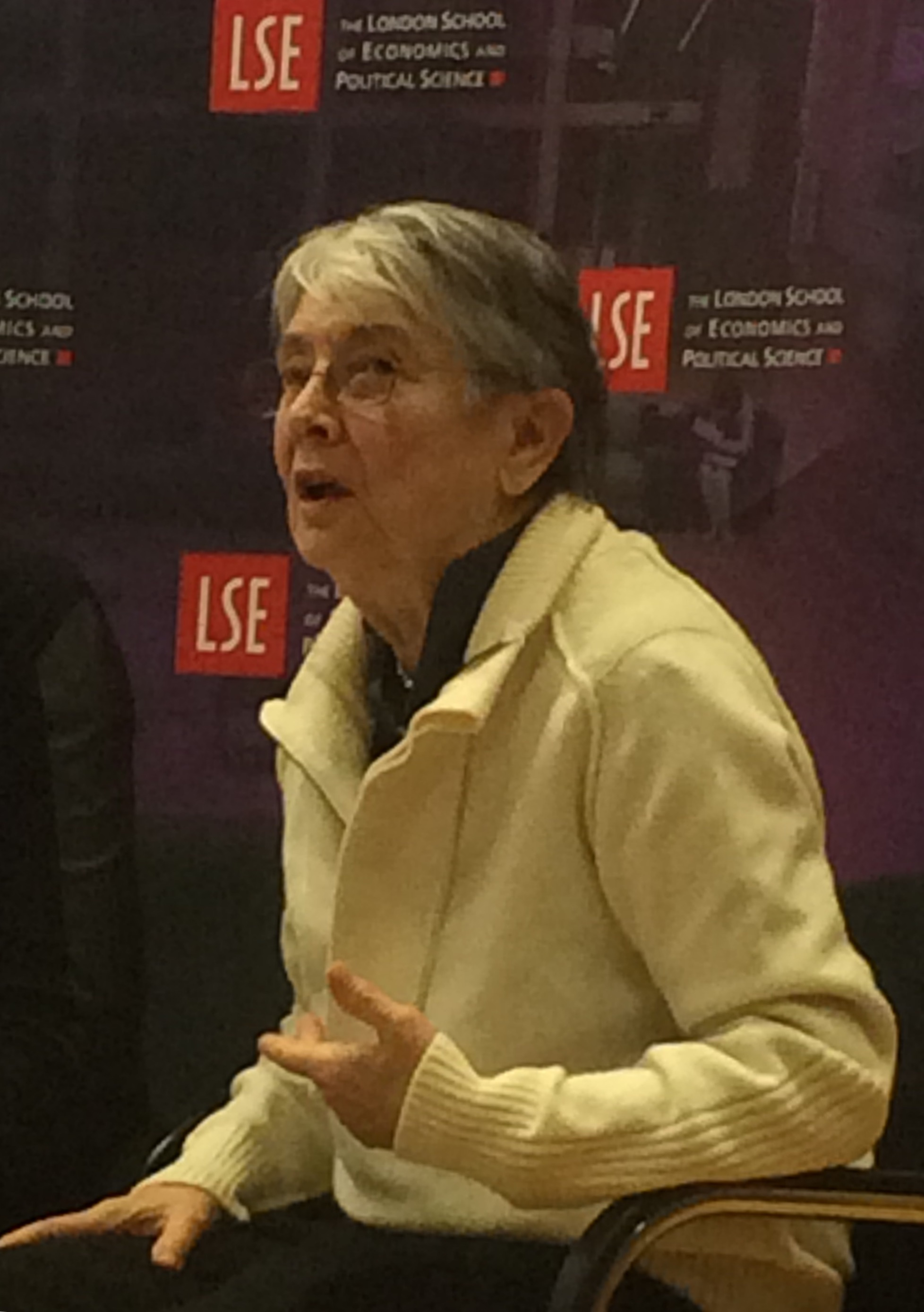
Christine Delphy à la London School of Economics, 2016.

En France, le féminisme radical s'est notamment manifesté à travers le féminisme matérialiste. Pour ce courant, profondément anti-essentialiste, l'origine du patriarcat ne doit surtout pas être cherchée dans une quelconque nature spécifique des femmes, qu'elle soit biologique ou psychologique, mais bien dans l'organisation de la société. Les féministes matérialistes se sont donc attachées à analyser les « rapports sociaux de sexe » (c'est-à-dire le genre), comme un rapport entre des classes sociales antagonistes (la classe des hommes et la classe des femmes), et non entre des groupes biologiques. La perspective politique qui en découle est donc révolutionnaire, car la lutte des classes de sexe doit aboutir à la disparition de ces classes et donc du genre.
Ce courant, malgré des prémisses semblables est très divers. Christine Delphy a notamment mis en lumière le mode de production domestique, versant économique de l'exploitation du travail des femmes dans le foyer. Colette Guillaumin a théorisé le sexage, système d'appropriation physique du corps des femmes par les hommes. Paola Tabet a démontré l'exclusion des femmes des outils complexes et des armes. Monique Wittig a réinterprété l'hétérosexualité comme un régime politique fondé sur l'oppression des femmes.
Simone de Beauvoir a apporté un soutien sans faille à cette école, notamment à travers la position de directrice de publication de ses revues, Questions féministes puis Nouvelles Questions féministes, poste qu'elle gardera jusqu'à sa mort.

### Féminisme différentialiste

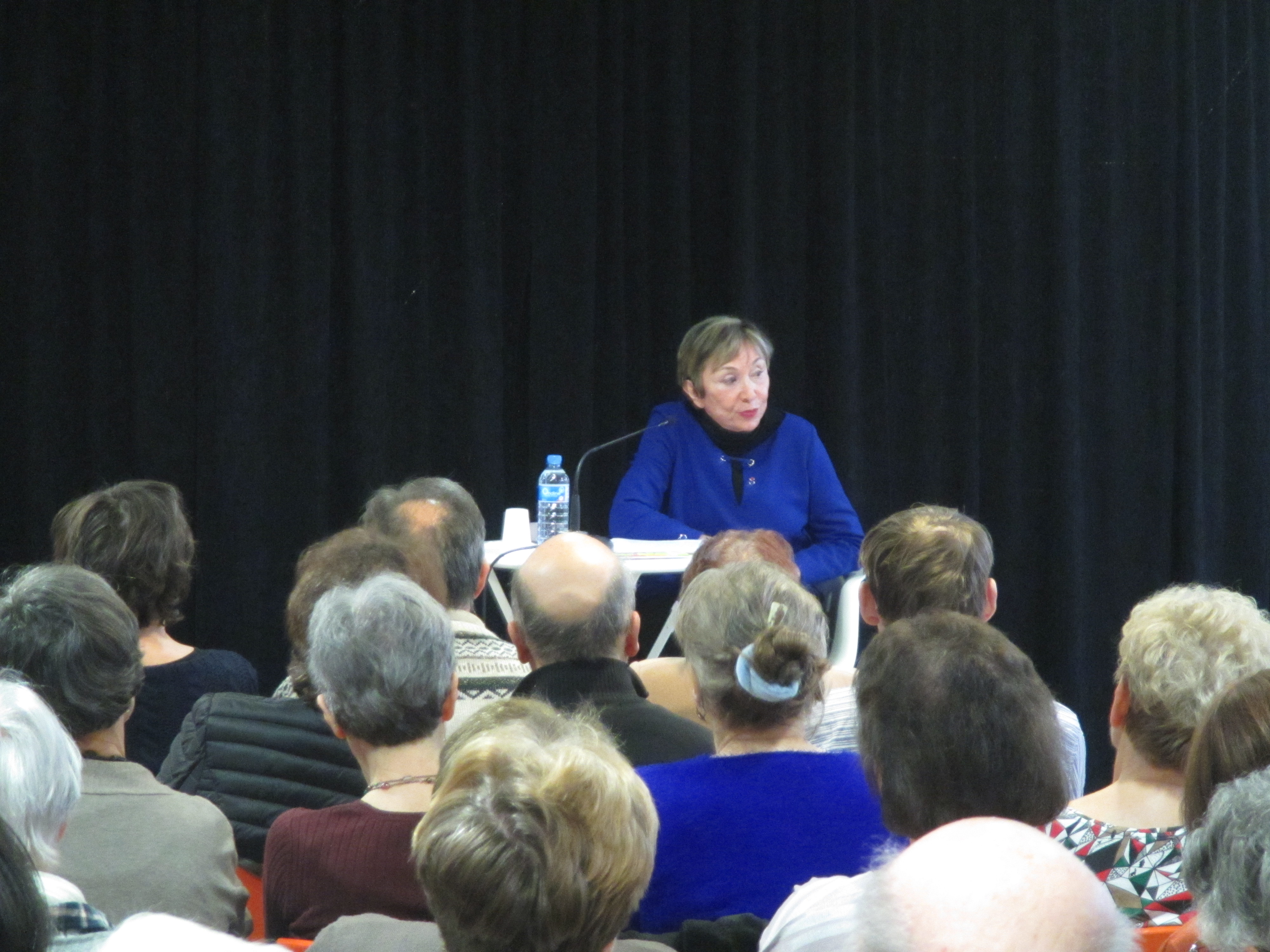
Julia Kristeva en 2017.

Le féminisme différentialiste de psychanalystes comme Julia Kristeva, Luce Irigaray ou Antoinette Fouque postule que le patriarcat est si profondément enraciné dans les mentalités qu'il impose un système de valeurs qui empêche l'existence d'une différence authentique entre hommes et femmes, les femmes étant sans cesse définies, construites comme antithèses (idéalisées ou démonisées) des hommes. Le féminisme de la différence a mis en valeur la parole des femmes, les relations mères-filles, l'importance révolutionnaire de la création de groupes de femmes, et a critiqué le logocentrisme de la pensée occidentale (en particulier), y compris chez certaines féministes. Qualifié d'antiféminisme par certaines féministes radicales,, ce mouvement se définit par sa valorisation des différences, la différence sexuelle étant la principale, sans éclipser les autres.

« L'égalité est un principe juridique. Par conséquent, c'est au dénominateur commun de tous les êtres humains que justice doit être rendue. Mais la différence est un principe existentiel qui concerne les modes d'être humain, les particularités des expériences, des buts et des possibilités propres, et le sens propre d'exister dans une situation donnée et dans la situation que la personne veut se créer. La différence homme-femme est la différence de base dans l'humanité. […] L'égalité est ce qui est offert comme droits légaux aux peuples colonisés. Et ce qui leur est imposé comme culture, c'est le principe par lequel les détenteurs du pouvoir hégémonique continuent à contrôler les autres. »

— Crachons sur Hegel. Carla Lonzi

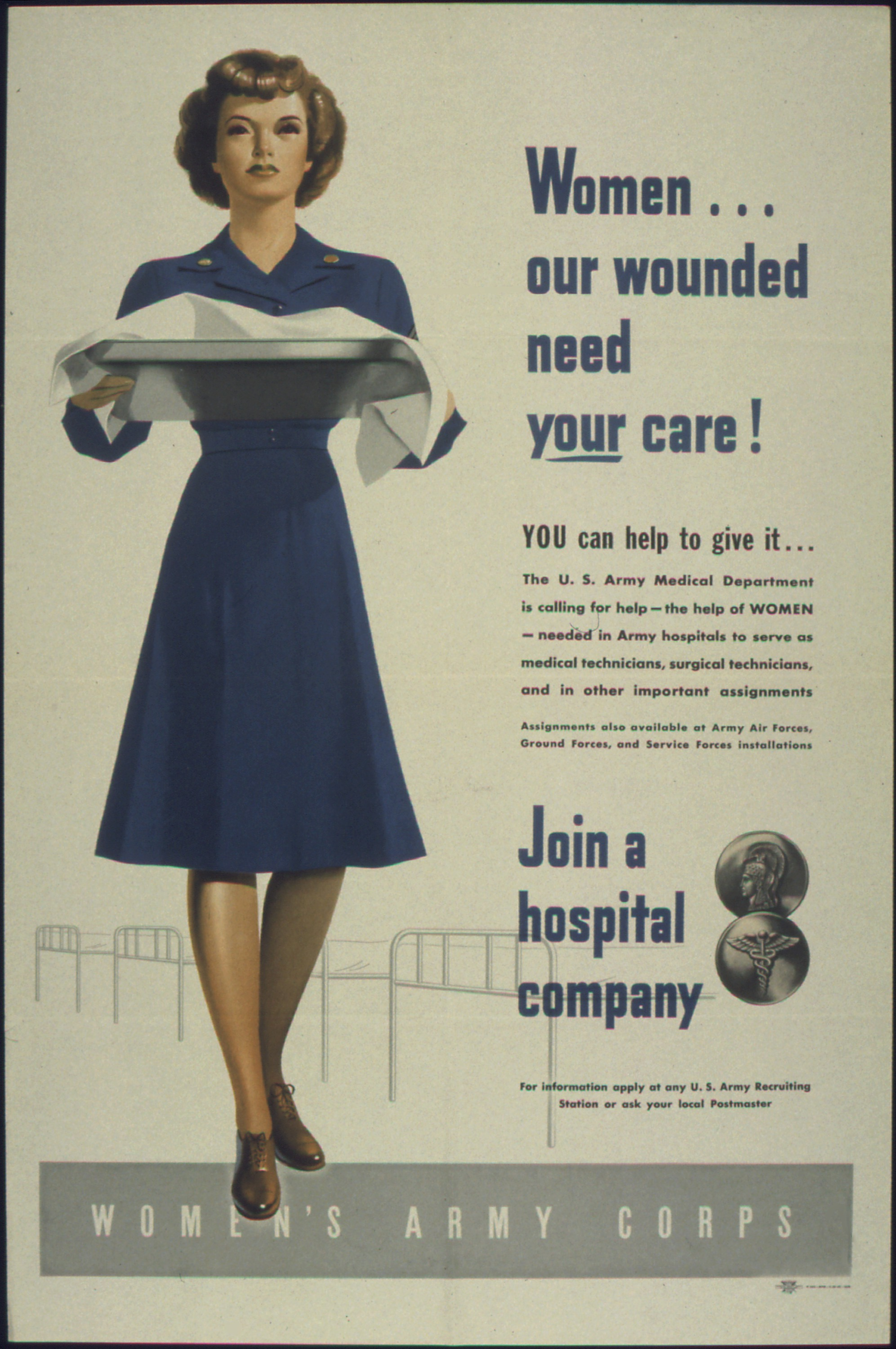
Publicité américaine s'appuyant sur l'éthique de la sollicitude des femmes, 1941.

Ce mouvement, contemporain de l'apparition du féminisme radical français, a eu un profond impact à l'époque :

« En effet, l'inversion des valeurs et l'affirmation d'une force dynamique, contestatrice du féminin réprimé et refoulé constituent une position plus aisément identifiable, et plus facile à tenir que la critique de la bicatégorisation, ou le choix d'un entre-deux […]. La revendication d'une reconnaissance et d'une place, le passage par l'énonciation en nous (les femmes…), l'affirmation d'un dessein collectif ont été de puissants moteurs dans les mouvements féministes occidentaux des années 1970. Le comprendre et le dire n'invalide pas la critique des théories de l'écriture féminine, qui ont eu longtemps des effets pernicieux dans le champ français. »

De fait, le féminisme de la différence a ensuite reçu davantage d'attention dans le monde anglo-saxon, jusqu'à être appelé « French Feminism », sans égards pour le fait que le féminisme français s'est graduellement opposé au féminisme différentialiste. Carol Gilligan a ravivé le féminisme différentialiste anglosaxon avec la publication d'« In a Different Voice », dans les années 1980. Cet ouvrage met en évidence des trajectoires de développement moral qui se distinguent de celles, réputées plus masculines, de Lawrence Kohlberg. L'éthique de la sollicitude est un développement contemporain du féminisme de la différence.

### Théologie féministe
La théologie féministe est un ensemble de courants féministes qui se fondent sur une étude des textes sacrés pour affirmer l'égalité des genres.
Le féminisme islamique, ou féminisme musulman, est un mouvement féministe proche de l'Islam libéral, qui revendique un féminisme interne à l'islam et vise à une modification des rapports entre hommes et femmes au sein de la communauté musulmane.

### Féminisme pro-sexe

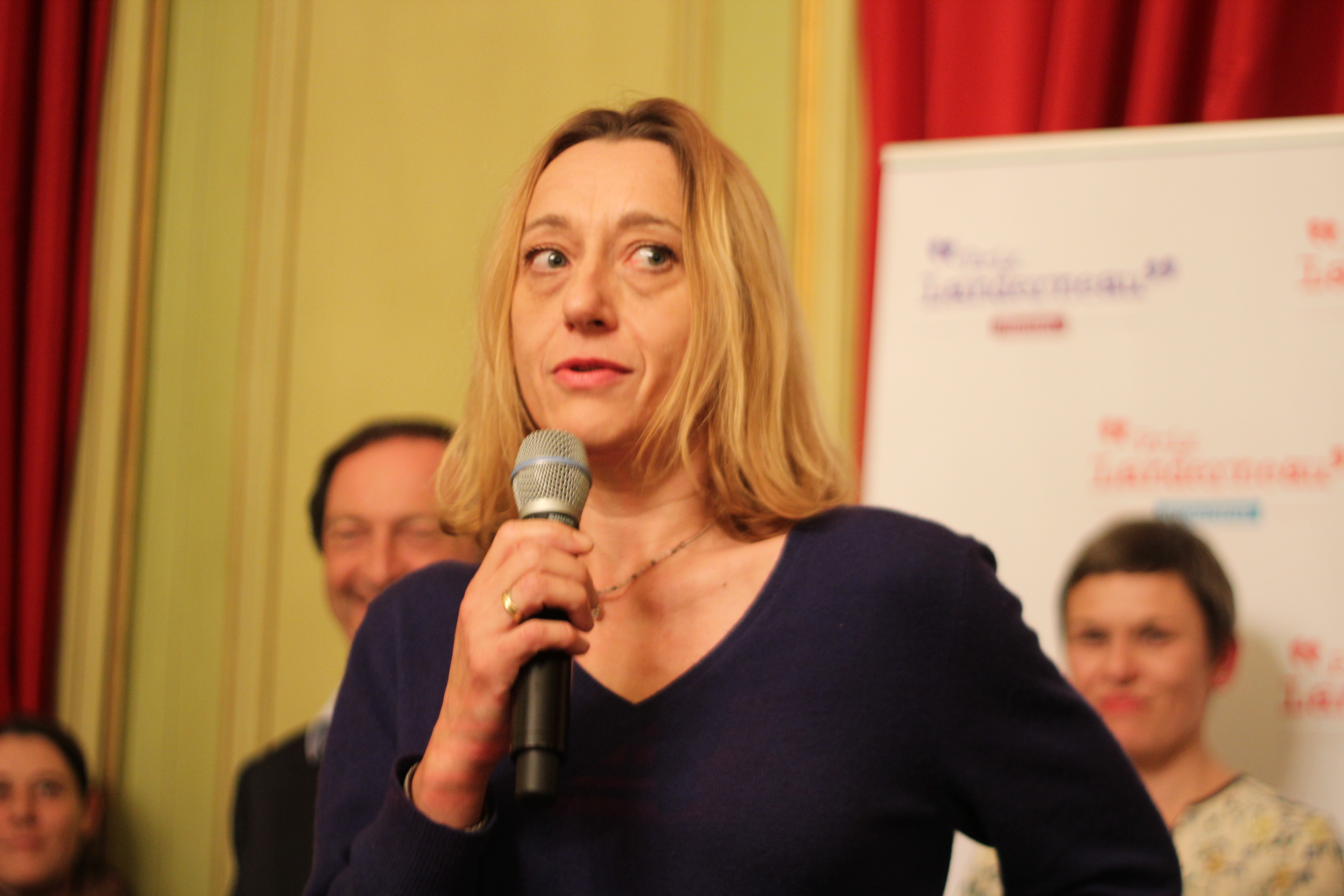
Virginie Despentes - Prix Landerneau, 2015.

Le féminisme pro-sexe est un courant du féminisme, issu du milieu queer, qui apparaît dans les années 1980 aux États-Unis et qui voit en la sexualité un domaine qui doit être investi par les femmes et les minorités sexuelles. En faisant « du corps, du plaisir et du travail sexuel des outils politiques dont les femmes doivent s'emparer », il s'oppose au féminisme radical.
Dans la mouvance pro-sexe, on trouve des organisations comme la SlutWalk ou Marche des Salopes en français, dont le slogan est : « Ne nous dites pas comment nous comporter, dites-leur de ne pas nous violer ».
Des écrivaines comme Virginie Despentes ont contribué à la vulgarisation des thèses pro-sexes, avec notamment des livres comme Baise-moi et plus tard King Kong Théorie. Un artiste queer Lazlo Pearlman a produit un film intitulé Fake Orgasm, et la productrice de films pornographiques Erika Lust se réclame également d'une mouvance pro-sexe qui considère le potentiel libératoire dans l'éclatement de la norme genrée des pratiques sexuelles. La réalisatrice Ovidie en est également un exemple, qui s'investit dans ce mouvement à la fois comme actrice et réalisatrice de films pornographiques, et comme réalisatrice et autrice de documentaires qui développent une pensée théorique et critique. On trouvera également une approche plus théorique dans les ouvrages de Paul B. Preciado.

### Anarcha-féminisme
L'anarcha-féminisme ou féminisme libertaire, qui combine féminisme et anarchisme, considère la domination des hommes sur les femmes comme l'une des premières manifestations de la hiérarchie dans nos sociétés. Le combat contre le patriarcat est donc pour les anarcha-féministes partie intégrante de la lutte des classes et de la lutte contre l'État, comme l'a formulé Susan Brown :

« Puisque l'anarchisme est une philosophie politique opposée à toute relation de pouvoir, il est intrinsèquement féministe. »

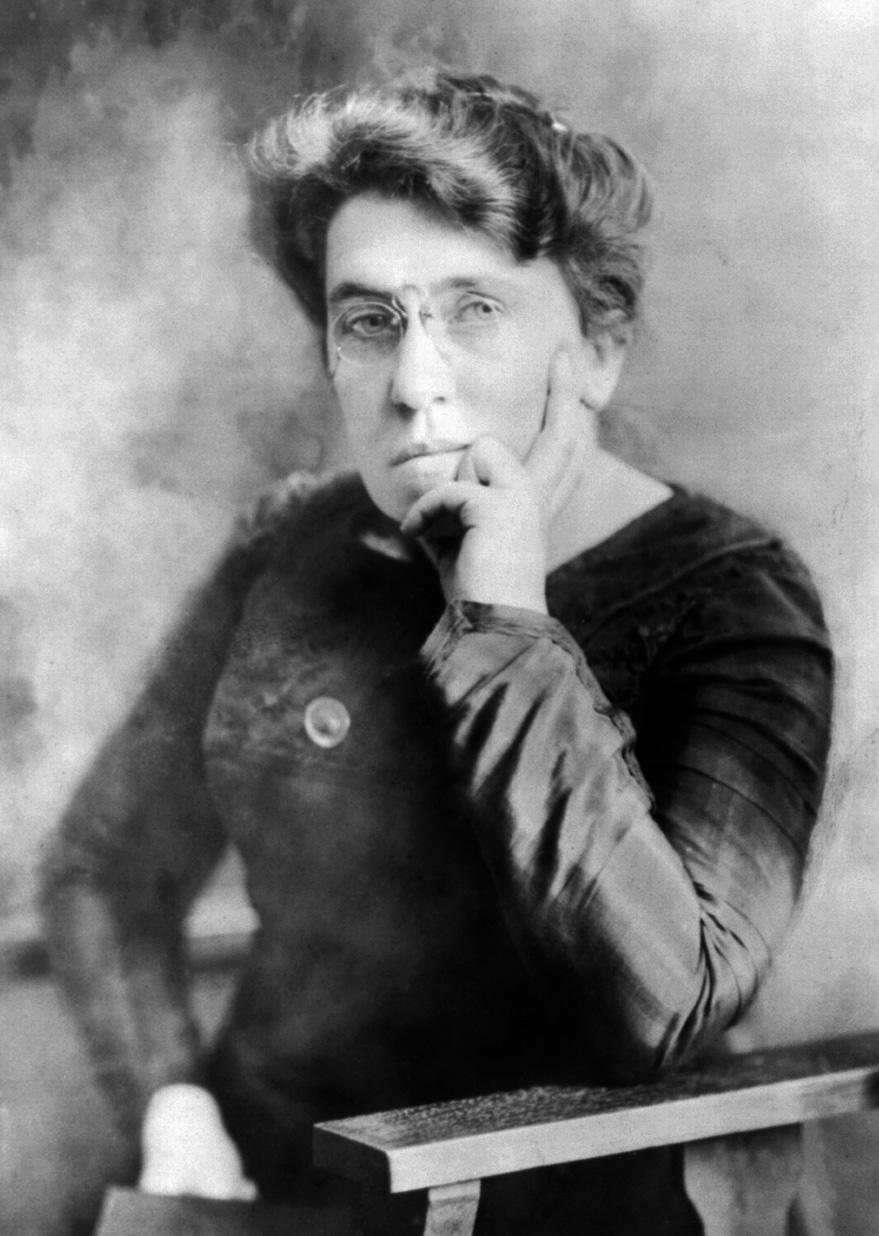
Emma Goldman vers 1911.

En 1896 et 1897, paraît en Argentine La Voz de la Mujer (La Voix de la Femme), première publication anarcha-féministe au monde. En épigraphe : « Ni dios, ni patron, ni marido » (soit « Ni dieu, ni patron, ni mari »). La figure de proue en est Virginia Bolten, féministe révolutionnaire et communiste libertaire. Ce n’est pas le premier journal féminin en Amérique latine, mais c'est le premier journal féministe et révolutionnaire au sein de la classe ouvrière.
En Espagne, à partir de 1922, Estudios est à l'avant-garde d'une campagne en faveur de l'éducation sexuelle et de l'émancipation féminine. Ouverte aux débats sur les sexualités, cette revue éclectique et libertaire aborde le nudisme, l'amour libre et l'éducation sexuelle. Elle a une influence décisive sur la classe ouvrière espagnole en contribuant à faire évoluer radicalement les mentalités.
Fondée par Lucía Sánchez Saornil, Mercedes Comaposada et Amparo Poch y Gascón lors de la révolution sociale espagnole de 1936, la fédération des Mujeres Libres, proche de la Confédération nationale du travail, se réclame d'un « féminisme prolétarien » et défend à la fois les idées anarchistes et féministes. La féministe Consuelo Berges et la ministre Federica Montseny ont notamment participé à ce mouvement.
Aux États-Unis, Emma Goldman, Voltairine de Cleyre, Lucy Parsons et Kate Austin en sont les principales théoriciennes. D'autres figures marquantes de ce courant sont les Françaises Madeleine Vernet et Nelly Roussel, la Suissesse Paulette Brupbacher ou la Polonaise Eva Kotchever et la Suédoise Elise Ottesen-Jensen qui résume son combat en une phrase :

« Je rêve du jour où chaque enfant né sera le bienvenu, où hommes et femmes seront égaux et vivront leur sexualité dans la passion, le plaisir et la tendresse. »

L'anarchiste italien Sante Ferrini publie deux longs articles, à dix années d'intervalles, sur le féminisme. En 1909, dans « Femminismo », il développe déjà une thèse proche de celle du féminisme radical, attribuant au patriarcat la seule responsabilité du maintien des femmes dans une condition inférieure à celle des hommes : « l’homme veut être supérieur à la femme et il contrarie autant qu’il le peut les moyens qui faciliteraient son émancipation, sachant qu’un esclave qui s’instruit devient un mauvais esclave. À la jeune fille, on donne donc une éducation de servante ». Conscient que les grands principes se dissolvent devant l'assaut répété des tâches quotidiennes, « balayons devant notre porte », écrit-il, « commençons par émanciper notre famille », « daignons les aider dans le travail quotidien » et arrêtons de ne laisser aux femmes que « des choses qui ne sont pas dangereuses pour les prérogatives masculines ».

### Féminisme intersectionnel

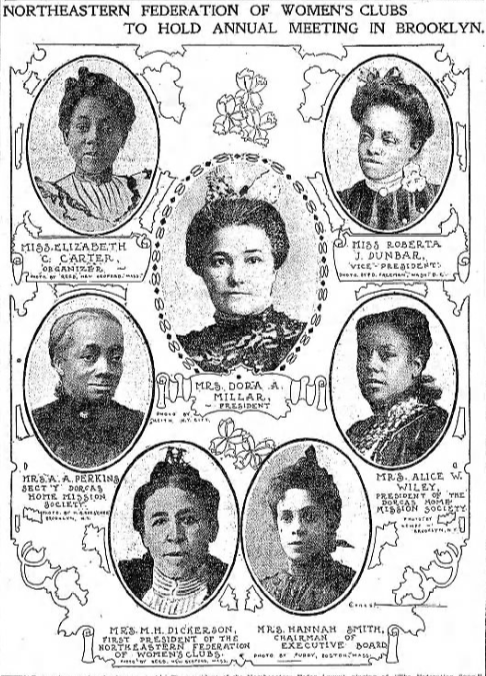
Femmes investies dans les clubs de la Northeastern Federation of Colored Women, illustration de 1902.

Aussi appelé féminisme inclusif, le féminisme intersectionnel s'appuie sur les travaux de la féministe américaine Kimberlé Williams Crenshaw, la première à avoir popularisé le terme d'intersectionnalité, concept importé en France par Éric Fassin ou Elsa Dorlin et que Christine Delphy développe dans ses travaux de recherche. Il a pour objectif de mieux prendre en compte les problèmes des femmes subissant d'autres discriminations en plus du sexisme, c'est-à-dire les personnes qui subissent plusieurs oppressions en même temps. Ce courant cherche principalement à porter les revendications des femmes non blanches victimes de racisme afin de lutter contre ce qu'il considère être le détournement du féminisme à des fins racistes,.
Les féministes intersectionnelles ne s'intéressent pas à chaque discrimination de façon séparée, mais cherchent à comprendre comment les différentes discriminations se conjuguent et forment une oppression spécifique. Elles reprochent aux associations féministes plus traditionnelles de parler de problèmes qui ne les concernent pas directement, à la place des femmes qui vivent réellement ces situations. Elles déplorent également le caractère excluant de ces associations qui, selon elles, n'incluent pas suffisamment les femmes non blanches dans leur luttes.
Plusieurs courants féministes post-coloniaux relèvent du féminisme intersectionnel, comme le black feminism ou le féminisme chicana.

#### Afroféminisme en France
En France, le mouvement est principalement porté par des militantes noires, se réclamant de l'afroféminisme, qui critiquent notamment l'invisibilité médiatique des femmes noires et les diktats de beauté qu'elles subissent, comme l'estime Rokhaya Diallo : 

« Les féministes blanches veulent se départir des attributs de beauté que les diktats leur imposent et qui les infériorisent vis-à-vis des hommes. Mais pour les Noires, auxquelles on a toujours dit que leurs traits étaient laids, le fait de se battre pour que ces attributs soient reconnus comme beaux prend tout son sens. Notre revendication est d’affirmer que notre corps est aussi beau que les autres alors que nous sommes invisibles médiatiquement. »

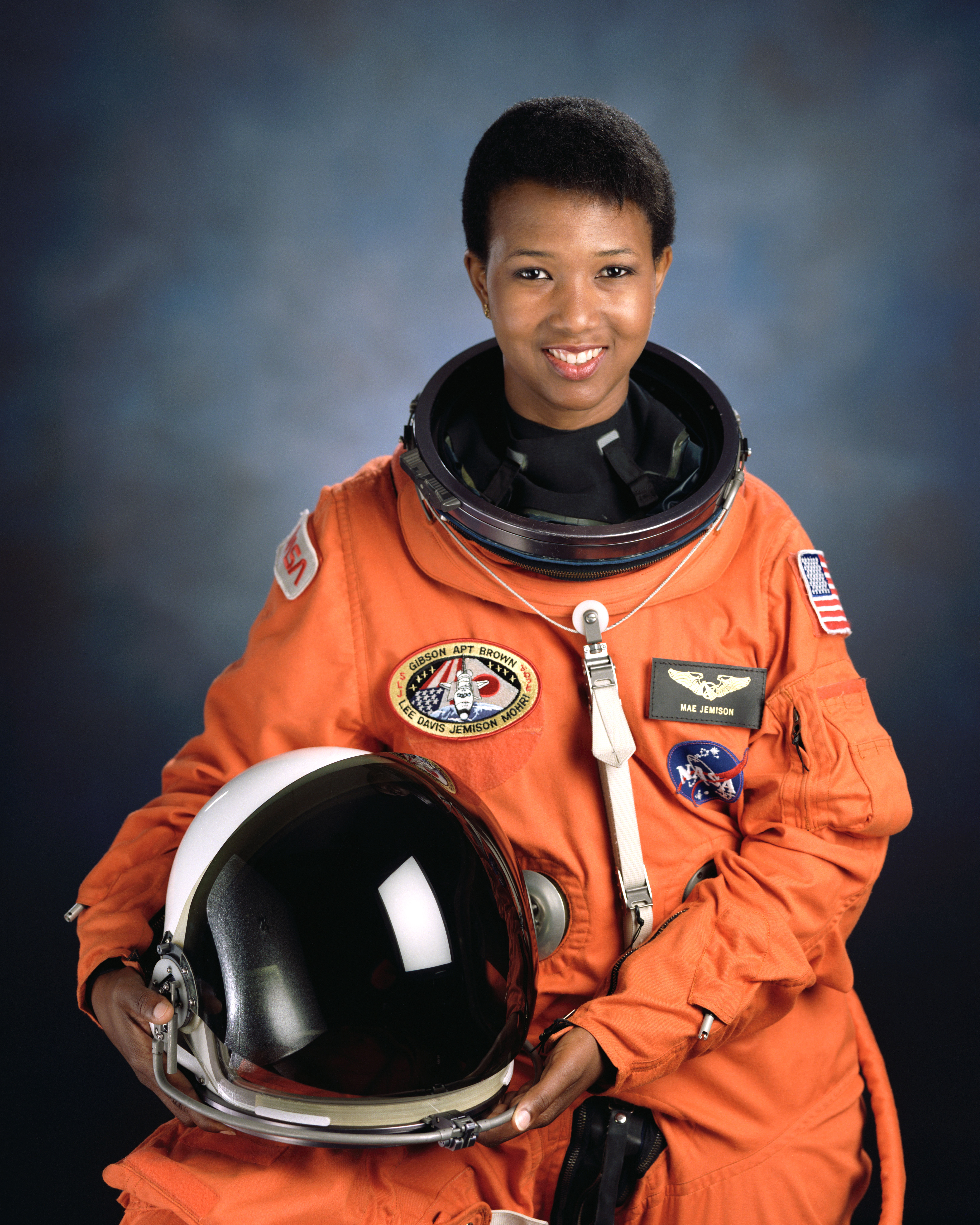
La première astronaute noire dans l'espace, Mae Jemison, 1992.

Comme la majorité des courants féministes, l'afroféminisme critique les normes de beauté imposées par la société. Mais il explique que les femmes noires – et également celles issues des autres minorités ethniques – subissent une double peine car l'idéal de beauté féminin occidental est destiné à des femmes blanches et correspond aux caractéristiques physiques de ces dernières (peau claire, nez fin et cheveux clairs). Ainsi, Myriam Keita Brunet estime que le budget consacré à la beauté par les femmes non blanches est neuf fois plus élevé que celui des femmes blanches. Elles dépensent leur argent dans des produits éclaircissants, des défrisages, voire des opérations de chirurgie esthétique afin de ressembler au modèle occidental.
Ces militantes critiquent le manque de représentation des femmes noires dans les médias. Peu de fictions françaises mettent en scène des femmes noires dans des rôles principaux et, lorsque c'est le cas, c'est souvent pour incarner des jeunes femmes issues des quartiers populaires. Les militantes noires réclament, par conséquent, une représentation plus positive et réaliste des noires dans les fictions télévisuelles. Selon le site Slate.fr, seules 5 % des mannequins qui ont fait la couverture de Vogue en 2013 étaient noires ou métisses, 9 % asiatiques, 1 % issues d'autres minorités eithnques, contre 75 % de mannequins blancs. En ce qui concerne le domaine politique, parmi les députés de la France métropolitaine qui siègent à l'Assemblée, six sont des femmes noires : Aude Amadou (4e circonscription de la Loire-Atlantique) ; Laetitia Avia (8e circonscription de Paris) ; Danièle Obono (17e circonscription de Paris) ; Maud Petit (4e circonscription du Val-de-Marne) ; Sira Sylla (4e circonscription de Seine-Maritime) ; Huguette Tiegna (2e circonscription du Lot). Les afroféministes critiquent cette quasi-absence des femmes noires et militent en faveur d'une présence accrue de celles-ci dans l'espace public. Enfin, elles luttent contre les stéréotypes racistes que subissent les femmes noires, souvent associées, selon elles, à l'animalité et à un fantasme sexuel exotique.

### Féminisme et antispécisme

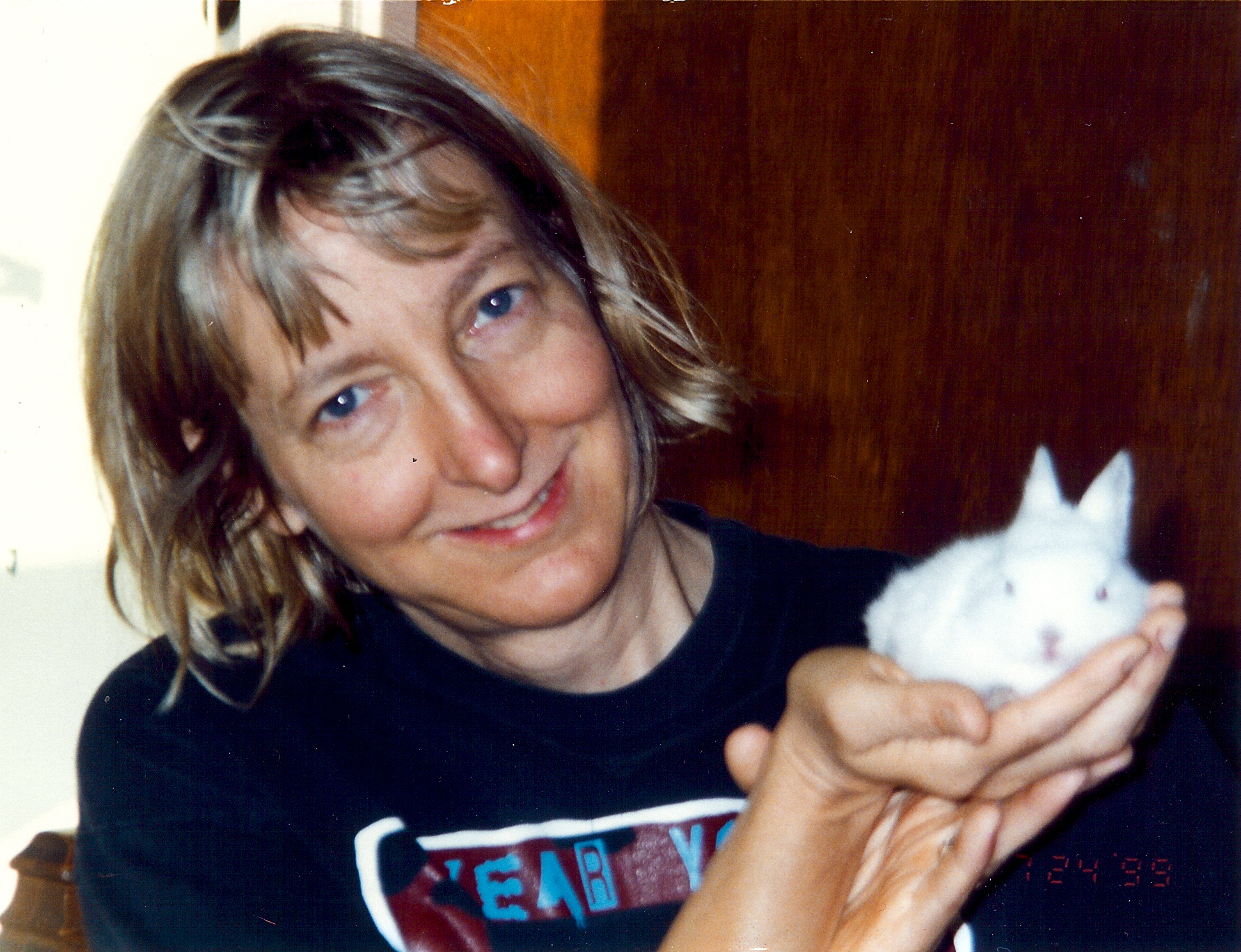
L'écrivaine féministe vegan Carol J. Adams.

Pour certaines autrices féministes, comme Carol J. Adams ou Emily Gaarder, il existe une relation forte entre le féminisme et l'antispécisme. Dans les faits, selon les études, il y aurait entre 68 % et 80 % de femmes parmi les activistes pour la cause animale. À l'opposé, les métiers impliqués dans l'exploitation animale sont majoritairement effectués par des hommes. Selon les tenantes de cette approche du féminisme, cette sur-représentation de femmes dans le milieu végane s’expliquerait par le fait que les corps des animaux d'élevage, notamment celui des femelles, seraient perçus et utilisés de façon similaire par les hommes que le sont les corps des femmes, ces derniers étant d'ailleurs parfois décrits comme « des morceaux de viande »,.
De plus, certaines études affirment que la « société patriarcale » érigerait la consommation de viande comme un symbole fort de virilité. Les féministes et les antispécistes voient ainsi le virilisme comme un ennemi commun,.
Toutefois, cette idée est critiquée par d'autres autrices féministes comme Carrie Hamilton qui explique que, selon elle : « sa version [celle de Carol J. Adams] du féminisme végane se base sur une comparaison sans fondement entre la violence faite aux femmes et celle contre les animaux ».

## Le féminisme dans l'environnement scolaire
Plusieurs personnalités déplorent une sensibilisation trop faible au féminisme dans l'espace scolaire. C'est le cas notamment de la cinéaste Agnès Varda, qui a déclaré que « le féminisme n'est pas très actif dans l'éducation, dans les collèges et dans les lycées. De manière générale, l'éducation sexuelle est un peu aplatie. On n'en parle pas assez aux jeunes femmes et aux jeunes hommes », malgré le fait que plusieurs femmes, dont Juana Whitney à Bilbao (Pays basque), ont placé dès le début du XXe siècle la question féminine au centre de l'enseignement. Mais aussi, cette question se pose car les collégiens et lycéens seraient aujourd'hui de plus en plus informés et sensibilisés aux questions féministes et au féminisme de manière générale et de plus en plus tôt, notamment par le biais des réseaux sociaux et des médias. Ainsi, il serait opportun de pouvoir étudier l'histoire du féminisme et la philosophie féministe dans les salles de classe. Également, dans certains lycées, les étudiants se sont rassemblés et ont manifesté contre le sexisme en classe et dans les établissements scolaires et les attitudes discriminatoires et plus particulièrement, les gestes et propos déplacés voire des cas de harcèlement sexuel.

## Critiques du féminisme
« À aucune époque le sexe faible n’a été traité avec autant d’égards de la part des hommes qu’à notre époque. C’est une conséquence de notre penchant et de notre goût foncièrement démocratiques, tout comme notre manque de respect pour la vieillesse. Faut-il s’étonner si ces égards ont dégénéré en abus ? On veut davantage, on apprend à exiger, on trouve enfin ce tribut d’hommages presque blessant, on préférerait la rivalité des droits, le véritable combat. En un mot, la femme perd de sa pudeur. Ajoutons de suite qu’elle perd aussi le goût. Elle désapprend de craindre l’homme. Mais la femme qui « désapprend la crainte » sacrifie ses instincts les plus féminins. (…) On veut même, de ci de là, changer les femmes en libres-penseurs et en gens de lettres. Comme si la femme, sans piété, n’était pas pour l’homme profond et impie une chose parfaitement choquante et ridicule. (…) On les rend de jour en jour plus hystériques et plus inaptes à remplir leur première et dernière fonction, qui est de mettre au monde des enfants solides. »

— Friedrich Nietzsche, Par delà le bien et le mal, VII, 239.
Le féminisme est critiqué, avec des arguments très divers.
Sur le plan politique, le féminisme est qualifié par des marxistes-léninistes de « diversion » car dans cette analyse, toutes les classes sociales sont composées de femmes et d'hommes et les premières ne constituent pas une caste ou une classe particulière caractérisée par une réelle solidarité d'intérêts. De ce fait, l'invocation d'un conflit d'intérêts entre sexes ou la lutte pour l'émancipation d'un sexe à l'égard de l'autre serait un « artifice » ayant pour conséquence (voire pour but) de « masquer les vrais rapports de domination et les vraies lignes de fracture sociale ».
Dans un ordre d'idées différent, le féminisme est aussi relativisé parce qu'il minimiserait l'importance des critères de différenciation physique entre individus (sexe, âge, état de santé, couleur de peau, morphologie) qui sont pourtant autant facteurs essentiels de discrimination sociale et d'exclusion.
Dans la mouvance de la critique de Simone de Beauvoir, certaines autrices comme Julia Kristeva, Sylviane Agacinski, Luce Irigaray ou Antoinette Fouque pensent que l'égalitarisme abstrait efface les différences sexuelles et prolonge ainsi l'androcentrisme de l'universalisme masculin. Ce discours critique différentialiste, de l'intérieur du mouvement féministe, est fréquemment reçu comme un recul essentialiste en France, moins au Québec (où les différentes mouvances sont exprimées, notamment au sein de l'Institut de Recherches et d'Études Féministes (UQÀM), au Simone de Beauvoir Institute (Université Concordia) et grâce à diverses politiques d'État), et s'exprime dans plusieurs féminismes hors de l'Occident (voir aussi Politiques d'identité).
Le terme « virilisme » est parfois employé pour qualifier l'alignement de certaines féministes sur les droits et les mœurs masculines au détriment d'une véritable promotion du féminin dans l'humanité.
En novembre 2019, l'Arabie saoudite décide d'inscrire le féminisme sur la liste des idées extrémistes. Celui-ci tombe ainsi sous le coup de la loi antiterroriste et pourra être sanctionné de peines de prison et de coups de fouet.

## Liens entre le féminisme et les hommes

### Place et image des hommes

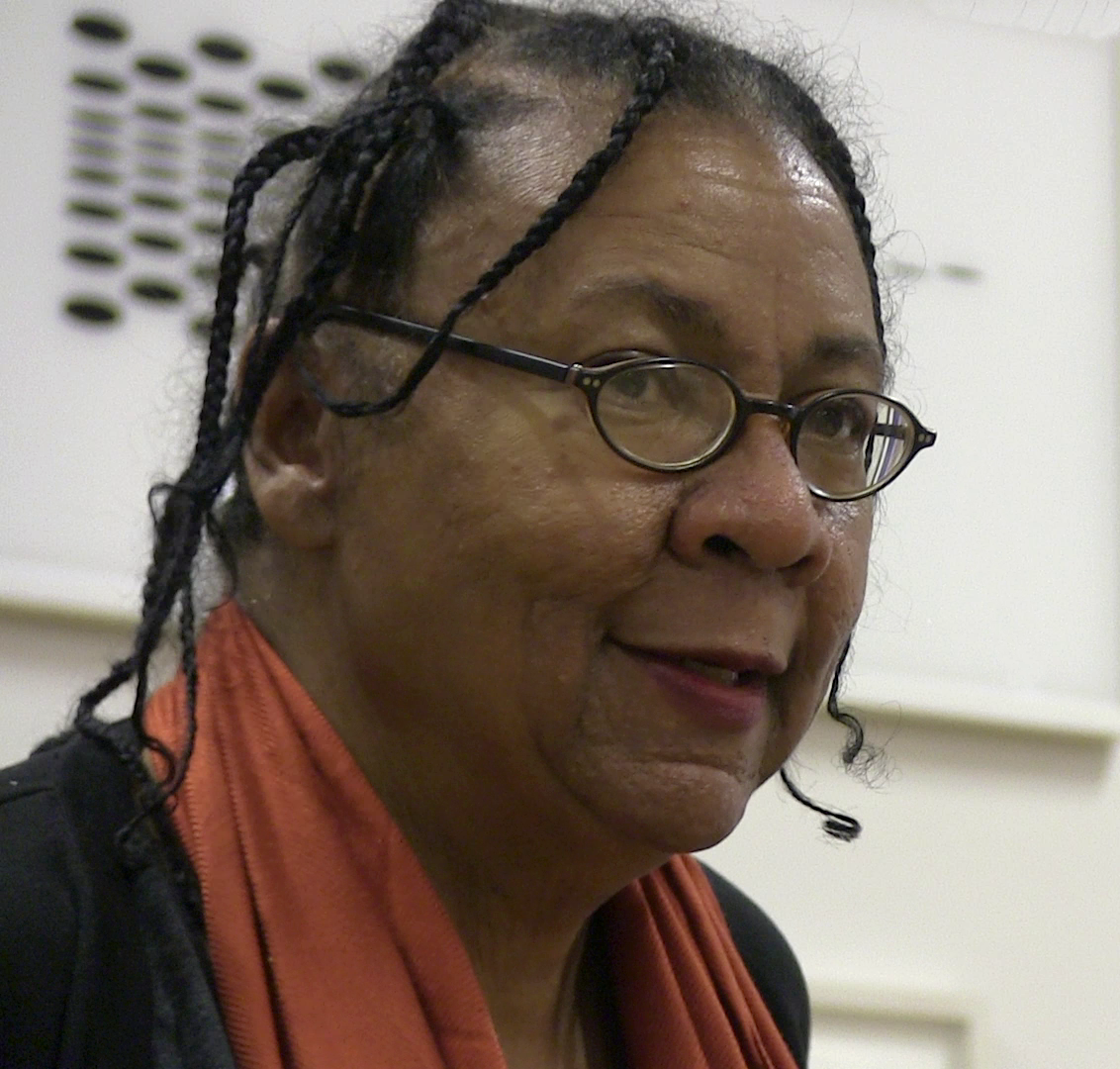
bell hooks en 2014.

La féministe américaine bell hooks affirme que les hommes souffrent également d'un système patriarcal étouffant et déshumanisant. Elle appelle les hommes à refuser les codes du patriarcat qui les encouragent à devenir froids, violents et à refouler tous sentiments. Obtenir un tel changement passe par la prise de conscience de la souffrance masculine mais également par l'arrêt de la prolifération du patriarcat dans la culture populaire notamment.
En 2010, l'Organisation mondiale de la santé a émis des recommandations sur la place des hommes et des garçons dans le processus d'accession à l'égalité. L'OMS donne des exemples de politiques qui ont aidé les hommes de façon significative à contribuer à la condition des femmes :
- Congés de paternité. Les États scandinaves ont fait la preuve que les congés de paternité sont bénéfiques pour les mères (qui bénéficient d’un partage des activités de la sphère domestique), les enfants (en matière de santé et de bon développement) et les pères (en matière de santé mentale et de bien-être). En Norvège, entre 1993 et 1998, les taux de participation à ce programme a grimpé de 4 % à 85 %.
- Interventions intégrées auprès des maris violents. Plus l'intervention intègre les différents aspects (scientifiques, juridiques, policiers, mais aussi psychologiques et communautaires), meilleures sont les chances de prévenir la violence sexiste.
- Prévention des comportements sexuels à risque : le développement d'une culture de comportements sexuels responsables et respectueux des femmes illustre combien les hommes homosexuels peuvent aider les hommes hétérosexuels. En effet, c'est de la culture gay que provient « une des transformations les plus profondes dans les pratiques que les sciences sociales et la santé publique aient observées ».
- Politiques pour éviter l'abus d'alcool et la violence par armes à feu. L'alcool et les armes, dans la plupart des cultures, sont associés au genre masculin, en même temps qu'à la violence envers les femmes, en plus d'être associés avec des troubles spécifiques chez les hommes. Les interventions sur ces deux problématiques fortement genrées sont habituellement menées indifféremment de cet état de fait. L'OMS invite à reconnaître les valeurs sociales qui les sous-tendent et ainsi facilitent la violence sexiste[187].

### Soutiens masculins au féminisme

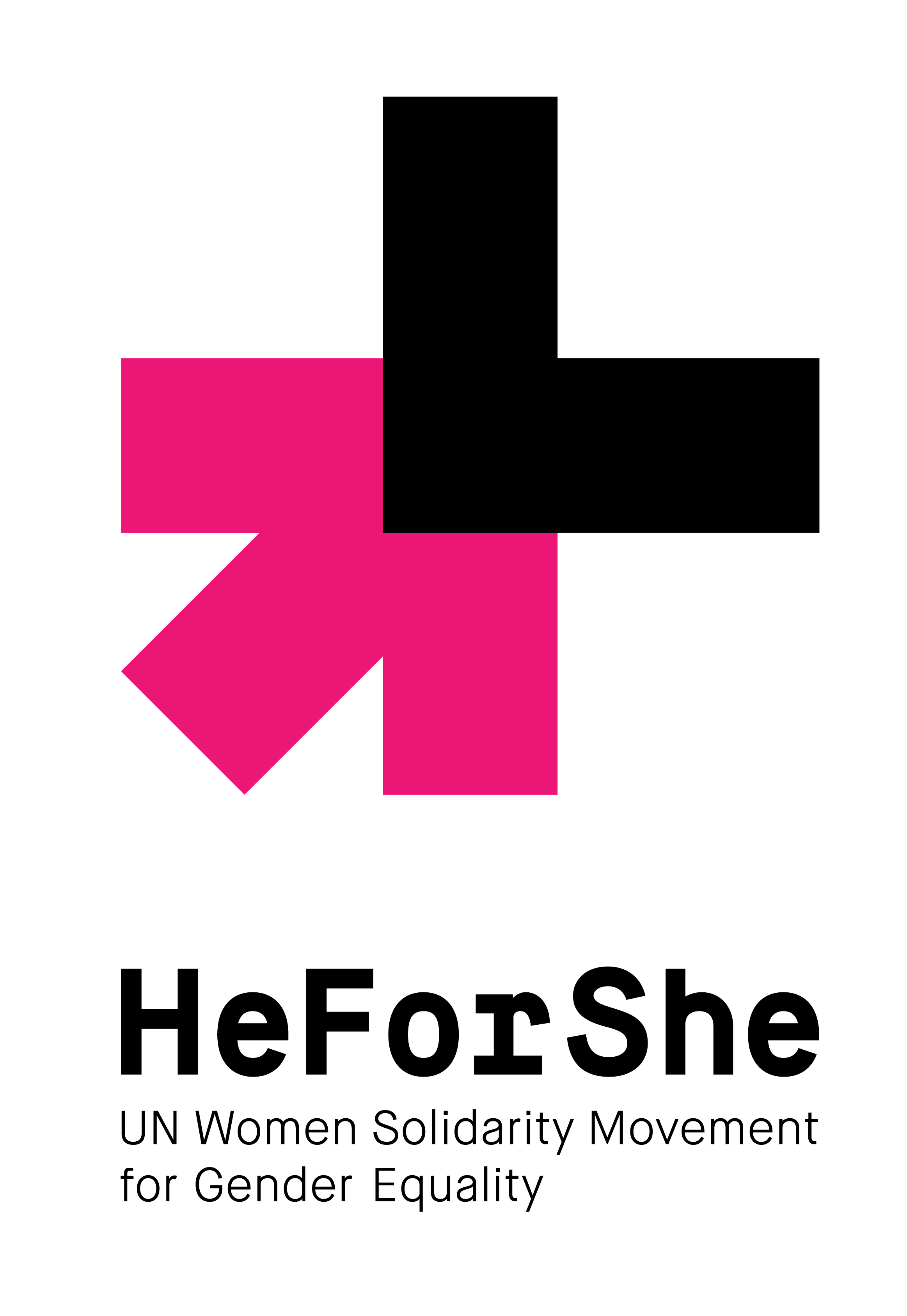
Logo de HeForShe.

Si le féminisme mobilise avant tout les femmes (puisqu'il les concerne directement), il existe aussi des hommes féministes, soit parce qu'ils se sentent solidaires, soit parce qu'ils estiment que les hommes sont également concernés.
Par ailleurs, en 2014, l'ONU Femmes lance une campagne intitulée « HeForShe » pour inciter les hommes et les garçons à participer au combat pour l'égalité des sexes et les droits des femmes.
Plusieurs chercheurs ont écrit sur le féminisme, comme Ivan Jablonka ou Éric Fassin.

### Mouvements masculins en réaction au féminisme
Plusieurs mouvements de défense des intérêts spécifiques des hommes se sont créés en parallèle ou en réaction au féminisme. Le masculinisme, souvent lié à l'antiféminisme, se dit favorable à l'égalité des genres et se préoccupe de certaines inégalités en défaveur des hommes.

## Littérature et féminisme
Des bibliothèques féministes, mettent en avant des œuvres littéraires réalisées par des femmes et explorent les enjeux du féminisme.
Certaines œuvres sont devenues des icônes littéraires du féminisme :
- Le Carnet d’or (1962) de Doris Lessing
- La Servante écarlate (1985) de Margaret Atwood
- Herland de Charlotte Perkins Gilman
- Les Monologues du vagin d’Eve Ensler

On peut également citer Le Pouvoir de Naomi Alderman ou Vox de Christina Dalcher.
Il existe d'autres romans portant des réflexions féministes :
- Le complexe de la sorcière (2020) et sa suite La femme est l'oiseau (2021) de Isabelle Sorente.

### Science-fiction
La thématique féministe est très présente en littérature de science-fiction.
L’œuvre emblématique à cet égard est La Main gauche de la nuit d’Ursula K. Le Guin, publié en 1969.
Un autre roman de référence en matière de science-fiction féministe est Chroniques du Pays des Mères (1992) d'Élisabeth Vonarburg.
Publié en juin 2020, Anan : le prince, premier tome d'une trilogie écrite par Lili Boisvert, est un autre exemple de littérature fantastique féministe,.
Viendra le temps du feu, Wendy Delorme, 2021

### Essais
- King Kong Theory, Virginie Despentes
- Le capitalisme patriarcal, Silvia Federici
- Une chambre à soi, Virginia Woolf
- Tout le monde peut être féministe, Bell hooks

#### Écrits féministes
- Simone de Beauvoir, Le Deuxième Sexe, 2 tomes, Paris, Gallimard, 1949 ; rééd. Gallimard, "Folio", 1986  (ISBN 9782070323517) ;  (ISBN 9782070323524).
- Judith Butler, Trouble dans le genre. Pour un féminisme de la subversion, Paris, La Découverte, 2005  (ISBN 978-2-7071-5018-9).
- Françoise Vergès, Un Féminisme décolonial, Paris, La Fabrique, 2019  (ISBN 978-2-35872-174-5).
- Silvia Federici, Le Capitalisme patriarcal, Paris, La Fabrique, 2019  (ISBN 978-2-35872-178-3).

#### Dictionnaires
- Helena Hirata, Françoise Laborie, Hélène Le Doaré et Danièle Senotier, Dictionnaire critique du féminisme, Paris, Presses universitaires de France, coll. « Politique d'aujourd'hui », 2000, 299 p. (ISBN 2-13-050009-9). Édition revue, corrigée et augmentée (2004), chez le même éditeur, même collection : ... + 315 p.  (ISBN 2-13-052417-6).
- Christine Fauré (dir.), Nouvelle Encyclopédie Politique et Historique des Femmes (Europe-Amérique), Paris, Les Belles Lettres, 2010, 1215 p. (ISBN 978-2-251-44380-5).

#### Histoire

##### En Europe
- Hans Derks, « Un Mal Splendide : hommes et femmes dans une 'Antiquité postféministe' », Dialogues d'histoire ancienne, vol. 27, no 2,‎ 2001, p. 7-43 (lire en ligne).
- (en) Karen Offen, European feminisms, 1700-1950 : A political history, Stanford, CA, Stanford University Press, 2000, 554 p. (ISBN 978-0-8047-3419-6 et 978-0-804-73420-2, OCLC 43167893).
- Eliane Gubin (dir.), Catherine Jacques (dir.), Florence Rochefort (dir.), Brigitte Studer (dir.), Françoise Thébaud (dir.), Michèle Zancarini-Fournel (dir.) et al. (préf. Michelle Perrot), Le siècle des féminismes, Paris, Éditions de l'Atelier, 2004, 463 p. (ISBN 978-2-7082-3729-2, OCLC 868501894, lire en ligne).
- Aurore Koechlin, La Révolution féministe, Amsterdam, 176 p.  (ISBN 978-2354801946).

##### En France
- Maïté Albistur et Daniel Armogathe, Histoire du féminisme français. Éditions des Femmes, collection « Pour chacune », Paris, 2 volumes :
  - vol. 1 : Du Moyen Âge à nos jours, 1977. 508 p.  (ISBN 2-7210-0133-7) ;
  - vol. 2 : De l'Empire napoléonien à nos jours, 1978  (ISBN 2-7210-0134-5).
- Christine Bard, Les Filles de Marianne, Histoire des féminismes, 1914-1940, Paris, Fayard, 1995  (ISBN 2-213-59390-6).
- Christine Bard dir et Sylvie Chaperon, Dictionnaire des féministes, France XVIIIe -XXIe siècle, Paris, PUF, 2017, 1700 p. (ISBN 978-2-13-078720-4).
- Marie-Jo Bonnet, Histoire de l'émancipation des femmes, Rennes, Ouest-France, 2012.
- Sylvie Chaperon, Les Années Beauvoir, 1945-1970, Paris, Fayard, 2000  (ISBN 2-213-60542-4).
- Laurence Klejman et Florence Rochefort, L’Égalité en marche. Le Féminisme sous la Troisième République, Presses de la Fondation nationale des sciences politiques, 1989  (ISBN 2-7210-0382-8).
- Laurie Laufer, « La psychanalyse est-elle un féminisme manqué ? », Nouvelle Revue de psychosociologie, 2014/1 (no 17), p. 17-29. DOI : 10.3917/nrp.017.0017. [lire en ligne]
- Danielle Le Bricquir, O.Thibault, Féminisme et Pacifisme, même combat, Éditions Les lettres libres, 149 p., 1985  (ISBN 2-86751-074-0).
- Danielle Le Bricquir, La Paix, les femmes !, Presses universitaires de Grenoble (préface d'Albert Jacquard), 173 p., 1987  (ISBN 978-2706102967).
- Johanna Luyssen, Les 30 féministes que personne n'a vus venir, Paris, Éditions Le Contrepoint, 2015  (ISBN 2-37063-031-0) (préface de Beth Ditto et illustration d'Enora Denis).
- Françoise Picq, Libération des femmes, les années-Mouvement, Paris, Seuil, 1993  (ISBN 2-02-012239-1).
- Geneviève Poujol, Un féminisme sous tutelle : les protestantes françaises, 1810-1960, 2003  (ISBN 9782846210317).
- Michèle Riot-Sarcey, Histoire du féminisme, La Découverte, collection Repères, Paris, 2002  (ISBN 978-2-7071-5472-9).
- Christelle Taraud, Les Féminismes en questions - Éléments pour une cartographie, entretiens avec Christine Bard, Marie-Hélène Bourcier, Christine Delphy, Eric Fassin, Françoise Gaspard, Nacira Guénif-Souilamas et Marcela Iacub, Éditions Amsterdam, Paris, 2005  (ISBN 2-915547-07-6).
- Camille Masclet, Le Féminisme en héritage : Incidences intimes et transmission familiale d'une lutte politique, PUF, Paris, 2025

##### Au Royaume-Uni
- Françoise Barret-Ducrocq, Le Mouvement féministe anglais d’hier à aujourd’hui, Paris, Ellipses, 2000  (ISBN 2-7298-5950-0).
- Martine Monacceli (dir.), Ces hommes qui épousèrent la cause des femmes : Dix pionniers britanniques, Éditions de l'Atelier, 2010  (ISBN 2708241052).

##### En Espagne
- Teresa Claramunt (trad. de l'espagnol, préf. Christelle Schreiber-Di Cesare), Femmes, unissons-nous !, Paris, Nada, 2023, 80 p. (ISBN 979-10-92457-59-9).
- Gonzalo Berger et Tània Balló Colell (trad. du catalan), Les combattantes : l'histoire oubliée des miliciennes antifascistes dans la guerre d'Espagne, Paris/01-Péronnas, Éditions Syllepse / Impr. SEPEC numérique, 2022, 200 p. (ISBN 979-10-399-0056-0).

##### Aux États-Unis
- Ginette Castro, Radioscopie du féminisme américain, Les Presses de Sciences Po, Paris, 1984  (ISBN 2-7246-0506-3).
- Colette Colomb-Bourreau et Claudette Fillard, Les Mouvements féministes américains, Ellipses, Paris, 2003  (ISBN 2-7298-1307-1).

#### Journaux féministes

##### En France
- La Tribune des femmes
- La Fronde
- La Politique des femmes
- Le torchon brûle
- Le Quotidien des femmes
- Des femmes en mouvements
- Sorcières
- F Magazine
- Osez le féminisme !
- Causette
- Femmes en résistance magazine
- La Déferlante

##### Ailleurs dans le monde
- Feminal
- Amazones d'hier, lesbiennes d'aujourd'hui
- La Vie en rose
- Feminist Review
- Recherches féministes
- Sisyphe : Un regard féministe sur le monde

#### Revues universitaires
Note : certaines revues universitaires rejoignent le public des journaux ; elles apparaissent dans les deux listes.
- Recherches féministes
- Nouvelles Questions féministes
- Cahiers du genre

##### En anglais
- Affilia
- Camera Obscura
- Differences: A Journal of Feminist Cultural Studies
- Feminist Collections
- Feminist Periodicals
- Feminist Review
- Feminist Studies
- Feminist Teacher
- Feminist Theory
- Frontiers: A Journal of Women's Studies
- Gender and Society
- Gender Issues
- Genders
- Hypatia: A Journal of Feminist Philosophy
- International Journal of Gender, Science and Technology
- Journal of Feminist Studies in Religion
- Journal of International Women's Studies
- Journal of Lesbian Studies
- Journal of Women, Politics and Policy: A Quarterly Journal of Research and Policy Studies
- Journal of Women's History
- Meridians: Feminism, Race, Transnationalism
- MS
- Nashim: A Journal of Jewish Women’s Studies and Gender Issues
- New Books on Women and Feminism
- NWSA Journal
- off our backs: A Women's News Journal
- Psychology of Women Quarterly
- Signs: Journal of Women in Culture and Society
- Social Politics: International Studies in Gender, State and Society
- Tulsa Studies in Women's Literature
- Women: A Cultural Review
- Women and Health: A Multidisciplinary Journal of Women's Health Issues
- Women and Therapy
- Women's Review of Books
- Women's Studies: An Indisciplinary Journal
- Women's Studies International Forum
- Women's Studies Quarterly

##### Écrits historiques
- Nicolas de Condorcet, Sur l’admission des femmes au droit de cité, 1791.
- Olympe de Gouges, Déclaration des droits de la femme et de la citoyenne, 1791.
- Mary Wollstonecraft, Défense des droits de la femme, 1792.
- Flora Tristan, L’Émancipation de la femme ou le Testament de la paria, 1845.
- Julie-Victoire Daubié, La Femme pauvre au XIXe siècle, ed. 1869. Trois tomes consultables sur Gallica.
- John Stuart Mill, De l’asservissement des femmes, 1869.
- Alexandra David-Néel, Le Féminisme rationnel (discours prononcé devant le Congrès des femmes italiennes de 1906, et des textes extr. de La Fronde, 1902-1903). Société Nouvelle, Bruxelles, 1909. Réédition en 2000, en fac-simile, sous le même titre, suivi de l'essai Les Femmes, ces immigrées de l'intérieur, de Catherine Lafon. Les Nuits rouges, collection « les Nuits rouges », Paris, 2000. 119 p.  (ISBN 2-913112-07-2).
- Madeleine Pelletier, L’Éducation féministe des filles, 1914.
- Simone de Beauvoir, Le Deuxième Sexe (2 tomes), Gallimard, 1949.

##### Écrits récents
- Élisabeth Badinter, Fausse route : Réflexions sur 30 années de féminisme, Éditions Odile Jacob, Paris, 2003  (ISBN 225311264X).
- Marie-Jo Bonnet, Mon MLF, Éditions Albin Michel, 2018.
- Elena Gianini Belotti, Du côté des petites filles, Paris, Éditions des Femmes, 1974.
- Pierre Bourdieu, La Domination masculine, Seuil coll. Points/Essais, 1998, 2002,  (ISBN 2-0205-5771-1).
- Judith Butler, Trouble dans le genre. Pour un féminisme de la subversion, La Découverte, Paris, 2005.
- Philippe Cardon, Danièle Kergoat, Roland Pfefferkorn (dir.), Chemins de l'émancipation et rapports sociaux de sexe, Éditions la Dispute, collection Le Genre du monde, 2009.
- Gabrielle Cluzel, Adieu Simone ! Les dernières heures du féminisme, Le Centurion, 127 p., 2016.
- Collectif, La Barre du jour, no 196 spécial Femmes scandales 1965-1985, mars 1987.
- Angela Davis, Femmes, Race et Classe, Des Femmes, 2007, 2e éd. (1re éd. 1983)  (ISBN 978-2-7210-0552-6).
- Marguerite Duras, Les Parleuses, entretiens avec Xavière Gauthier Les Éditions de Minuit, 1975.
- Régine Deforges, O m'a dit, entretiens avec Pauline Réage, Pauvert, 1975.
- Christine Delphy, L’Ennemi principal 1, Économie politique du patriarcat, Paris, Syllepse, 1998.
- Virginie Despentes, King Kong Théorie, Grasset, 2006.
- Annie Ernaux, « J'ai une histoire de femme », L'Écriture comme un couteau. Entretiens avec Frédéric-Yves Jeannet, Stock, 2003.
- Oriana Fallaci, Le Sexe inutile : voyage autour de la femme, [« Il sesso inutile »] (trad. Frances de Dalmatie), Julliard, 1961, 253 p.
- Dominique Foufelle, Ô femmes, et cætera, une histoire du féminisme, Quai des Brunes, 2018.
- Antoinette Fouque, Il y a deux sexes, Gallimard, coll. « Le Débat », 1995, 2004 pour une version augmentée.
- Nancy Fraser, Cinzia Arruzza et Tithi Bhattacharya, Féminisme pour les 99 %. Un manifeste, La Découverte, 2019.
- Betty Friedan, La Femme mystifiée, 1963.
- Colette Guillaumin, Sexe, Race et Pratique du pouvoir : l’idée de nature. Éditions Côtés Femmes, 1992  (ISBN 2-907883-39-9).
- Françoise Héritier, Masculin – Féminin. Éditions Odile Jacob, Paris. 2 volumes :
  - vol. 1 : La Pensée de la différence, 1996, 332 p.  (ISBN 2-7381-0338-3) ;
  - vol. 2 : Dissoudre la hiérarchie, 2002, 443 p.  (ISBN 2-7381-1090-8).
- Luce Irigaray, Spéculum. De l’autre femme, Paris, Minuit, 1974.
- Luce Irigaray, Éthique de la différence sexuelle, Minuit, 1984  (ISBN 2-7073-0680-0).
- Yvonne Knibiehler, Qui gardera les enfants ? Mémoires d'une féministe iconoclaste, Calmann-Levy, 2007.
- Michèle Le Dœuff, Le Sexe du savoir, Aubier, Paris, 1998  (ISBN 2-08081461-3).
- Nicole-Claude Mathieu, L’Arraisonnement des femmes. Essais en anthropologie des sexes, EHESS, 1985  (ISBN 2-7132-0842-4).
- Kate Millett, La Politique du mâle, Stock, 1971.
- Florence Montreynaud, L'Aventure des femmes - XXe – XXIe siècle, Nathan, 2006.
- Lorena Parini, Le Système de genre. Introduction aux concepts et théories, Éditions Seismo, Zürich, 2006.
- Roland Pfefferkorn, Inégalités et rapports sociaux. Rapports de classes, rapports de sexes, Paris, La Dispute, collection Le genre du monde, 2007.
- Daniel de Roulet, Dix petites anarchistes, Buchet-Chastel, 2018,  (ISBN 978-2-283-03178-0)[193].
- Maryse Vaillant, Sexy soit-elle, Les Liens qui libèrent, 2012.
- Catherine Vidal (dir.), Féminin/Masculin : mythes et idéologie, éditions Belin, 2006.
- Joan Wallach Scott, La Citoyenne paradoxale. Les féministes françaises et les droits de l'homme, Albin Michel, 1998.

#### Dossiers
- Revue Sciences humaines :
  - « L'ère du postféminisme », no 214, 2010 ;
  - « Femmes, combats et débats », HSS, no 4, 2005 ;
  - « Hommes / femmes, quelles différences ? », no 146, 2004 ;
  - « Les hommes en question », no 112, 2001 ;
  - « Nouveaux modèles féminins », no 85, 1998 ;
  - « Masculin-féminin », no 42, 1994 ;
- Revue Krisis : « Sexe(s) ? / Genre(s) ? », no 41, 2015.

#### Conférences
- Le féminisme n’a jamais tué personne ! cycle de conférences à la Bibliothèque publique d'information.

#### Histoire du féminisme
- Première vague féministe
- Deuxième vague féministe
- Troisième vague féministe
- Recherche féministe

#### Types de féminisme
- Afroféminisme
- Anarcha-féminisme
- Black feminism
- Écoféminisme
- Féminisme chrétien
- Féminisme musulman
- Féminisme matérialiste
- Féminisme radical
- Féminisme socialiste
- Féminisme du point de vue

#### Organisations et actions
- Association internationale pour une économie féministe
- Collectif national pour les droits des femmes
- Femmes prévoyantes socialistes
- Hollaback!
- Journée internationale des femmes
- La Barbe
- Marche mondiale des Femmes
- Mix-Cité
- Mouvement de libération des femmes
- Mouvement français pour le planning familial
- Ni putes ni soumises
- Osez le féminisme !
- Pénélopes
- SCUM Manifesto
- Solidarite Fanm Ayisyèn
- Women's Lib

#### Féminisme appliqué à des domaines particuliers
- Archéologie féministe
- Art féministe
- Philosophie féministe
- Archives of Women Artists, Research and Exhibitions

#### Chants et hymnes féministes
- La Marseillaise des cotillons (1848)
- Bella ciao (chant) chant des mondines (1908)[194]
- Bread and Roses (1911) chantée pendant la Bread and Roses strike
- You Don't Own Me (1963)
- L'Hymne du MLF (1971)